# Экономика Нью-Йорка
Нью-Йорк входит в число крупнейших глобальных городов мира, а его экономика является крупнейшей городской и региональной экономикой США. Благодаря Уолл-стрит и Мидтауну Нью-Йорк входит в число главных финансовых центров мира. Также город является важным центром таких секторов, как розничная и международная торговля, транспорт и логистика, туризм, недвижимость, новые и традиционные медиа, реклама, юридические и бухгалтерские услуги, страхование, венчурные инвестиции, индустрия развлечений, мода, искусство, образование и медицина.
Нью-Йорк занимает третье место в США, после Силиконовой долины и Бостона, по числу стартапов. Кроме того, Нью-Йорк входит в десятку самых инновационных городов мира, уступая в США лишь Сан-Франциско и Сан-Хосе. Центрами высоких технологий являются «Силиконовая аллея» (Silicon Alley) и «Нью-Йоркский цифровой район» (New York Digital District).
Нью-Йорк является крупнейшей корпоративной столицей страны, многие американские и международные компании из Fortune Global 500 и Forbes Global 2000 базируются в городе или имеют здесь свои региональные представительства. Также Нью-Йорк входит в десятку самых дорогих по стоимости проживания городов мира.
Нью-Йорк входит в пятёрку самых «умных» городов мира, занимая в списке второе место. Также Нью-Йорк занимает третье место в рейтинге «лучших» городов мира.  

## История

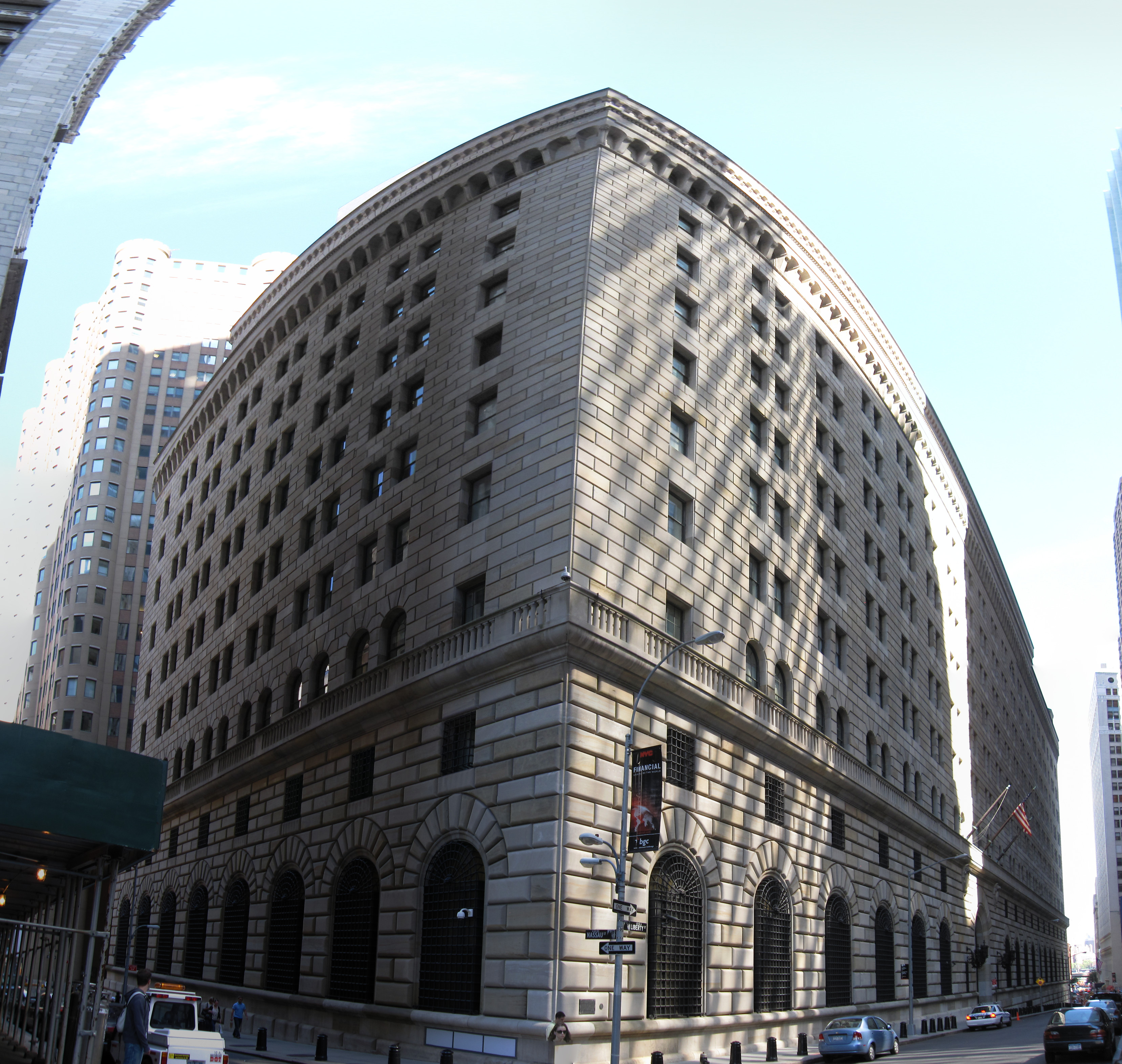
Здание Федерального резервного банка Нью-Йорка

В 1792 году была основана Нью-Йоркская фондовая биржа. После открытия канала Эри порт Нью-Йорка стал ключевым узлом в транспортировке товаров между Атлантическим побережьем и Великими озёрами. В 1882 году была основана Нью-Йоркская товарная биржа, в 1908 году — Американская фондовая биржа, в 1914 году начал свою работу Федеральный резервный банк Нью-Йорка.
В первой четверти XX века Нью-Йорк доминировал в сфере коммуникаций, торговли, финансов и массовой культуры. Более четверти из 300 крупнейших корпораций США имели свои штаб-квартиры в Нью-Йорке. Во время Великой депрессии, которая с одной стороны больно ударила по экономике Нью-Йорка, в городе происходил строительный бум. Именно тогда были построены легендарные небоскрёбы Бэнк-оф-Манхэттен-Траст-билдинг, Крайслер-билдинг, Эмпайр-стейт-билдинг и Ар-Си-Эй-билдинг, а Рокфеллеровский центр был крупнейшим частным проектом того времени в сфере недвижимости.
После Второй мировой войны в Нью-Йорке случился новый строительный бум, но затем наступил продолжительный экономический спад. В 1971 году начала свою работу биржа Nasdaq. В 1990-х началась джентрификация многих депрессивных районов, в том числе Гарлема и Бронкса. Экономическому возрождению способствовал приток в город активных граждан азиатского и латиноамериканского происхождения. Весной 2000 года лопнул так называемый «пузырь доткомов», что сильно подорвало высокотехнологический сектор, а вскоре почти все отрасли экономики Нью-Йорка пережили серьёзный шок после атаки 11 сентября 2001 года.
Финансовый кризис 2007—2008 годов сильно ударил по ведущим банкам Нью-Йорка, особенно по Lehman Brothers, Bear Stearns и Merrill Lynch. В 2012 году тяжёлый ущерб инфраструктуре города нанёс ураган «Сэнди». Через пять лет после финансового кризиса 2008 года экономика Нью-Йорка добавила свыше 500 тыс. рабочих мест в частном секторе, значительно отыграв тогдашние потери (темпы роста в Нью-Йорке сильно опережали национальные показатели в частном секторе). Открытие в 2014 году One World Trade Center вернуло инвесторов на рынок недвижимости Нижнего Манхэттена, который сильно пострадал посте терактов 11 сентября.
По состоянию на апрель 2016 года, уровень безработицы в Нью-Йорке достиг 4,8 %, опустившись до самого низкого показателя за последние 40 лет (для сравнения, в 1976 году и в начале 1990-х годов он превышал 11 %, в 2010 году составлял 9,5 %). Больше всего новых рабочих мест было создано в секторах общественного питания, здравоохранения, недвижимости и профессиональных услуг, другие отрасли (в том числе оптовая торговля и финансы) росли не так активно. Рост в сфере профессиональных и технических услуг стимулировал спрос на новые офисы, особенно в бывших промышленных и складских помещениях за пределами Манхэттена.
Весной 2020 года финансовый сектор Нью-Йорка оказался под ударом из-за пандемии коронавируса, а в начале лета розничная торговля и страховые компании понесла потери в результате масштабных уличных беспорядков и грабежей.

## Структура

### Занятость
Рынок рабочей силы Нью-Йорка сильно подвержен маятниковой миграции: ежедневно сотни тысяч сотрудников стекаются в офисы Манхэттена, на предприятия Бруклина и Куинса не только из соседних районов города, но также из прилегающих округов штатов Нью-Джерси, Нью-Йорк, Коннектикут, Род-Айленд и Пенсильвания.

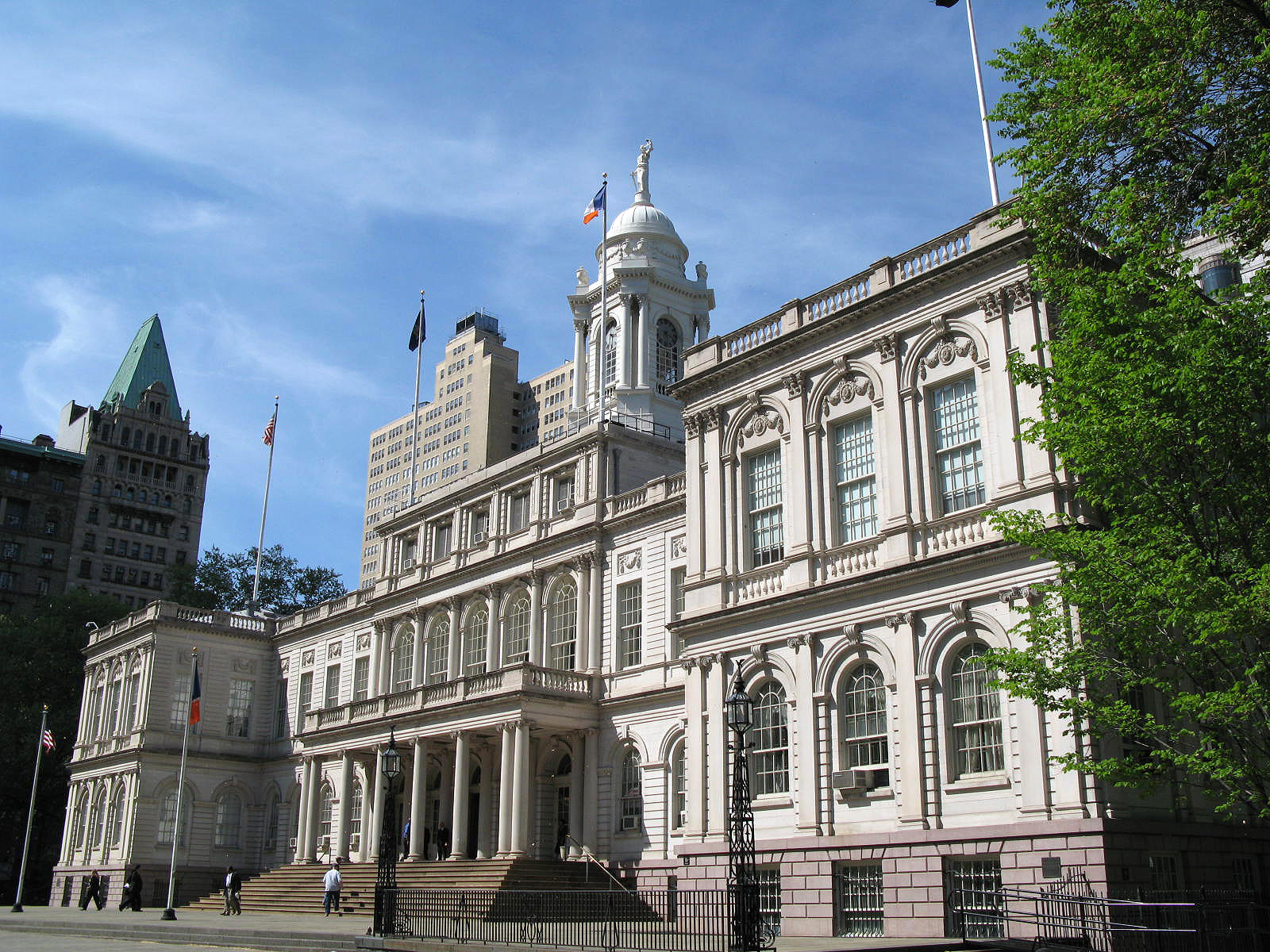
Правительство Нью-Йорка — крупнейший работодатель в городе

По состоянию на 2012 год крупнейшими работодателями в Нью-Йорке являлись городские власти (148 898 человек), департамент образования Нью-Йорка (119 410 человек), Metropolitan Transportation Authority (66 804 человек), федеральное правительство США (50 700 человек), New York City Health and Hospitals Corporation (36 244 человек), JPMorgan Chase (27 157 человек), власти штата Нью-Йорк (25 441 человек), Citigroup (24 809 человек), Northwell Health (20 775 человек) и Mount Sinai Hospital (18 999 человек). По состоянию на осень 2018 года, уровень безработицы в Нью-Йорке составлял 4 %.
В 2014 году крупнейшими секторами экономики Нью-Йорка по числу занятых были розничная и оптовая торговля (262 тыс. человек), финансовые услуги и страхование (206,5 тыс. человек), профессиональные, научные и технические услуги (205,4 тыс. человек), управленческие и административные услуги (166,3 тыс. человек), недвижимость и услуги аренды (116,3 тыс. человек).
После департамента образования Нью-Йорка среди государственных структур крупнейшими работодателями являются департамент полиции Нью-Йорка (55,3 тыс. сотрудников), пожарный департамент Нью-Йорка (17,4 тыс.), исправительный департамент Нью-Йорка (14 тыс.), жилищное управление Нью-Йорка (13 тыс.), санитарный департамент Нью-Йорка (7,2 тыс.), департамент здравоохранения и психического здоровья Нью-Йорка (6 тыс.), департамент охраны окружающей среды Нью-Йорка (6 тыс.) и транспортный департамент Нью-Йорка (5 тыс.).

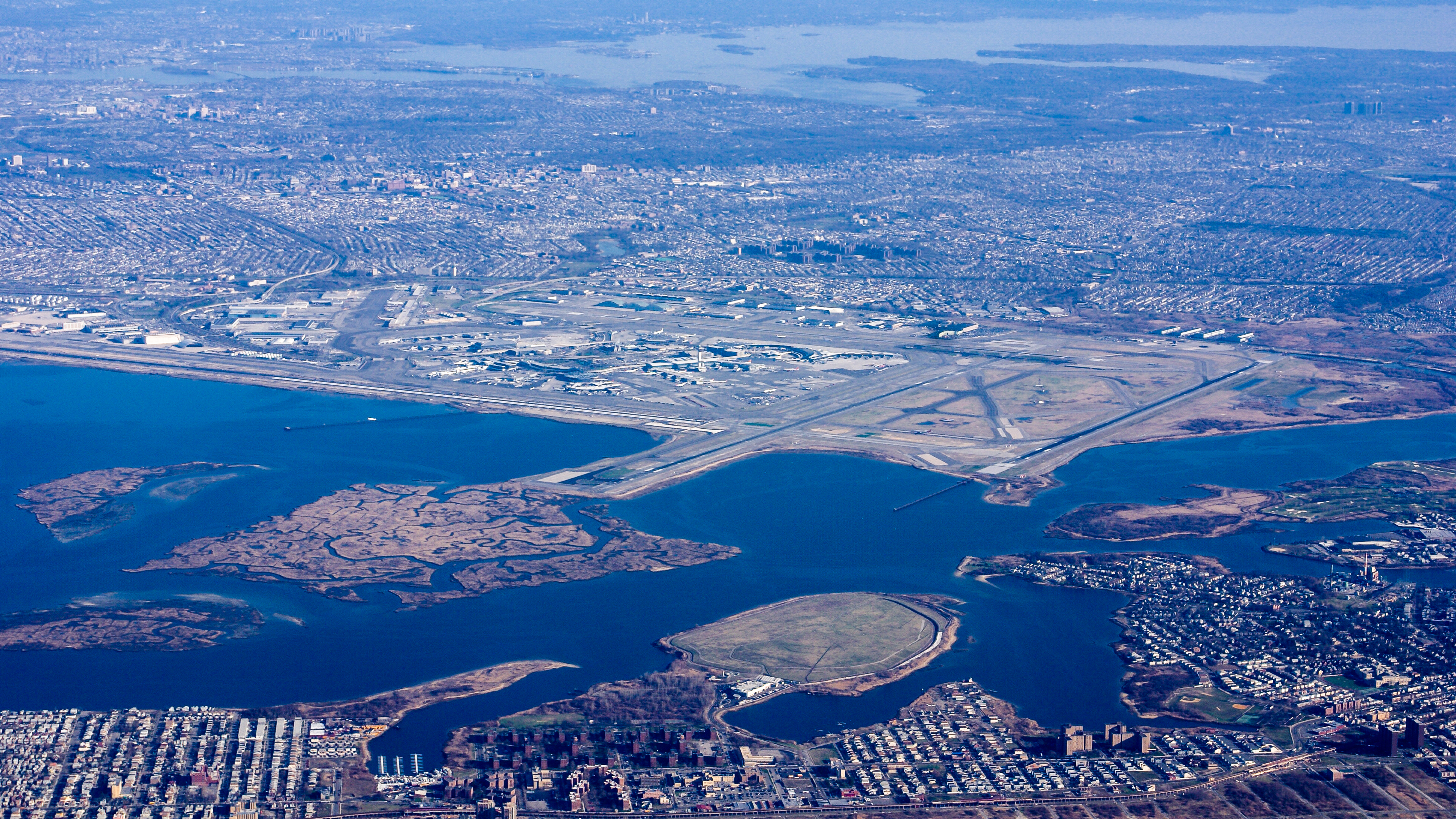
Международный аэропорт имени Джона Кеннеди — крупнейший работодатель района Куинс

По состоянию на 2015 год Нью-Йорк имел почти 4,1 млн полных рабочих мест (без учёта неполной занятости). Для сравнения, в 1980 году в городе было около 3,2 млн полных рабочих мест, в 1990 году — около 3,5 млн, в 2008 году — около 3,7 млн. В 2014 году из всех занятых 79 % были жителями Нью-Йорка, остальные добирались в город из пригородов и соседних штатов. Весной 2016 года в Нью-Йорке было менее 200 тыс. безработных (ранее такие показатели наблюдались лишь в 1987—1988 и 2006—2007 годах).
По состоянию на 2015 год из 3,7 млн человек, занятых в частном секторе экономики Нью-Йорка, 24 % работали в сфере здравоохранения и образования, 18 % — в сфере профессиональных услуг и информационных технологий (включая юридические, бухгалтерские, архитектурные, дизайнерские, технические и рекламные услуги, научные исследования, средства массовой информации, кинопроизводство и издательское дело), 15 % — в розничной торговле и других сферах услуг (включая прачечные, салоны красоты и авторемонтные мастерские), 12 % — в сфере финансов, страхования и недвижимости, 12 % — в туризме и сфере досуга (включая гостиницы, рестораны, бары, театры, кинотеатры, спортивные арены, музеи и художественные галереи), 7 % — в транспортной сфере и оптовой торговле (включая склады, логистику, дистрибуцию, общественный транспорт, такси и школьные автобусы), 6 % — в сфере административной поддержки (включая обслуживание домов, утилизацию отходов, колл-центры, компании по подготовке документов и службы безопасности), 4 % — в сфере строительства, энергетики и коммунального хозяйства (включая строительство и ремонт зданий и дорог, обслуживание электрических, газовых и кабельных сетей), 2 % — в промышленном секторе (преимущественно производство одежды, продуктов питания, напитков, упаковки, косметики, парфюмерии, металлических и деревянных изделий для строительной отрасли).
Трансформация Нью-Йорка из промышленного в постиндустриальный город происходила на протяжении нескольких десятилетий. До 1950-х годов большинство рабочих мест было сконцентрировано в производственном секторе. Однако в 1970-х годах ускорился перенос промышленных мощностей за рубеж, где рабочая сила стоила дешевле. Сокращение доли промышленности в экономике Нью-Йорка продолжалось вплоть до 2010 года, после чего замедлилось и даже изменилось на небольшой рост. Занятость в оптовой торговле и строительстве также постоянно падала с 1950 года, однако менее резко, чем в промышленности, а с 2008 года стала медленно расти.
В период между 1950 и 2015 годами меньше всего изменилась занятость в розничной торговле, а больше всего выросла в секторе услуг. Однако здесь наблюдалась большая разница в заработной плате — от низкой в сфере общественного питания до очень высокой в сфере профессиональных, особенно юридических и медицинских услуг.

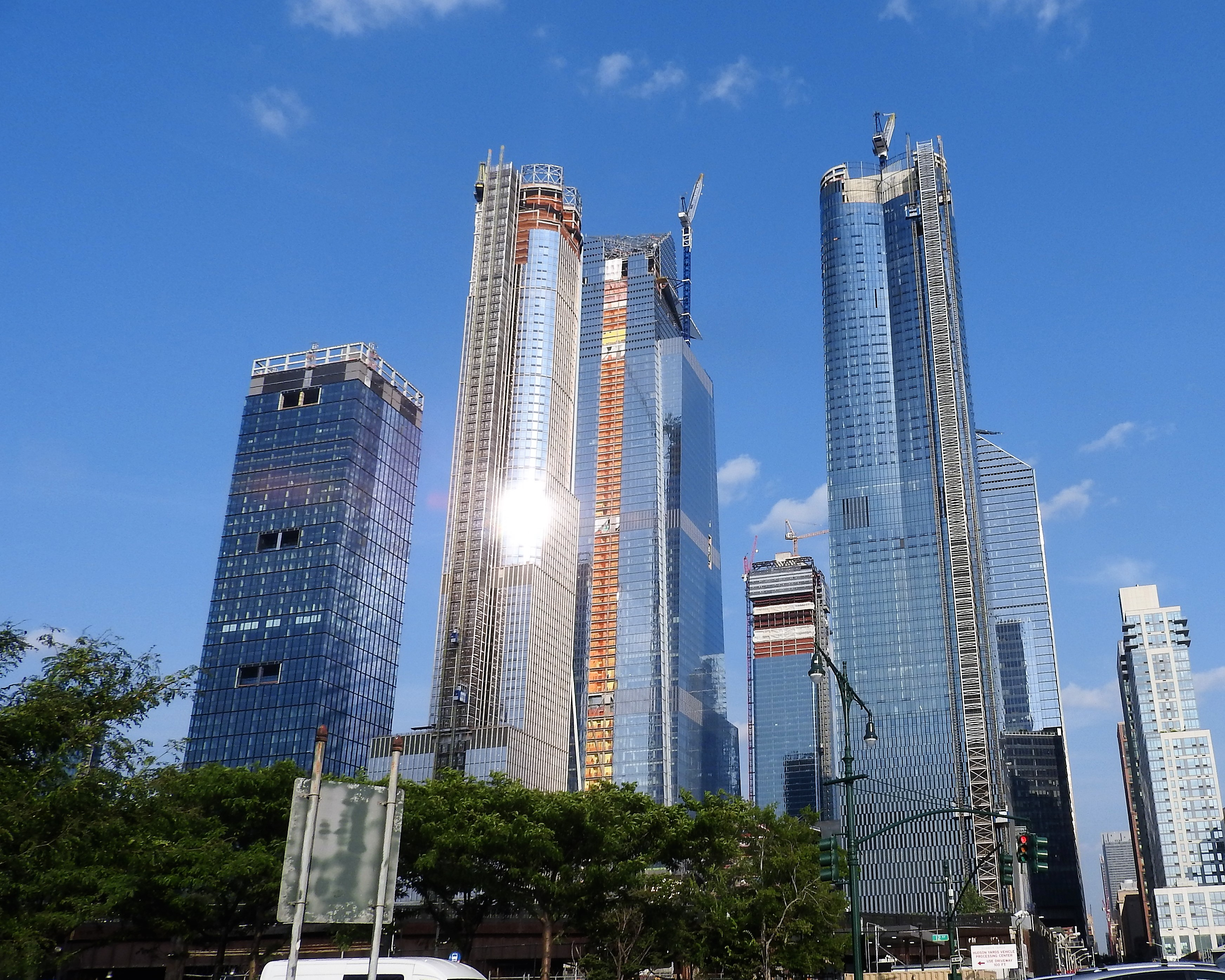
Hudson Yards — крупнейший офисный и жилой комплекс Среднего Манхэттена

После финансового кризиса 2008 года экономика Нью-Йорка начала активно восстанавливаться. В 2010—2015 годах больше всего новых рабочих мест в частном секторе города возникло в сфере сдачи жилья и общественного питания (88 тыс.), в сфере профессиональных услуг (78,1 тыс.), в здравоохранении (75,4 тыс.) и розничной торговле (48,3 тыс.), а меньше всего — в сфере недвижимости (9,6 тыс.), в оптовой торговле (8,3 тыс.), корпоративном управлении (7,7 тыс.) и промышленности (1,7 тыс.).
В период между 2010 и 2015 годами почти половина всех новых рабочих мест возникла в деловом районе Манхэттена. Значительный рост числа рабочих мест также был зафиксирован в коммерческих центрах районов Лонг-Айленд-Сити, Флашинг и Даунтаун Бруклина. Остальные рабочие места появились относительно равномерно по всем другим районам города.
Сокращение числа рабочих мест произошло в районах Бризи-Пойнт, Рокавей, Форест-Хилс, Вудсайд, Камбрия-Хайтс и Саут-Джамейка (Куинс), Хайбридж, Кингсбридж-Хайтс, Саундвью, Кротона-Парк и Истчестер (Бронкс), Бруклин-Хайтс, Ремсен-Виллидж, Милл-Бейсин и в западной части района Ист-Нью-Йорк (Бруклин), а также в центральной части Статен-Айленда.
В значительной степени рост числа рабочих мест связан с наличием свободных офисных и торговых площадей. Арендаторы, работающие в сфере профессиональных услуг, финансов, страхования и недвижимости, предпочитают офисы в Мидтауне Манхэттена, Даунтауне Бруклина и Лонг-Айленд-Сити. На Манхэттене основным ресурсом недорогих офисов являются бывшие промышленные здания и отдельные лофты. Дороговизна офисов на Манхэттене вынуждает небольшие фирмы перебираться в коммерческие районы Бруклина и Куинса. Вслед за офисами в коммерческие районы боро приходят заведения общепита, магазины, отели, салоны красоты и заведения досуга (клубы, театры и музеи). Они обслуживают как местное сообщество, так и приезжающих в район на работу и транзитных пассажиров.
Туризм также выходит за пределы Манхэттена, развиваясь в районах Лонг-Айленд-Сити, Гринпойнт, Уильямсберг, Гованус и Флашинг. Во всех боро активно растёт доля здравоохранения, образования и социальных услуг. Из-за повышенного уровня шума и загрязнения воздуха, а также из-за оживлённого движения грузовых автомобилей, всё больше промышленных зон выносится за пределы Нью-Йорка. Остающиеся предприятия размещаются поближе к автомагистралям, железным дорогам и причалам и подальше от жилых кварталов. В Нью-Йорке постоянно растёт число занятых, которые работают дома или в коворкингах (особенно среди тех, кто работает не по найму).
В период между 2010 и 2015 годами Манхэттен имел наибольший рост числа рабочих мест почти во всех секторах частной экономики (более 280 тыс. новых занятых или 56 % от общего числа в городе). На Манхэттен пришлось 79 % новых рабочих мест в секторе офисных служащих, 56 % — в сфере услуг, 35 % — в сфере образования, здравоохранения, социальной помощи и 32 % — в промышленности (преимущественно офисные работники промышленных корпораций). На Бруклин пришлось 21 % всех новых рабочих мест в частном секторе Нью-Йорка (106 тыс.), на Куинс — 17 % (84 тыс.), на Бронкс — 5 % (26 тыс.) и на Статен-Айленд — 2 % (8 тыс.).

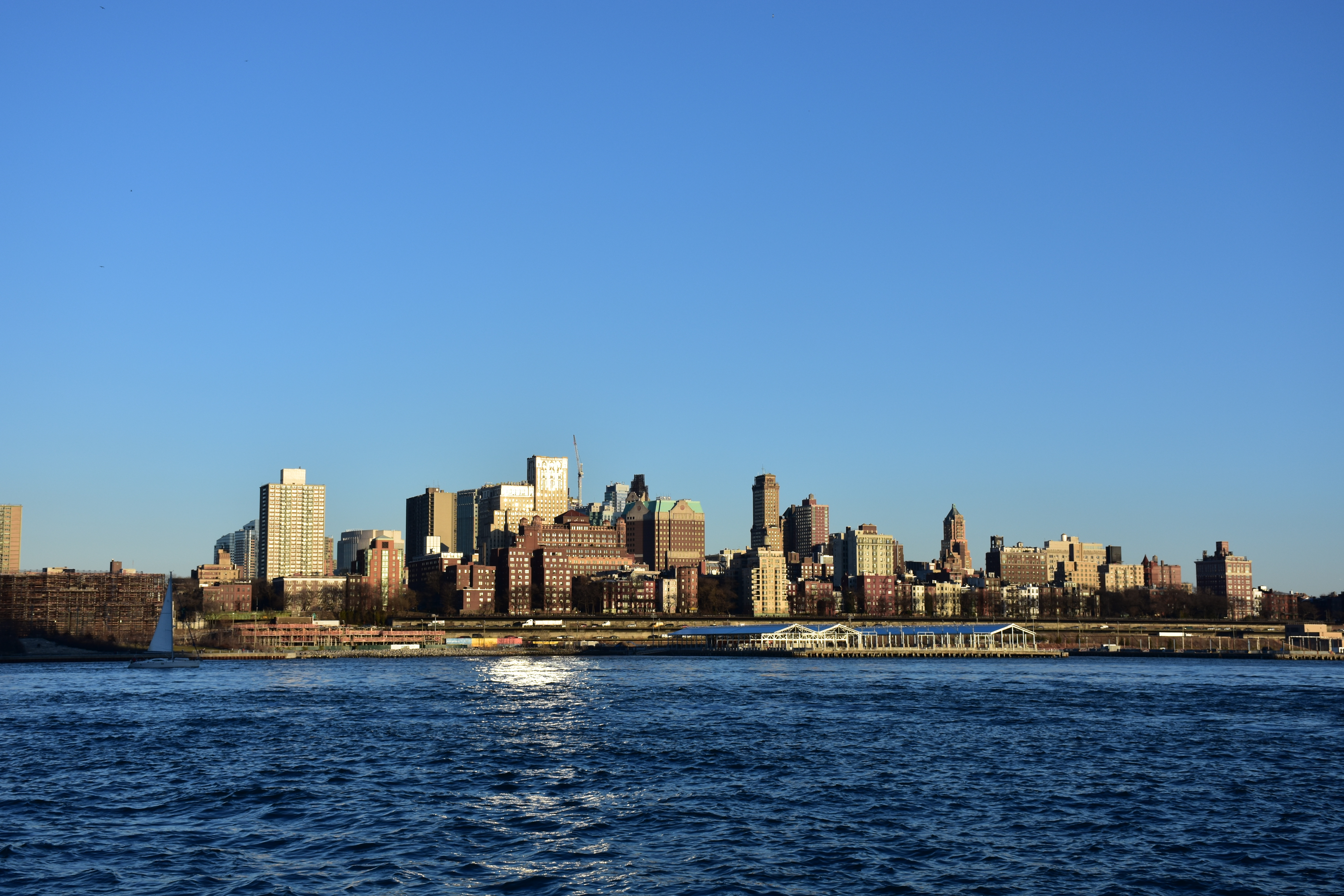
Даунтаун Бруклина
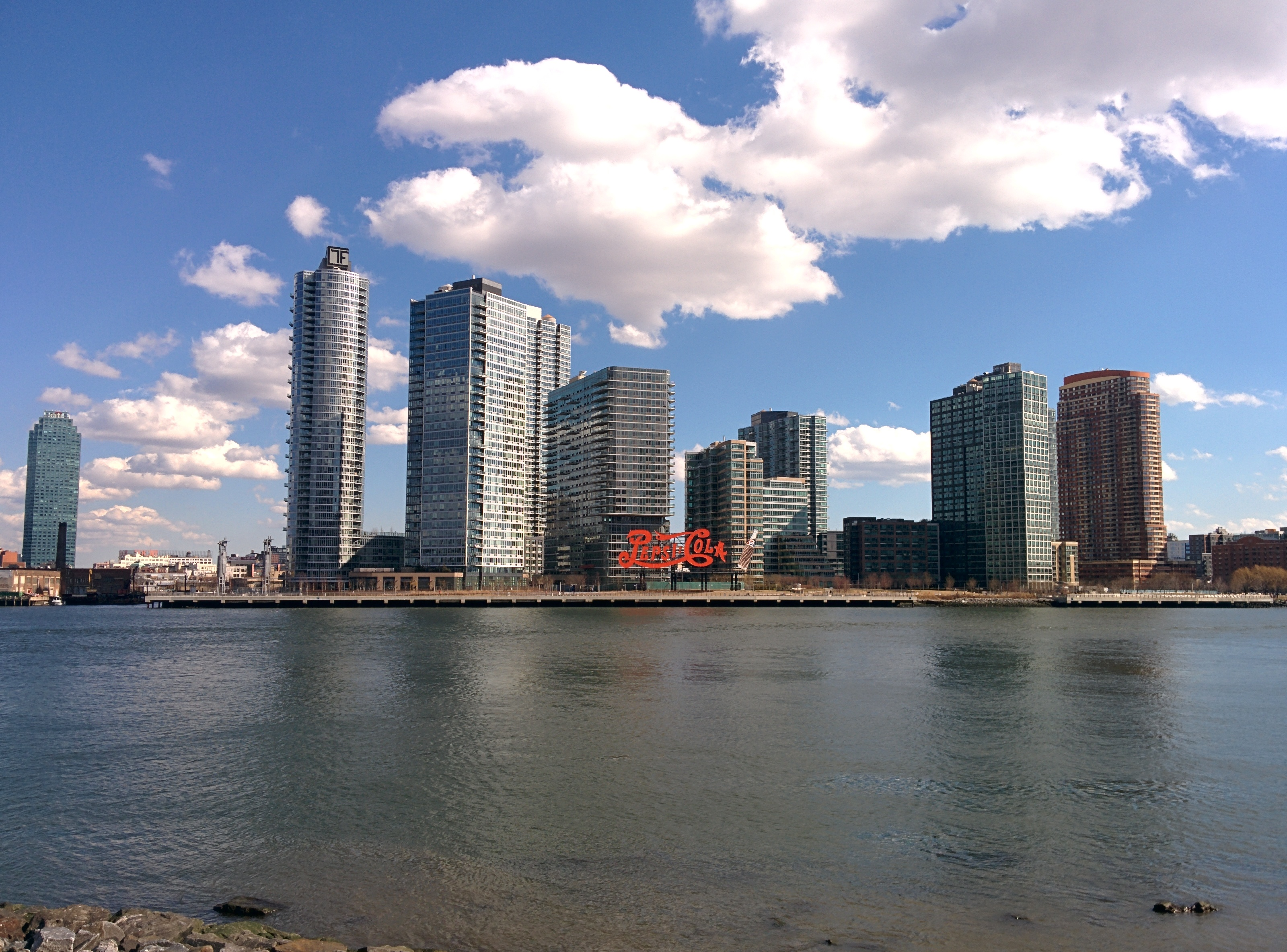
Лонг-Айленд-Сити
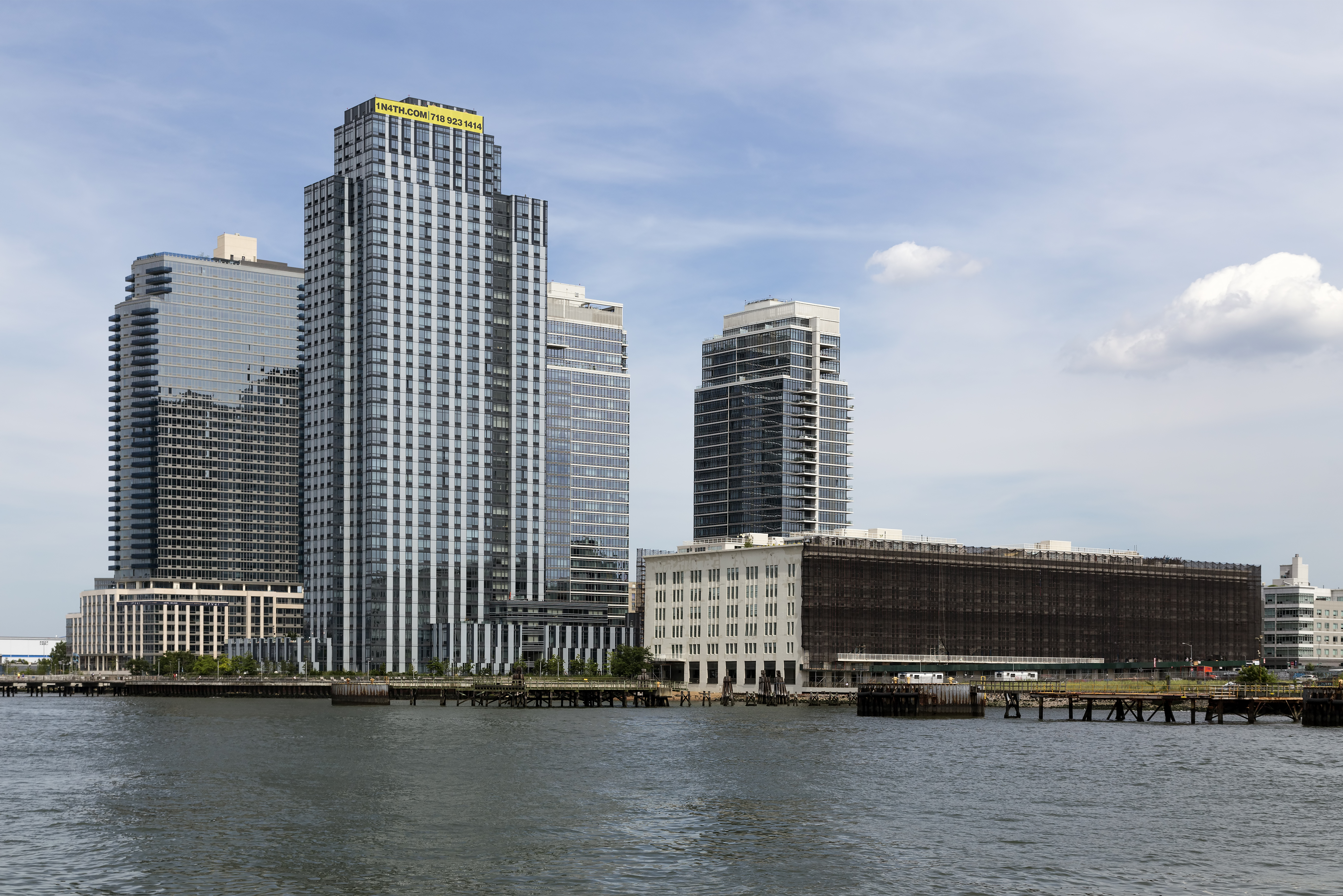
Уильямсберг
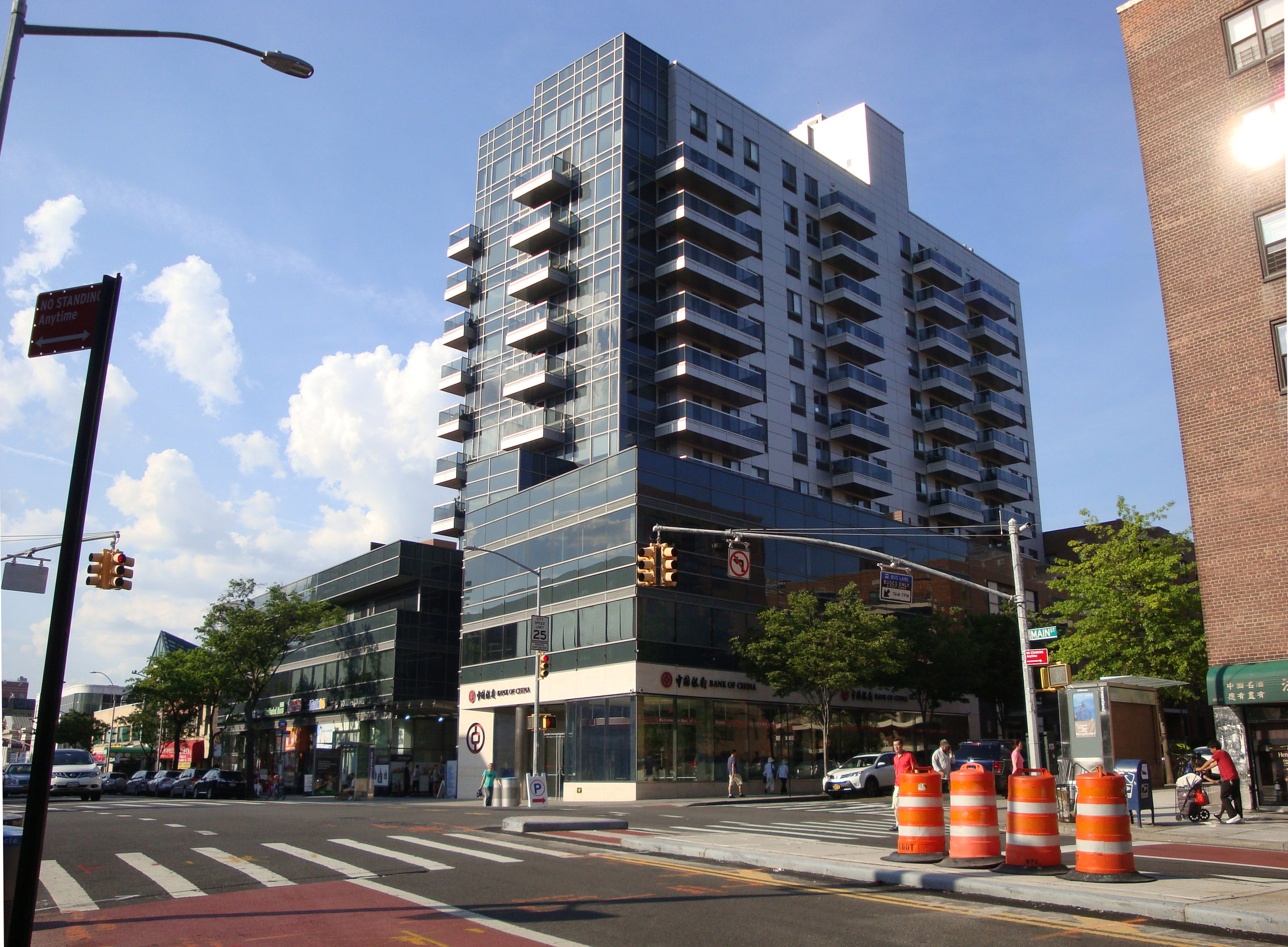
Флашинг
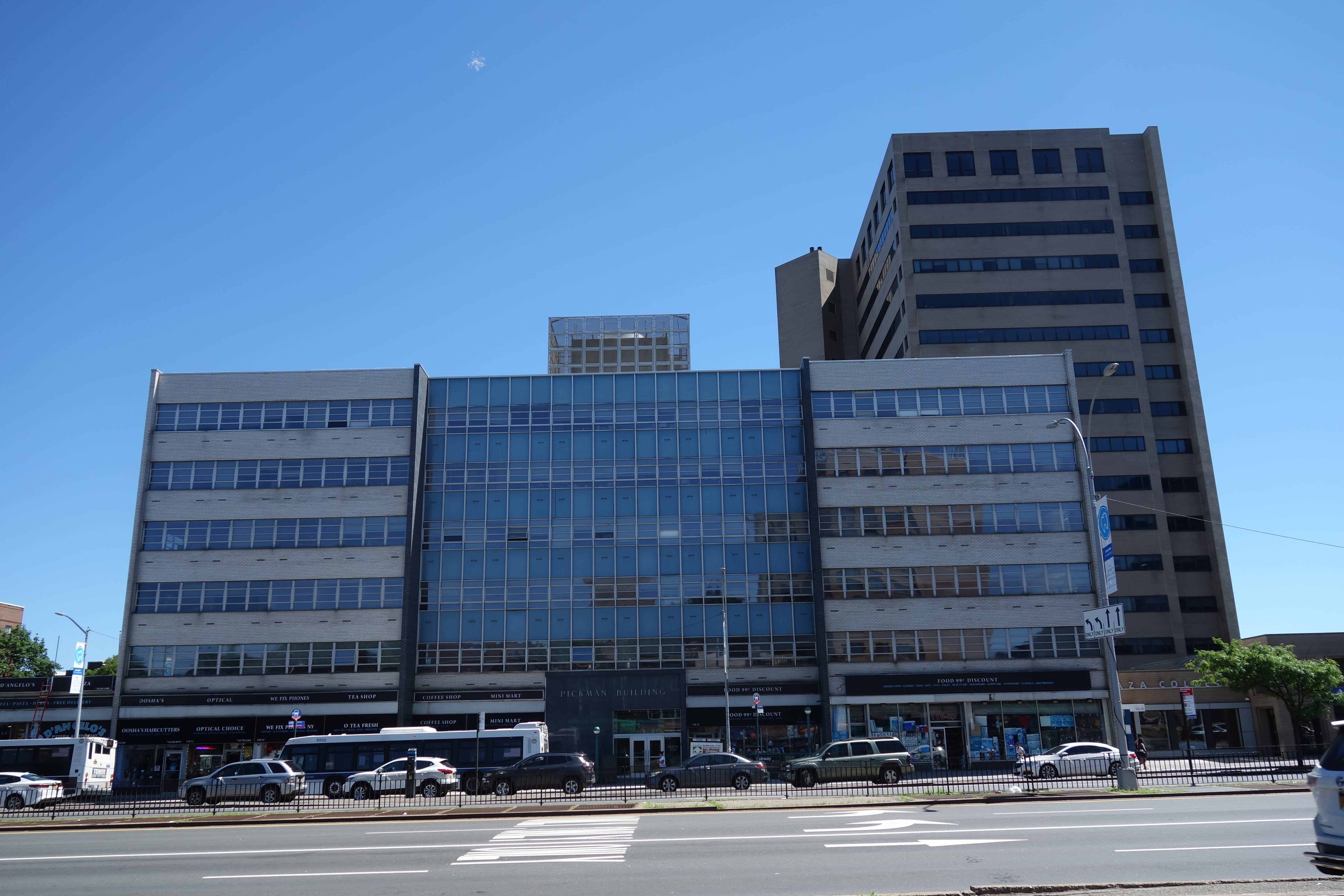
Форест-Хилс

Подавляющее большинство новых рабочих мест Манхэттена появилось в деловых районах южнее Центрального парка, а именно — в секторе офисных служащих Мидтауна и Даунтауна. За пределами Манхэттена занятость росла более равномерно как в деловых и торговых районах, так и в промышленных и жилых кварталах.
По состоянию на 2015 год в частном секторе Нью-Йорка распределение занятости было следующим:
| Отрасль экономики                                   | Число занятых |
| Здравоохранение и образование                       | 870 000       |
| Профессиональные услуги и информационные технологии | 650 000       |
| Розничная торговля и другие сферы услуг             | 535 000       |
| Финансы, страхование и недвижимость                 | 450 000       |
| Туризм и сфера досуга                               | 425 000       |
| Транспорт и оптовая торговля                        | 260 000       |
| Административная поддержка                          | 230 000       |
| Строительство и энергетика                          | 154 000       |
| Промышленность                                      | 78 000        |

Среди подсекторов крупнейшими частными работодателями являлись (2014):
| Подсектор экономики                                       | Число занятых |
| Рестораны и другие заведения общественного питания        | 242 000       |
| Медицинские центры и больницы                             | 151 000       |
| Домашние медицинские услуги                               | 109 000       |
| Услуги по трудоустройству                                 | 73 000        |
| Реклама, связи с общественностью и другие подобные услуги | 67 000        |
| Другая финансово-инвестиционная деятельность              | 65 000        |
| Продуктовые магазины                                      | 62 000        |
| Дизайн компьютерных систем и другие подобные услуги       | 59 000        |
| Кредитование и операции с ценными бумагами                | 58 000        |
| Строительство и ремонт                                    | 53 000        |
| Научная деятельность, управление и технический консалтинг | 43 000        |
| Другие информационные услуги                              | 30 000        |

По состоянию на 2019 год Нью-Йорк занимал третье место в мире среди городов с самыми высокими средними зарплатами. По этому показателю Нью-Йорк (4,6 тыс. долл. в месяц за вычетом налогов) уступал лишь Сан-Франциско (6,5 тыс. долл.) и Цюриху (6,1 тыс. долл.). Весной 2020 года, в результате пандемии коронавируса, более 670 тыс. жителей Нью-Йорка потеряли работу, в мае 2020 года уровень безработицы составлял 18,3 %.

### Международная торговля
Международная торговля, включая экспорт, реэкспорт и импорт, непосредственно влияет на четверть рабочих мест Нью-Йорка (более 2,7 млн занятых). Импорт и экспорт товаров и услуг обслуживают многочисленные транспортные, логистические, финансовые, страховые, сертификационные, маркетинговые и юридические компании Нью-Йорка. В 2014 году Нью-Йорк экспортировал товаров на 71,9 млрд долл. и услуг на 75,6 млрд долл. Из 40,3 тыс. нью-йоркских экспортёров 94 % составляли малые и средние предприятия с числом занятых менее 500 человек. Однако на крупные компании Нью-Йорка приходилось 37 % стоимости экспорта товаров.
Крупнейшими статьями товарного экспорта были различные потребительские товары (24,4 млрд), цветные металлы (9,5 млрд), аэрокосмические изделия и компоненты (2 млрд), навигационные и измерительные приборы (2 млрд), металлолом и другие отходы (2 млрд), печатная продукция и сопутствующие товары (0,6 млрд), керамические и огнеупорные изделия (0,3 млрд). Кроме того, Нью-Йорк — крупный экспортёр сельскохозяйственной продукции, особенно яблок, овощей и дынь.
Нью-Йорк — второй по величине в стране экспортёр услуг, а также крупнейший экспортёр финансовых, консалтинговых, управленческих и рекламных услуг. Крупнейшими статьями экспорта услуг были туристические услуги (14,3 млрд), финансовые и консалтинговые услуги (12,1 млрд), операции с ценными бумагами (7,5 млрд).
По состоянию на 2014 год крупнейшими экспортными рынками для товаров и услуг Нью-Йорка были Канада (17,4 млрд, в том числе товаров — 10,5 млрд и услуг — 6,9 млрд), Великобритания (13,1 млрд, в том числе товаров — 3,7 млрд и услуг — 9,4 млрд), Гонконг (10,4 млрд, в том числе товаров — 9,6 млрд и услуг — 0,85 млрд), Швейцария (9 млрд, в том числе товаров — 7 млрд и услуг — 2 млрд), Китай (8,1 млрд, в том числе товаров — 3,9 млрд и услуг — 4,2 млрд) и Израиль (6,7 млрд, в том числе товаров — 6,3 млрд и услуг — 0,43 млрд). В период с 2004 по 2014 год экспорт товаров из Нью-Йорка в Гонконг вырос на 21 %, в Индию — на 14 %, в Бельгию — на 11 %.
Среди 30,3 тыс. нью-йоркских импортёров около 75 % составляли мелкие компании с числом занятых менее 20 человек.

### Иностранные инвестиции

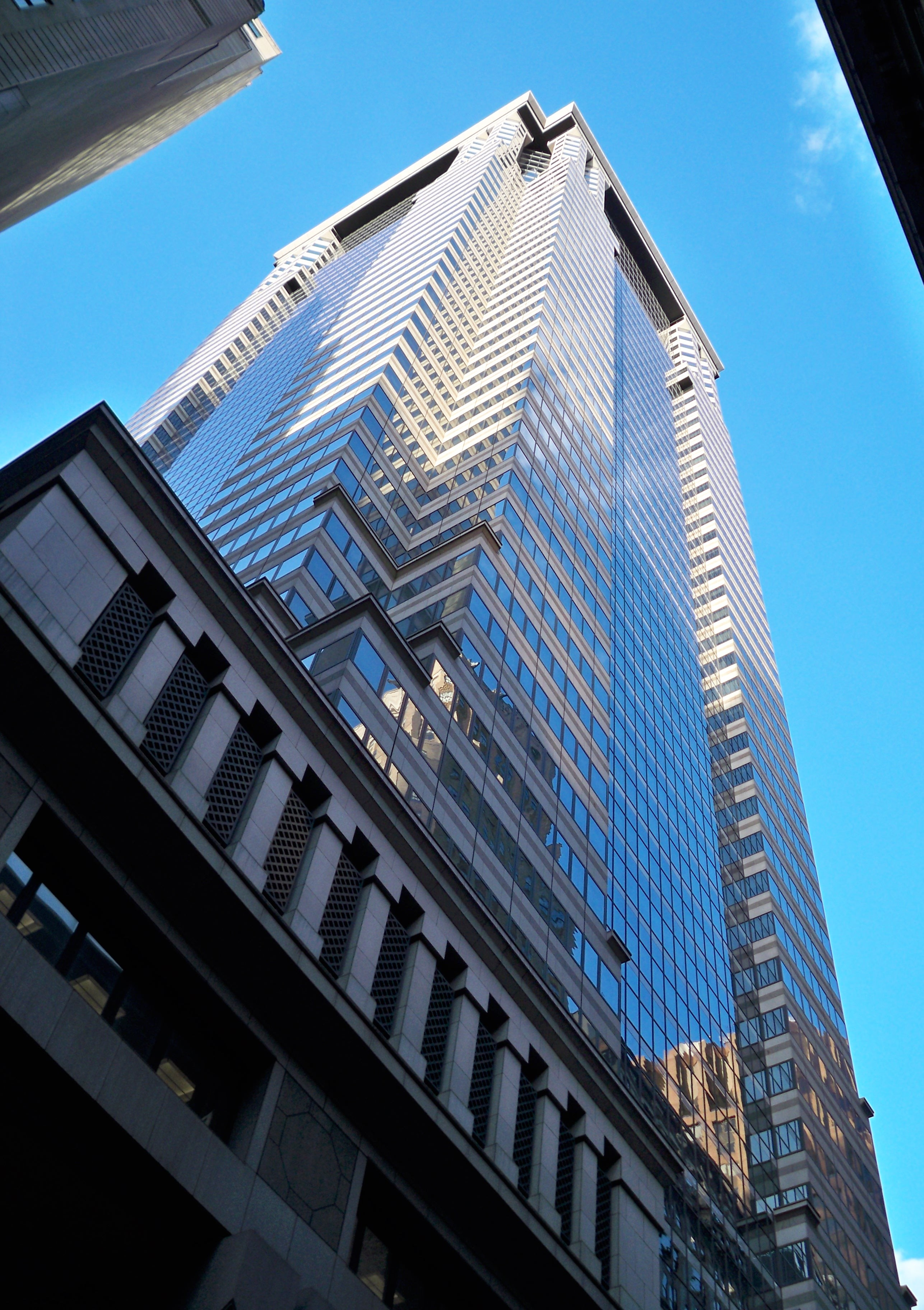
Американская штаб-квартира Deutsche Bank на Уолл-стрит

Важное значение в экономике Нью-Йорка имеют прямые иностранные инвестиции: они составляют 11 % ВВП города (81 млрд долл.), а иностранные компании непосредственно нанимают почти 300 тыс. сотрудников (7 % от всех занятых). Больше всего новых иностранных инвестиций направляется в сектора финансовых технологий, цифровых СМИ и биотехнологий. Кроме того, остаётся привлекательным рынок недвижимости Нью-Йорка, куда инвестируют бизнесмены из Китая, Европы и Ближнего Востока.
По состоянию на 2014 год иностранные компании нанимали в Нью-Йорке свыше 411 тыс. сотрудников, в том числе в сфере финансов и страхования — 84,5 тыс., в сфере промышленности — 64,8 тыс., в сфере розничной торговли — 45,5 тыс., в сфере профессиональных, научных и технических услуг — 34,9 тыс., в сфере оптовой торговли — 33,8 тыс., в сфере информационных технологий — 27,9 тыс. человек.
Компании из Великобритании нанимали в Нью-Йорке 86,7 тыс. сотрудников, компании из Франции — 49,3 тыс., компании из Швейцарии — 38,1 тыс., компании из Канады — 35,5 тыс., компании из Японии — 34,7 тыс. человек. Среди крупнейших иностранных работодателей выделялись BAE Systems, National Grid, HSBC, Barclays, Avon Products, Deloitte, Ernst & Young, L’Oréal, ABB, Schindler, Swiss Re, Toronto-Dominion Bank, Four Seasons Hotels and Resorts, Sumitomo Corporation, Konica Minolta, Suntory, KPMG, Bertelsmann / Penguin Random House, Deutsche Bank, Siemens, Daimler, Hochtief / Turner Construction, Commonwealth Bank of Australia.

## Крупнейшие компании
По состоянию на 2018 год в Нью-Йорке базировались следующие крупнейшие публичные акционерные корпорации США:
- JPMorgan Chase (активы — 2 610 млрд)
- Citigroup (активы — 1 922 млрд)
- Goldman Sachs (активы — 973 млрд)
- Morgan Stanley (активы — 858 млрд)
- MetLife (активы — 712 млрд)
- American International Group (активы — 499 млрд)
- The Bank of New York Mellon (активы — 373 млрд)
- Verizon Communications (активы — 264 млрд)
- Voya Financial (активы — 220 млрд)
- BlackRock (активы — 216 млрд)
- American Express (активы — 180 млрд)
- Pfizer (активы — 164 млрд)
- The Travelers Companies (активы — 104 млрд)
- Annaly Capital Management (активы — 100 млрд)

По состоянию на 2018 год в Нью-Йорке базировались следующие крупнейшие частные компании США:
- Hearst Corporation (выручка — 10,8 млрд)
- McKinsey & Company (выручка — 10 млрд)
- Bloomberg (выручка — 9,6 млрд)
- Trammo (выручка — 6,7 млрд)
- Red Apple Group (выручка — 5,2 млрд)
- Breakthru Beverage Group (выручка — 5 млрд)
- Renco Group (выручка — 5 млрд)
- Structure Tone (выручка — 4,2 млрд)
- Infor (выручка — 3,1 млрд)
- Univision Communications (выручка — 3 млрд)

Нью-Йоркские компании активны на рынке слияний и поглощений, их сделки входят в число крупнейших в мире: в 2000 году Time Warner приобрела AOL за 182 млрд долл.; в 2015 году Pfizer приобрела Allergan за 160 млрд долл.; в 2014 году Verizon выкупила долю Vodafone в их совместном американском предприятии за 130 млрд долл.; в 2008 году Altria Group отделила Philip Morris International за 113 млрд долл.; в 2018 году AT&T приобрела Time Warner за 108 млрд долл..

## Богатейшие люди
Нью-Йорк является местом жительства многих американских миллиардеров, по состоянию на начало 2019 года в городе большую часть времени проживали:
| Миллиардер              | Основной актив            | Состояние, млрд долл. |
| Дэвид Кох               | Koch Industries           | 60,0                  |
| Майкл Блумберг          | Bloomberg                 | 50,0                  |
| Леонард Блаватник       | Access Industries         | 20,2                  |
| Карл Айкан              | Icahn Enterprises         | 16,8                  |
| Руперт Мёрдок           | 21st Century Fox          | 15,0                  |
| Леонард Лаудер          | Estée Lauder Companies    | 12,9                  |
| Стивен Шварцман         | Blackstone Group          | 12,6                  |
| Дональд Ньюхаус         | Advance Publications      | 12,3                  |
| Рональд Перельман       | MacAndrews & Forbes       | 9,8                   |
| Стивен Росс             | The Related Companies     | 7,6                   |
| Леон Блэк               | Apollo Global Management  | 6,5                   |
| Джон Полсон             | Paulson & Co.             | 6,5                   |
| Дэвид Шоу               | D. E. Shaw & Co.          | 6,4                   |
| Ральф Лорен             | Ralph Lauren Corporation  | 6,2                   |
| Валери Марс             | Mars                      | 5,9                   |
| Ричард ЛеФрак           | LeFrak Organization       | 5,6                   |
| Генри Кравис            | Kohlberg Kravis Roberts   | 5,3                   |
| Израэль Инглендер       | Millennium Management     | 5,2                   |
| Брюс Ковнер             | Caxton Associates         | 5,2                   |
| Дэниел Зифф             | Ziff Brothers Investments | 4,8                   |
| Роберт Зифф             | Ziff Brothers Investments | 4,8                   |
| Стэнли Дракенмиллер     |                           | 4,7                   |
| Шелдон Солоу            | Solow Building Co.        | 4,7                   |
| Леонард Стерн           | Hartz Group               | 4,5                   |
| Алехандро Санто-Доминго | Anheuser-Busch            | 4,3                   |
| Андрес Санто-Доминго    | Anheuser-Busch            | 4,3                   |
| Бен Ашкенази            | Ashkenazy Acquisition     | 4,0                   |
| Рональд Лаудер          | Estée Lauder Companies    | 4,0                   |
| Джефф Саттон            | Wharton Properties        | 4,0                   |
| Джерри Спейер           | Tishman Speyer            | 3,9                   |

Нью-Йорк занимает первое место в мире по числу проживающих в городе миллиардеров. По состоянию на 2019 год в Нью-Йорке проживало 84 миллиардера, чье совокупное состояние в 469,7 миллиарда долларов превышало ВВП Австрии. В рейтинге миллиардеров Нью-Йорк обогнал Гонконг, Москву, Пекин и Лондон.

## Финансы

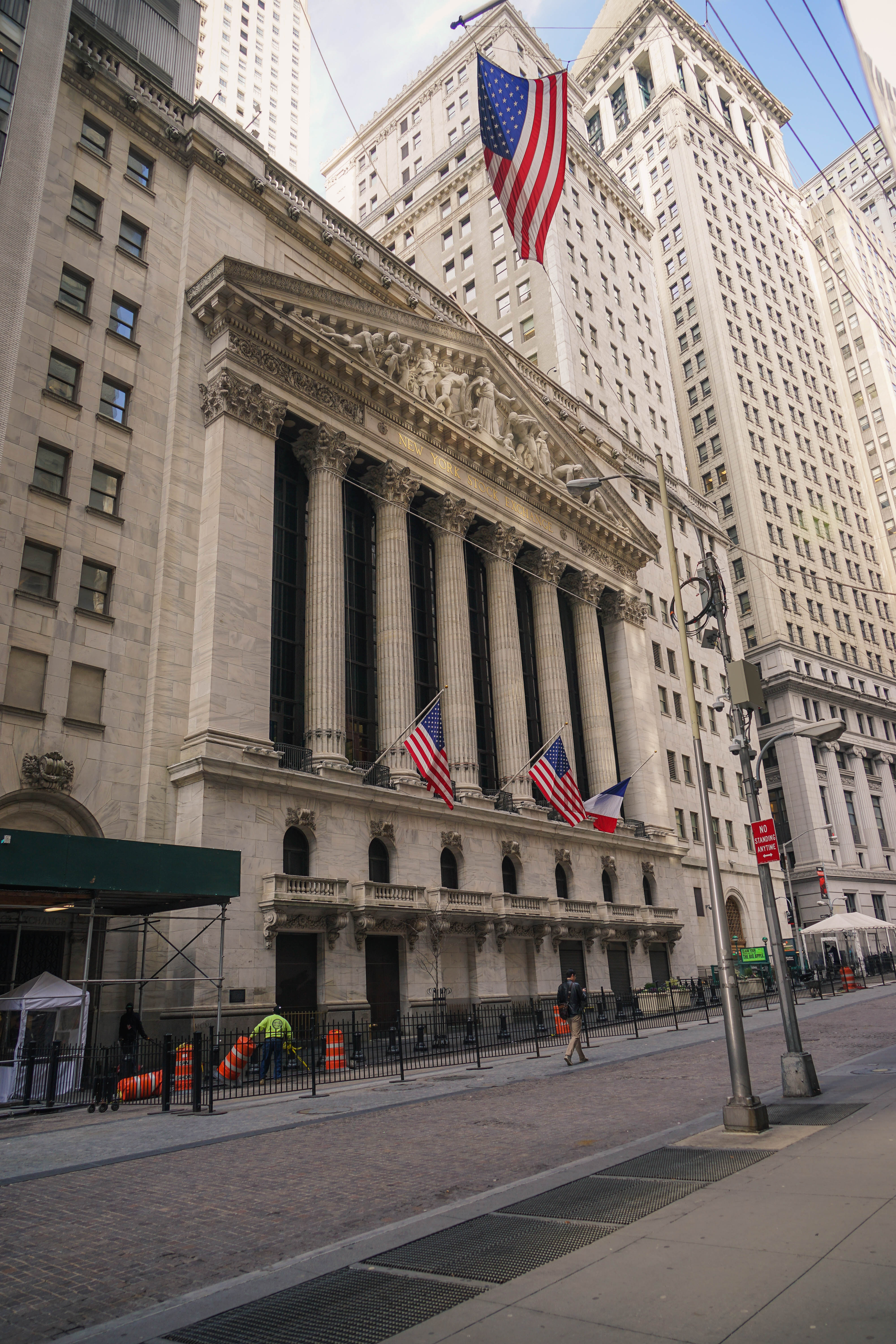
Нью-Йоркская фондовая биржа на Уолл-стрит

Нью-Йорк является одним из крупнейших финансовых центров мира. Главным финансовым сектором города является индустрия ценных бумаг, в которой занято свыше 160 тыс. человек. Символом этого сектора является улица Уолл-стрит, на которой размещается Нью-Йоркская фондовая биржа — главная фондовая биржа США и крупнейшая в мире по рыночной капитализации. Второй по величине биржей мира является нью-йоркская Nasdaq, специализирующаяся на акциях высокотехнологичных компаний.
Другими важными финансовыми секторами Нью-Йорка являются коммерческий и инвестиционный банкинг, страхование, управление активами и рисками, финансирование слияний и поглощений, инвестиционный менеджмент. В городе базируются ведущие мировые частные инвестиционные фонды, хедж-фонды, компании венчурных инвестиций и многочисленные финансовые стартапы.
Главными финансовыми районами Нью-Йорка являются Мидтаун и Нижний Манхэттен. В Нью-Йорке расположены штаб-квартиры JPMorgan Chase (крупнейший банк США), Citigroup (третий по величине банк США), Goldman Sachs (крупнейший инвестиционный банк США), Morgan Stanley (второй по величине инвестиционный банк США), MetLife (крупнейшая страховая компания США), American International Group (третья по величине страховая компания США), The Bank of New York Mellon (шестой по величине банк США), Voya Financial (один из крупнейших операторов пенсионных и зарплатных услуг, страхования и управления активами), BlackRock (четвёртая по величине инвестиционная компания США), American Express (крупнейший карточный оператор США), The Travelers Companies (десятая по величине страховая компания США), New York Life (третья по величине компания страхования жизни в США).
Также в Нью-Йорке базируются Merrill Lynch (инвестиции и управление активами), TIAA (пенсионное обеспечение и управление активами), Kohlberg Kravis Roberts (инвестиции), Blackstone Group (инвестиции), Apollo Global Management (инвестиции), Warburg Pincus (инвестиции), Neuberger Berman (инвестиции и управление активами), Loews Corporation (страхование), E-Trade Financial (интернет-трейдинг), Jefferies Financial Group (инвестиции и финансовые услуги), First Data (карточные операции), Signature Bank (банкинг), AmTrust Financial Services (страхование), Alleghany Corporation (страхование), Marsh & McLennan (крупнейший в стране страховой брокер), Nasdaq Inc (оператор ряда фондовых бирж), Clayton, Dubilier & Rice (инвестиции), Lazard (инвестиции и управление активами), Ares Capital (инвестиции и управление активами), INTL FCStone (финансовые услуги), Oppenheimer Holdings (инвестиции), Brown Brothers Harriman & Co. (инвестиции и управление активами), Lexington Partners (инвестиции), Fortress Investment Group (инвестиции), Mutual of America (страхование), EmblemHealth (страхование), MUFG Union Bank (банкинг), AllianceBernstein (инвестиции и управление активами).

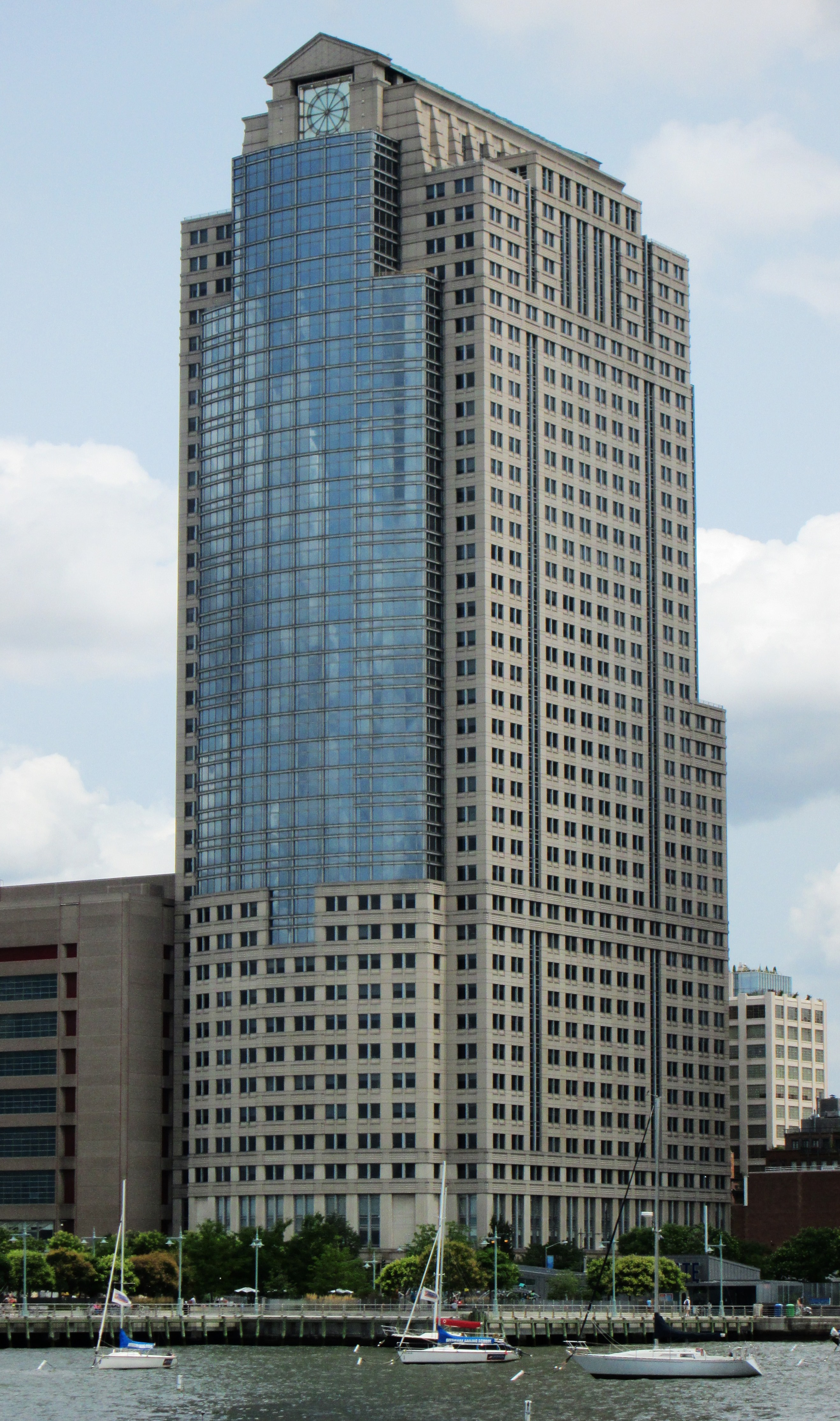
Штаб-квартира Citigroup
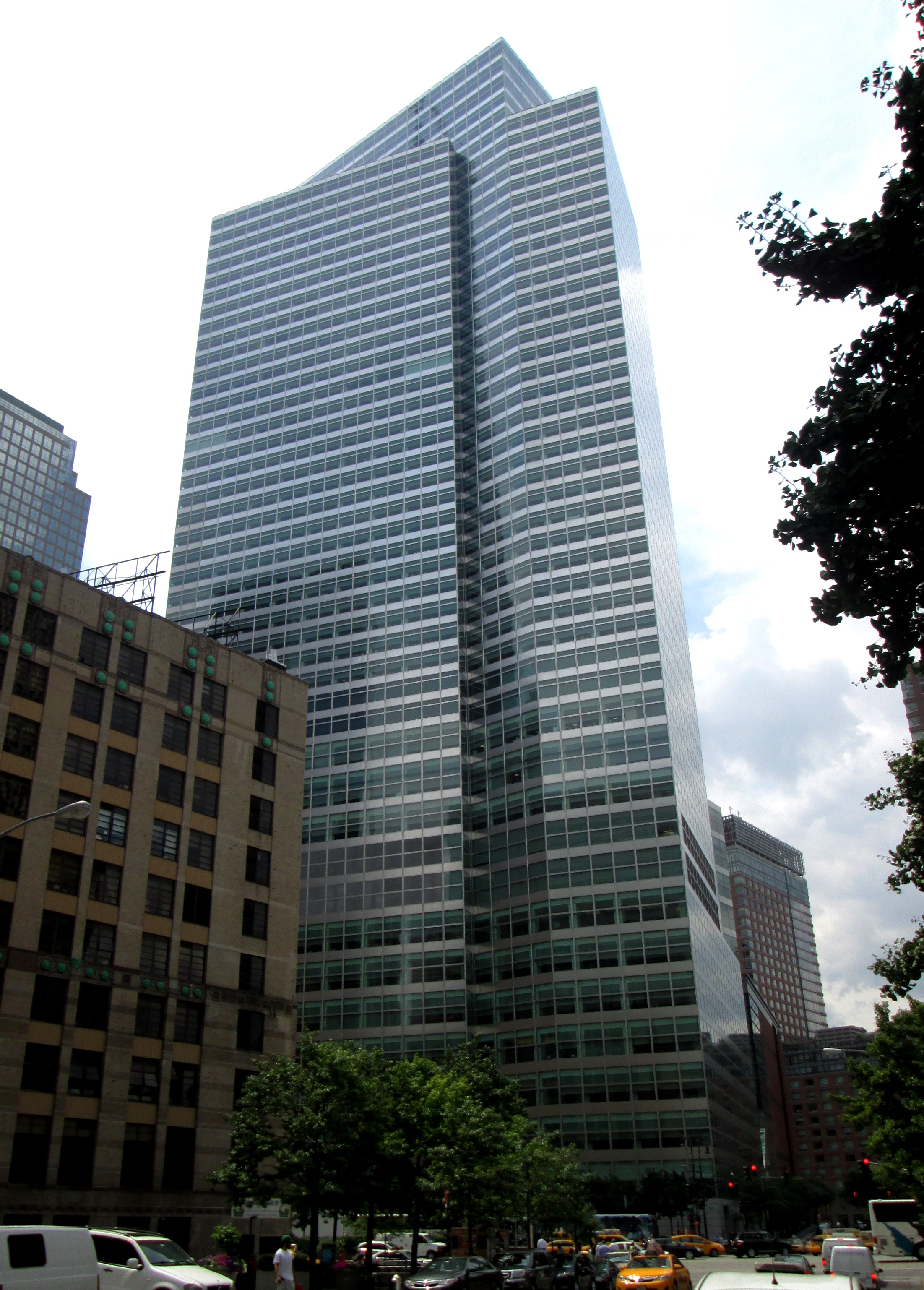
Штаб-квартира Goldman Sachs
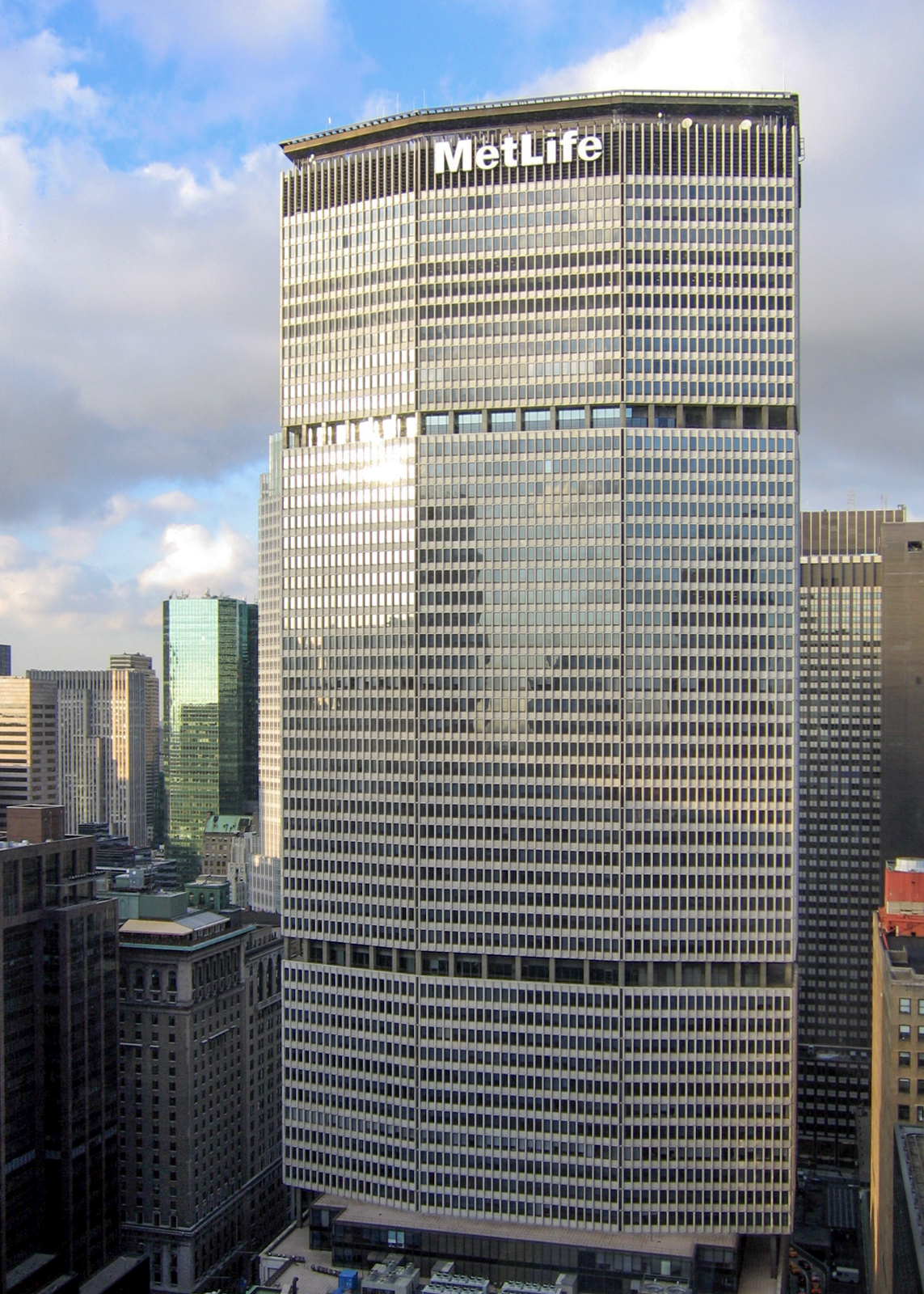
Штаб-квартира MetLife
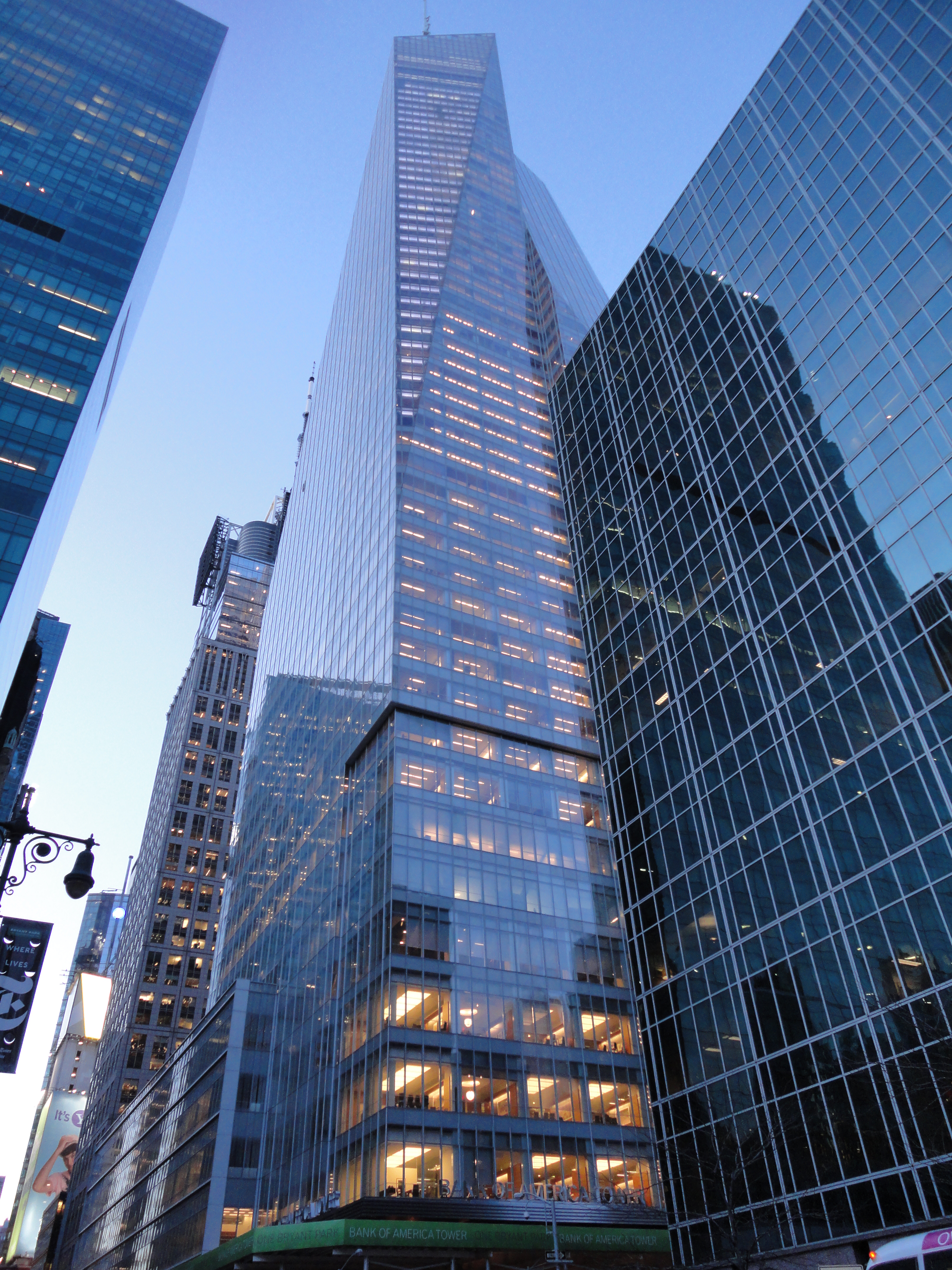
Офис Bank of America
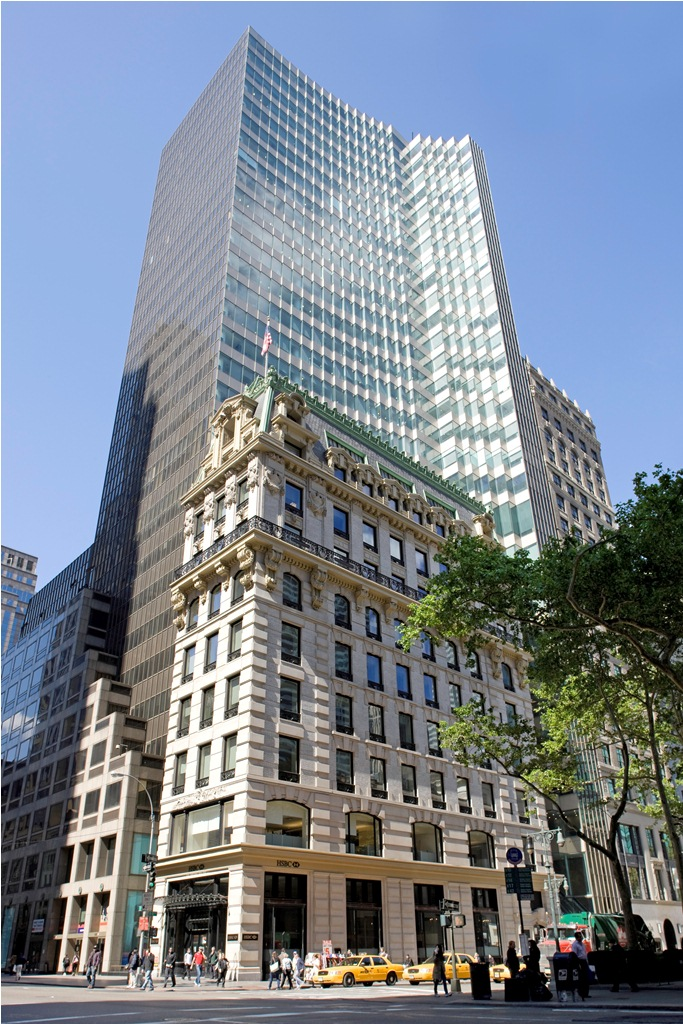
Офис HSBC

В Нью-Йорке расположены крупные региональные офисы Bank of America, Wells Fargo, Berkshire Hathaway, State Street Corporation, Carlyle Group, Ameriprise Financial, Providence Equity Partners, Charles Schwab Corporation, The Hartford, Bain Capital, HSBC, Barclays, Standard Chartered, Toronto-Dominion Bank, Royal Bank of Canada, Canadian Imperial Bank of Commerce, Deutsche Bank, Allianz, Commerzbank, BNP Paribas, AXA, Crédit Agricole, Société Générale, UBS, Credit Suisse, Swiss Re, CVC Capital Partners, Nomura Holdings, Daiwa Securities, Sumitomo Mitsui Banking Corporation, Mitsubishi UFJ, Mizuho Financial Group, Bank of China, Agricultural Bank of China, Industrial and Commercial Bank of China, China Merchants Bank, ABN AMRO, UniCredit, Assicurazioni Generali, DNB, Commonwealth Bank of Australia, Australia and New Zealand Banking Group.
По состоянию на 2013 год крупнейшими работодателями в финансовом секторе Большого Нью-Йорка были JPMorgan Chase (37,3 тыс. сотрудников), Citigroup (25 тыс.), Bank of America (19,5 тыс.), Morgan Stanley (12,5 тыс.) и The Bank of New York Mellon (9,5 тыс.). 

### Крупнейшие банки
По состоянию на 2019 год крупнейшими американскими банками Нью-Йорка по величине активов являлись JPMorgan Chase (2764,6 млрд), Citigroup (2014,8 млрд), Goldman Sachs (1007,3 млрд), Morgan Stanley (902,6 млрд), The Bank of New York Mellon (373,3 млрд), TIAA (313 млрд), American Express (194,2 млрд), E-Trade Financial Corporation (61,7 млрд), Valley National Bancorp (33,7 млрд), Apple Financial Holdings (15,1 млрд).
По состоянию на 2019 год крупнейшими иностранными банками Нью-Йорка по величине активов являлись HSBC North America Holdings (271 млрд), MUFG Americas Holdings (173,2 млрд), Barclays US (160,7 млрд), UBS Americas Holdings (137,9 млрд), BNP Paribas USA (136,1 млрд), RBC US Group Holdings (127 млрд), Credit Suisse Holdings USA (118,4 млрд), Deutsche Bank USA Corp (116,8 млрд), Mizuho Americas (50 млрд), SMBC Americas Holdings (22,6 млрд), Israel Discount Bank of New York (9,8 млрд) и Bank Leumi USA (6,9 млрд).

## Профессиональные и деловые услуги

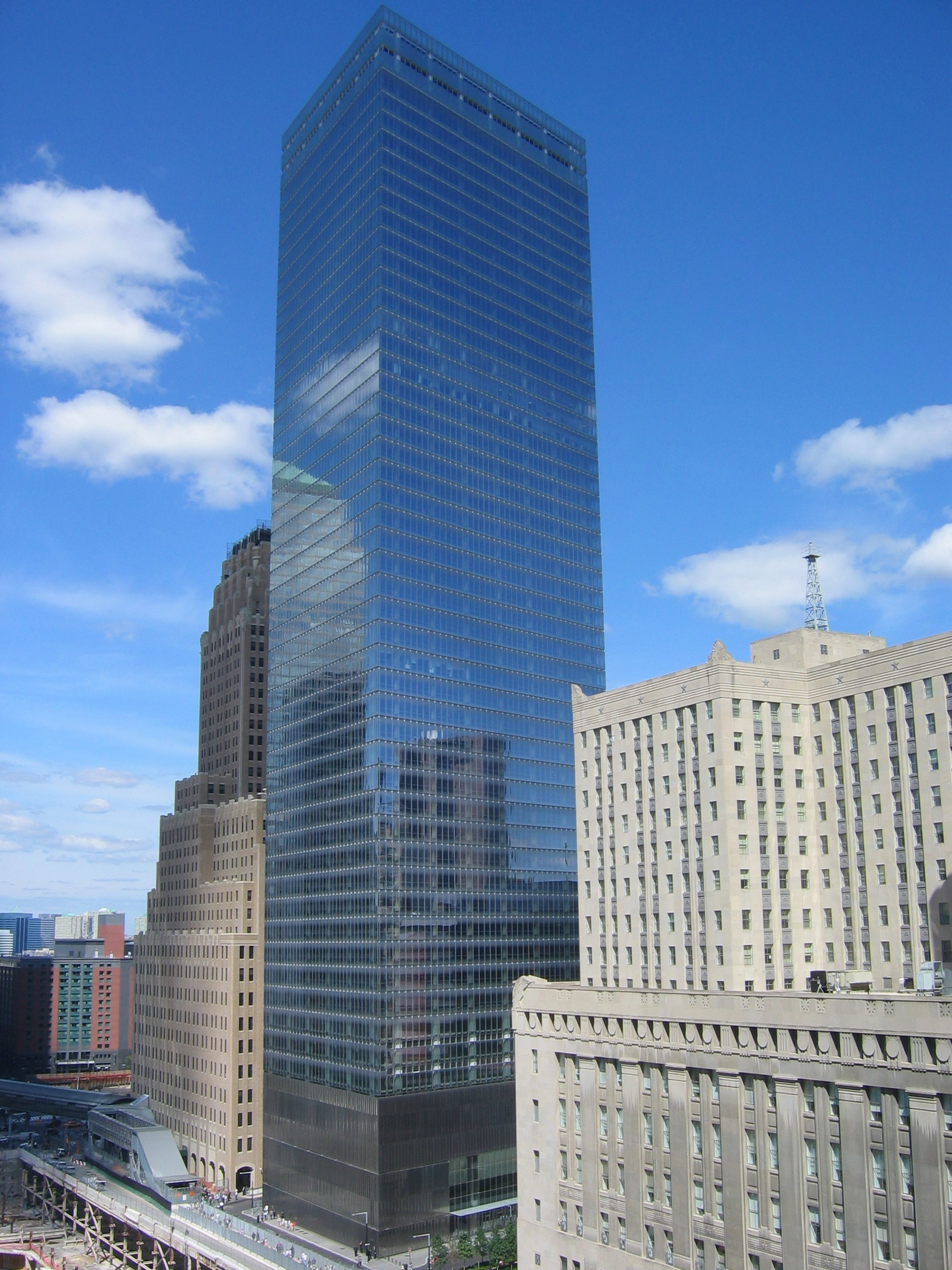
7 World Trade Center, где расположена штаб-квартира Moody’s Corporation

Нью-Йорк является крупнейшим в США центром в области профессиональных и деловых услуг, таких как адвокатура, маркетинг, реклама, медиапланирование, корпоративные коммуникации, связи с общественностью и клиентами, управление рисками, управление персоналом, управленческий консалтинг, финансовая аналитика, составление кредитных рейтингов и инвестиционный консалтинг. На Мэдисон-авеню (Манхэттен) сконцентрированы офисы самых известных рекламных агентств США и мира.
В Нью-Йорке расположены штаб-квартиры корпораций McKinsey & Company (управленческий консалтинг), Assurant (управление рисками), Omnicom Group / BBDO (маркетинг, реклама и корпоративные коммуникации), Marsh & McLennan (управление рисками и персоналом, управленческий и инвестиционный консалтинг), Nielsen Company (маркетинг и потребительская аналитика), Interpublic Group (реклама и маркетинг), Bloomberg (финансовая аналитика), Moody’s (финансовая аналитика и рейтинги), S&P Global (финансовая аналитика и рейтинги), MSCI Inc (финансовая аналитика), ABM Industries (управление инфраструктурой организации), EXL Service (аутсорсинг бизнес-процессов), Mercer (управление персоналом и консалтинг), IMG (управление персоналом, спортивный и модельный менеджмент), Grey Global Group (реклама и маркетинг), Horizon Media (реклама и маркетинг).
Также в Нью-Йорке расположены крупные офисы международных компаний PricewaterhouseCoopers (консалтинг и аудит), Deloitte (консалтинг, аудит и управление рисками), Ernst & Young (консалтинг и аудит), KPMG (консалтинг и аудит), Accenture (управленческий консалтинг), Boston Consulting Group (управленческий консалтинг), Bain & Company (управленческий консалтинг), Publicis (реклама и связи с общественностью), WPP (реклама и связи с общественностью), Towers Watson (управление персоналом), Aon (управление персоналом и консалтинг), Dentsu (реклама), Havas (реклама и связи с общественностью), GfK (исследование рынка).
Нью-Йорк — крупнейший в США центр юридических услуг, особенно в области финансового и корпоративного права, банкротства, слияний и поглощений. Здесь базируются наиболее влиятельные юридические фирмы страны, такие как Skadden, Arps, Slate, Meagher & Flom, DLA Piper, Latham & Watkins, White & Case, Greenberg Traurig, Cleary Gottlieb Steen & Hamilton, Weil, Gotshal & Manges. В Нью-Йорке расположены штаб-квартиры известных архитектурных компаний Kohn Pedersen Fox, Pei Cobb Freed & Partners, HLW International, Beyer Blinder Belle, Ennead Architects, Hill West Architects, COOKFOX Architects, FXCollaborative и Davis Brody Bond.
В Нью-Йорке расположены главные офисы влиятельных частных аналитических центров, таких как Совет по международным отношениям, Институт Земли, Манхэттенский институт политических исследований, Институт Рузвельта, Институт нового экономического мышления, Исследовательский совет общественных наук, Demos, The Conference Board, The Century Foundation, Общество Азии, Совет Карнеги по этике в международных отношениях и Институт Восток—Запад.

## Торговля и общественное питание

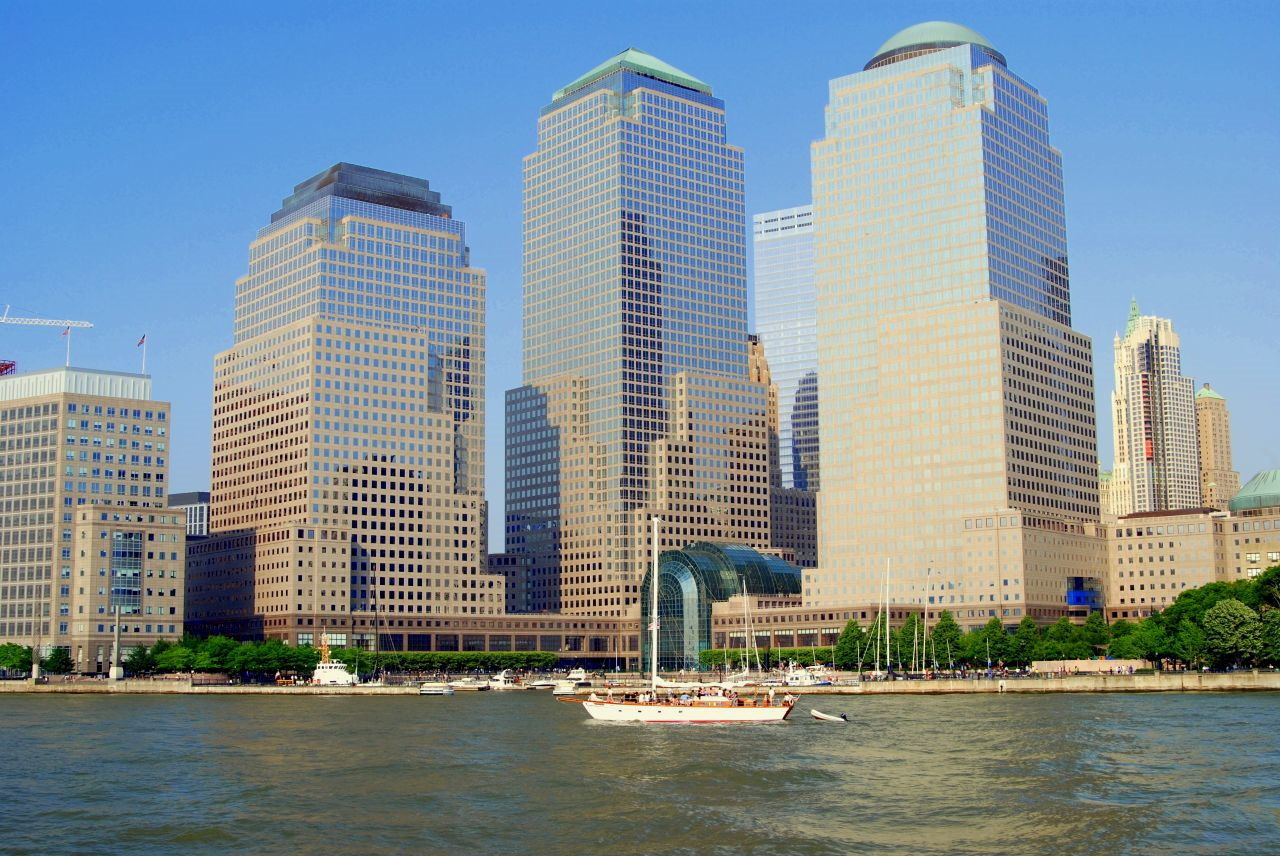
Brookfield Place

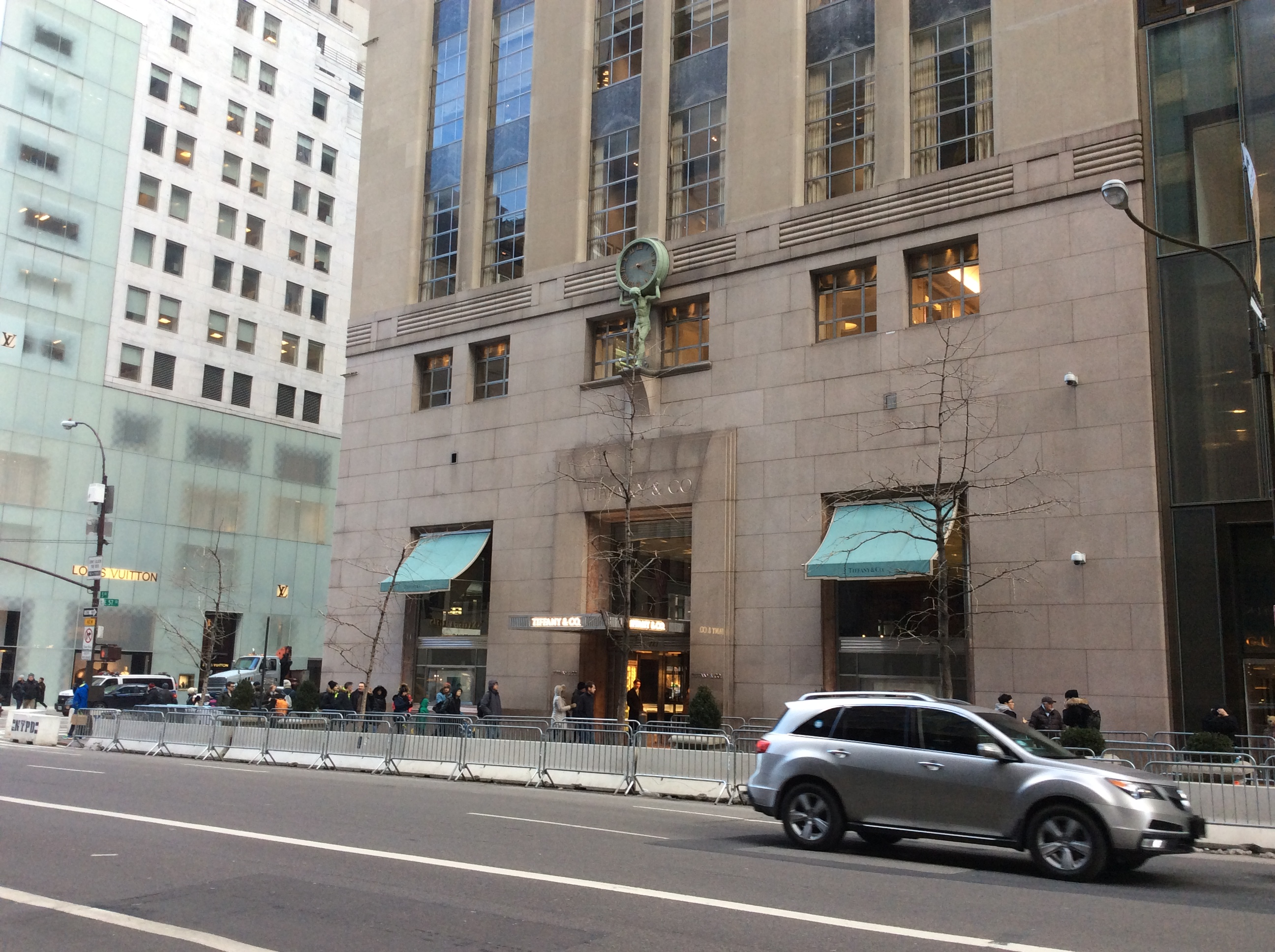
Магазин Tiffany & Co. на Пятой авеню

Нью-Йорк является крупным центром оптовой и розничной торговли, а Нью-Йоркская товарная биржа лидирует в таких секторах, как нефть, газ, уголь, этанол, цветные и драгоценные металлы. Также Нью-Йорк — крупный рынок произведений искусства (здесь базируются крупнейший аукционный дом мира Sotheby’s и американские отделения домов Christie’s и Bonhams). Торговля бриллиантами сосредоточена в квартале Diamond District между Пятой и Шестой авеню в Мидтауне.
В Нью-Йорке базируются компании Trammo (оптовая торговля удобрениями, нефтью, газом и нефтехимическими продуктами), Red Apple Group (сети супермаркетов и автозаправок), Tiffany & Co. (сеть ювелирных магазинов), Barnes & Noble (сеть книжных магазинов), Breakthru Beverage Group (оптовая торговля напитками), J.Crew Group (сеть магазинов одежды и аксессуаров), Duane Reade (сеть аптек), Saks Fifth Avenue (сеть универмагов), Lord & Taylor (сеть универмагов), Bloomingdale’s (сеть универмагов), Century 21 Department Stores (сеть универмагов), Barneys New York (сеть универмагов), New York & Company (сеть магазинов одежды), Foot Locker (сеть магазинов обуви и спортивных товаров), Modell’s (сеть магазинов спортивных товаров), MAC Cosmetics (сеть магазинов косметики), Godiva Chocolatier (сеть кондитерских магазинов).
В сфере розничной торговли и общественного питания крупнейшими работодателями в Нью-Йорке являются сети универмагов Macy’s (31,2 тыс. человек), Target, J. C. Penney, Kmart, T.J. Maxx, Century 21, Saks Fifth Avenue, Lord & Taylor, Burlington, Marshalls, Nordstrom, Kohl’s, Sears и Primark, сети супермаркетов Stop & Shop, Costco, Aldi, ShopRite и Whole Foods Market, сети магазинов одежды и аксессуаров Gap, Old Navy, Banana Republic, J.Crew, New York & Company, Forever 21, Michael Kors, Coach, Hollister, H&M, Diesel и Zara, сети обувных магазинов Foot Locker, Payless ShoeSource, Finish Line и DSW, сеть магазинов спорттоваров Modell’s, сети хозяйственных, строительных и мебельных магазинов The Home Depot, Lowe’s, Bed Bath & Beyond, HomeGoods и IKEA, сети магазинов электроники Best Buy, RadioShack, P. C. Richard & Son, GameStop, Apple и AT&T Store, сеть магазинов канцтоваров Staples, сеть магазинов товаров для животных PetSmart, сети аптек CVS Pharmacy, Walgreens, Rite Aid и Duane Reade, сети магазинов косметики и парфюмерии Ulta Beauty, Sephora и MAC Cosmetics, сеть магазинов белья Victoria’s Secret, сети ресторанов McDonald’s, Burger King, Subway, Applebee’s, Panera Bread и Smashburger, сеть кофеен Starbucks.
Самые дорогие магазины и бутики сосредоточены на Пятой авеню, Мэдисон-авеню, Парк-авеню и Лексингтон-авеню, а также на 34-й улице, Грин-стрит и нижних этажах комплексов Time Warner Center и Rockefeller Center. Активной торговой зоной является Саут-Стрит-Сипорт. В Нью-Йорке из-за плотной застройки не так много больших торговых центров, крупнейшими являются Bay Plaza и Bronx Terminal Market (Бронкс), Gateway Center, Kings Plaza, Atlantic Terminal Mall, City Point и Fulton Mall (Бруклин), Rego Center, Queens Center, Queens Place, New World Mall, The Shops at Atlas Park, The Shops at SkyView Center и Metro Mall (Куинс), East River Plaza, Westfield World Trade Center, Brookfield Place, Manhattan Mall и Chelsea Market (Манхэттен), Staten Island Mall, Tysens Park, Expressway Plaza и Empire Outlets (Статен-Айленд).

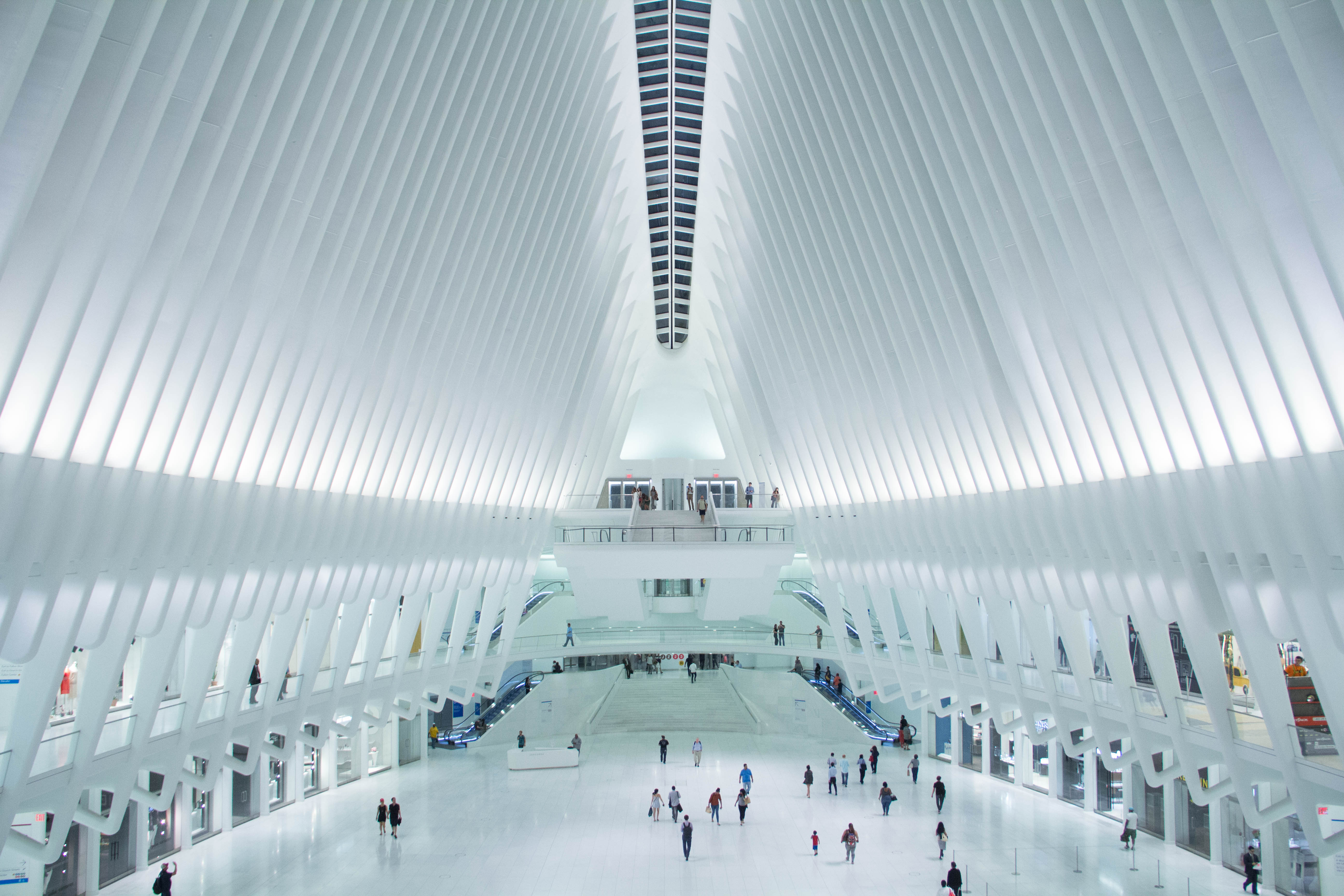
Westfield WTC
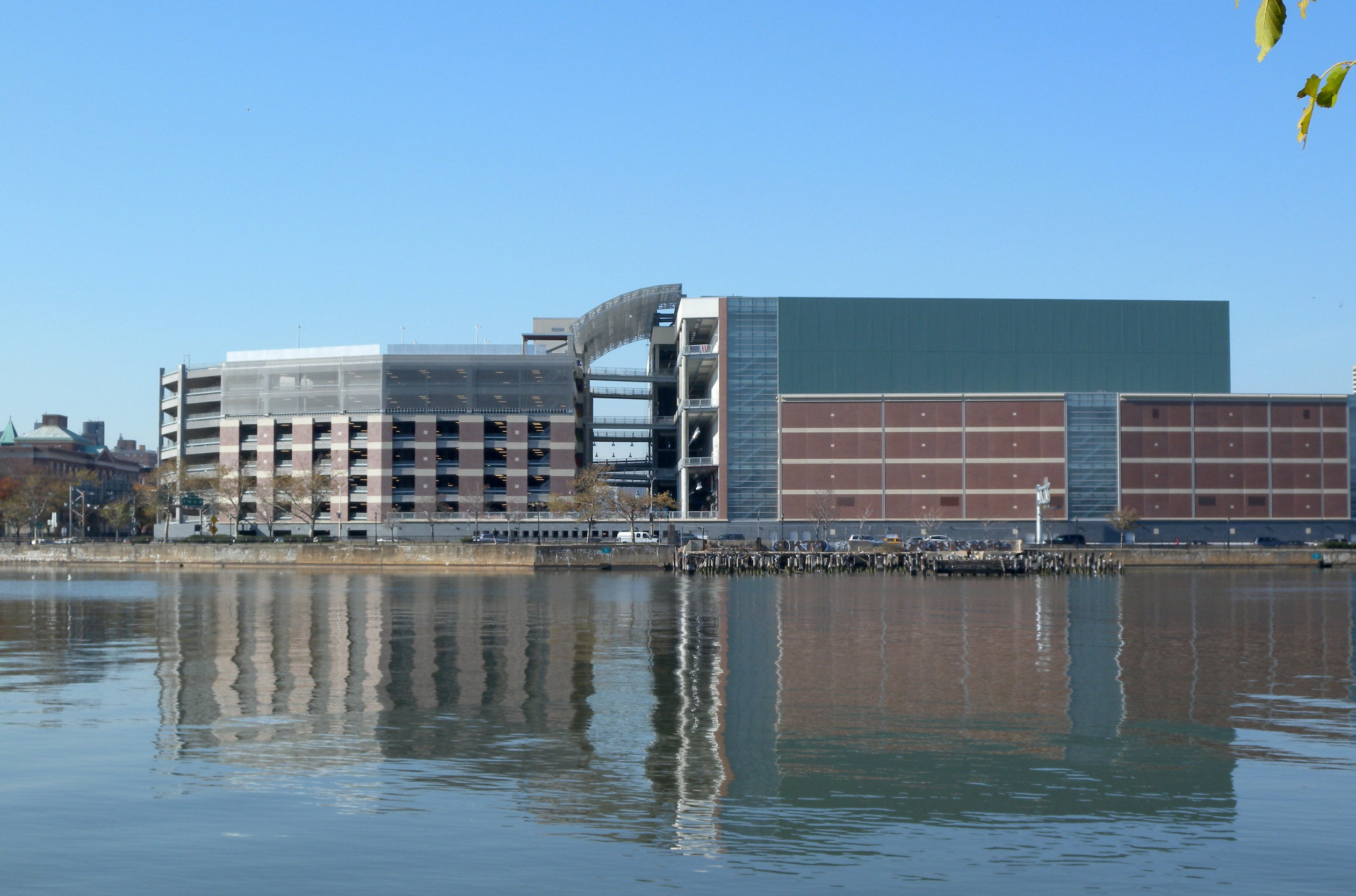
East River Plaza
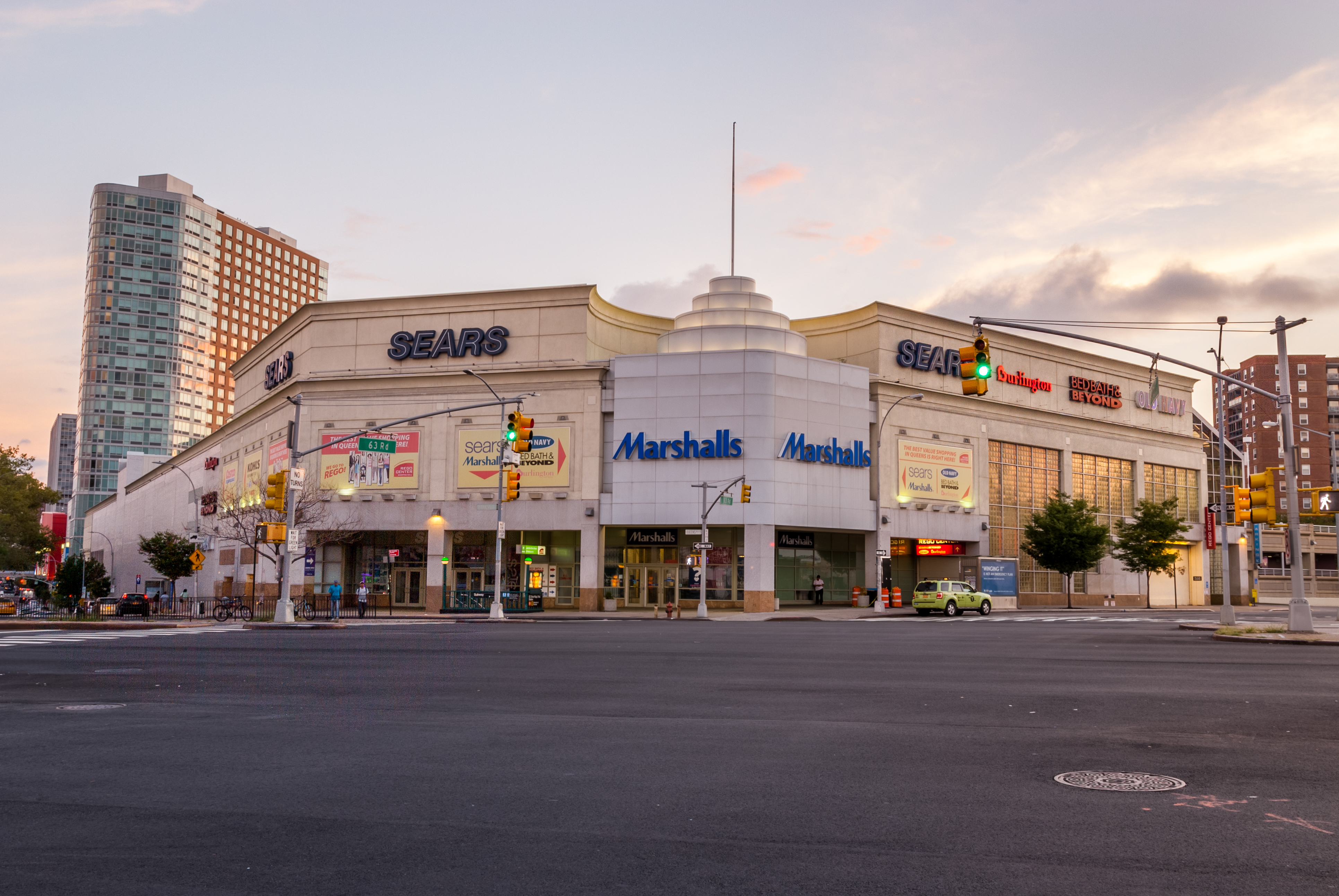
Rego Center
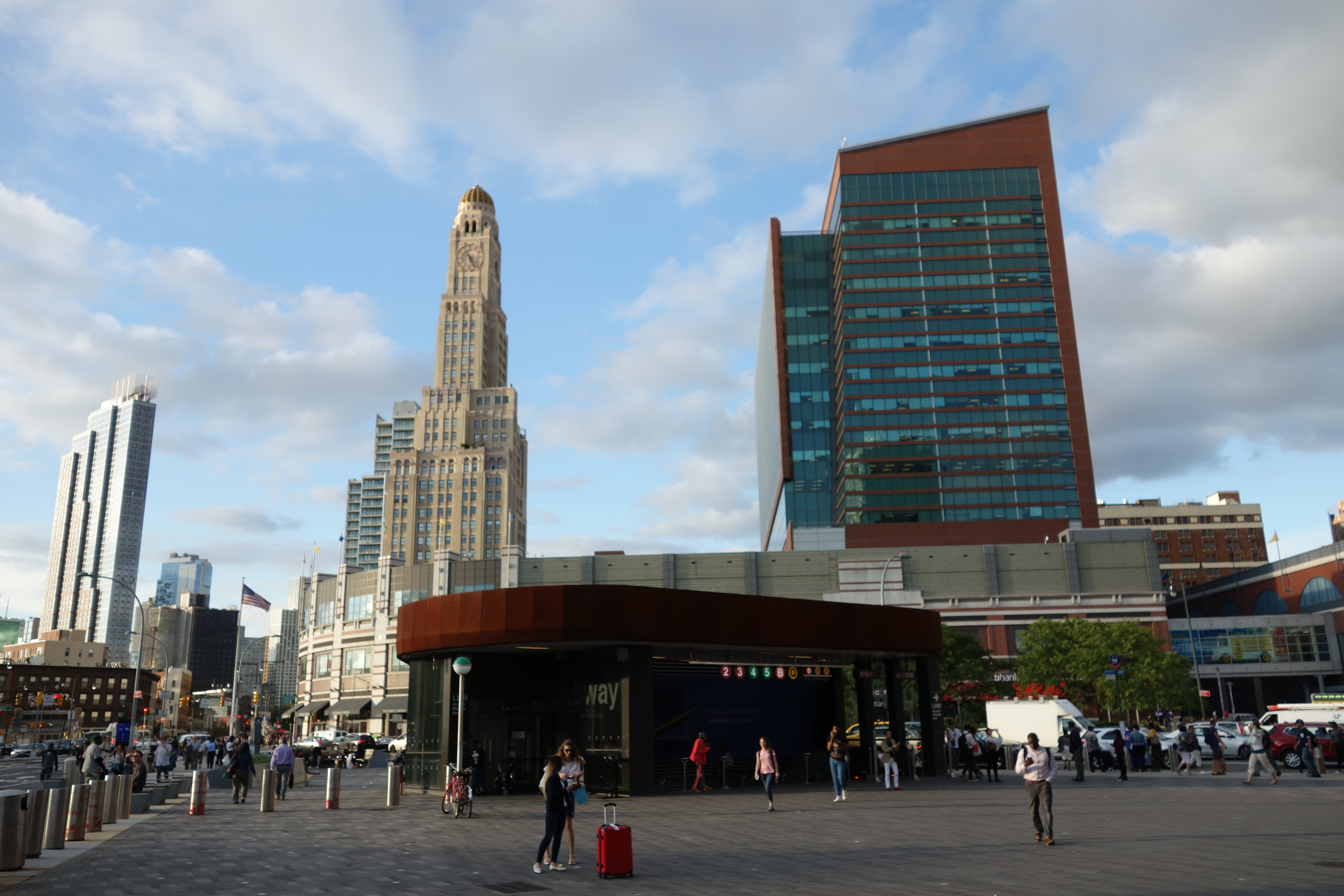
Atlantic Terminal Mall
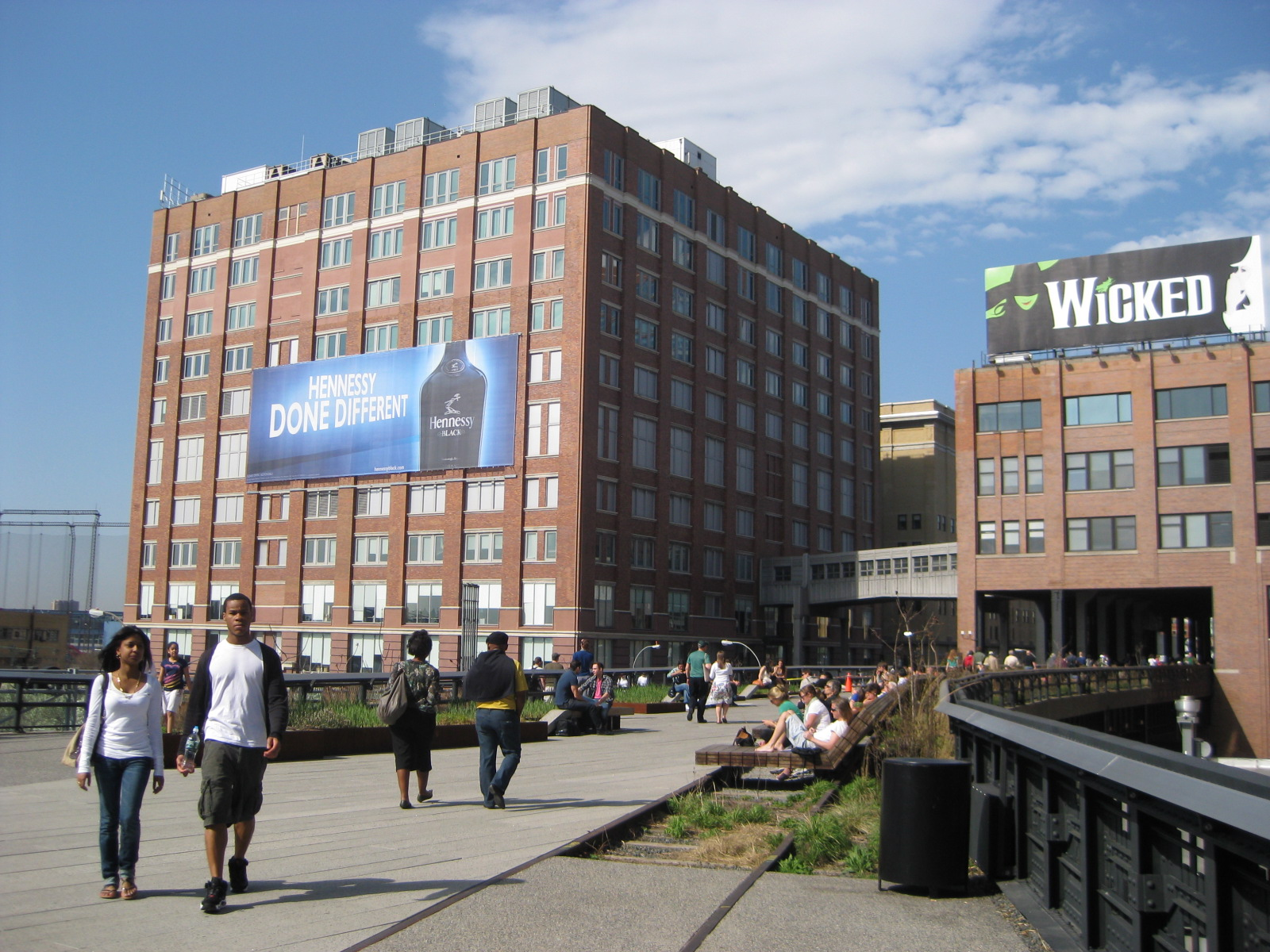
Chelsea Market
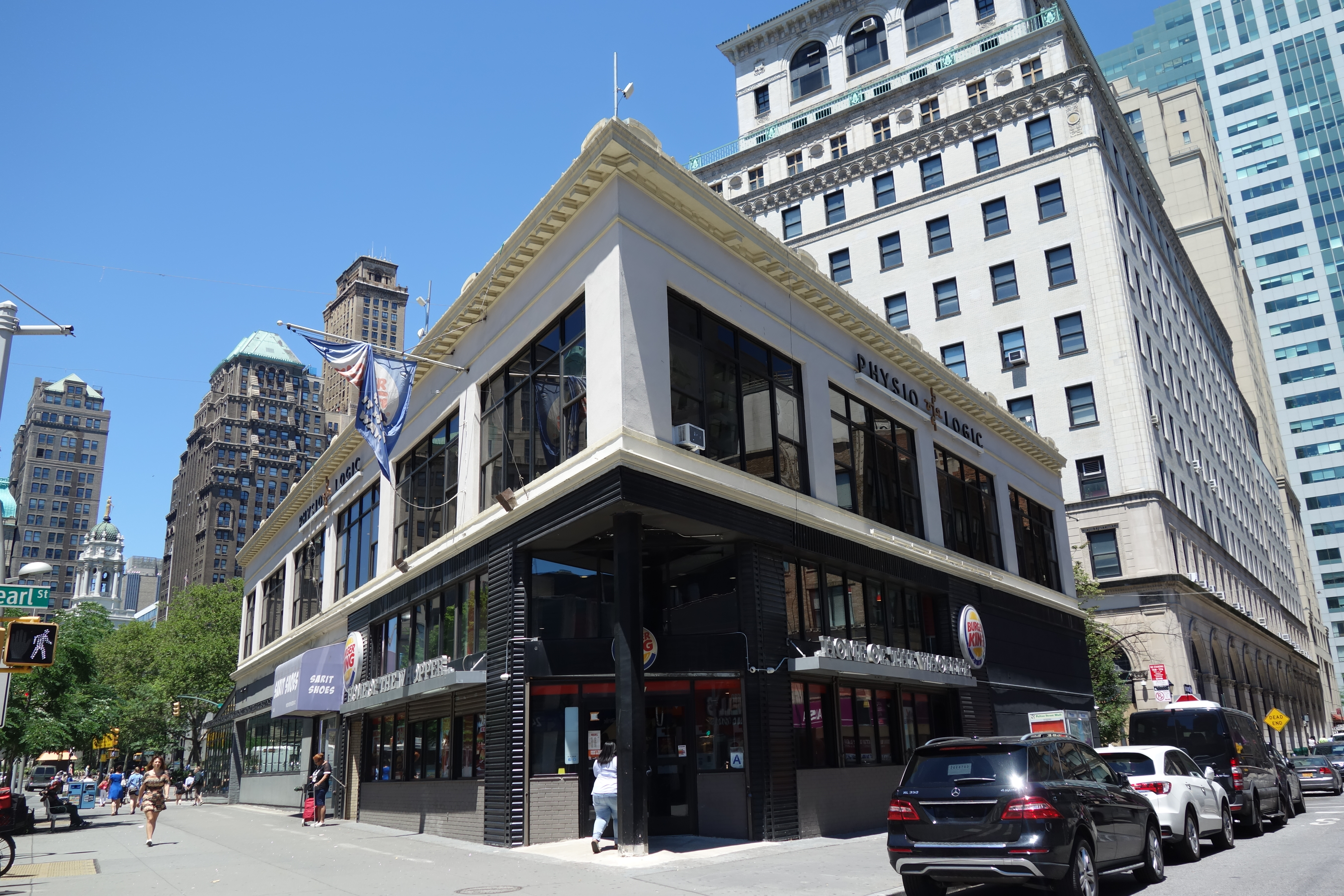
Fulton Mall
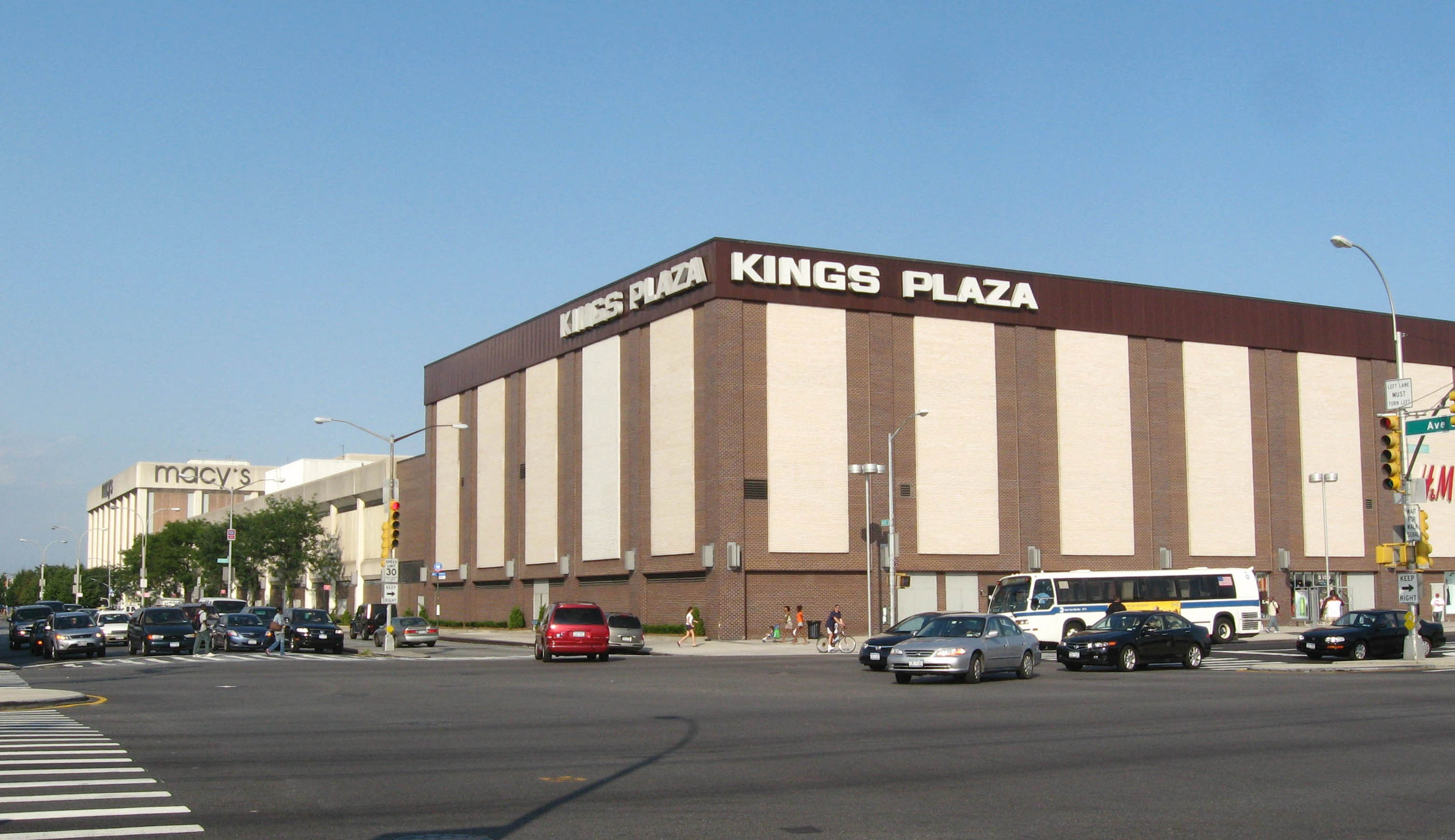
Kings Plaza
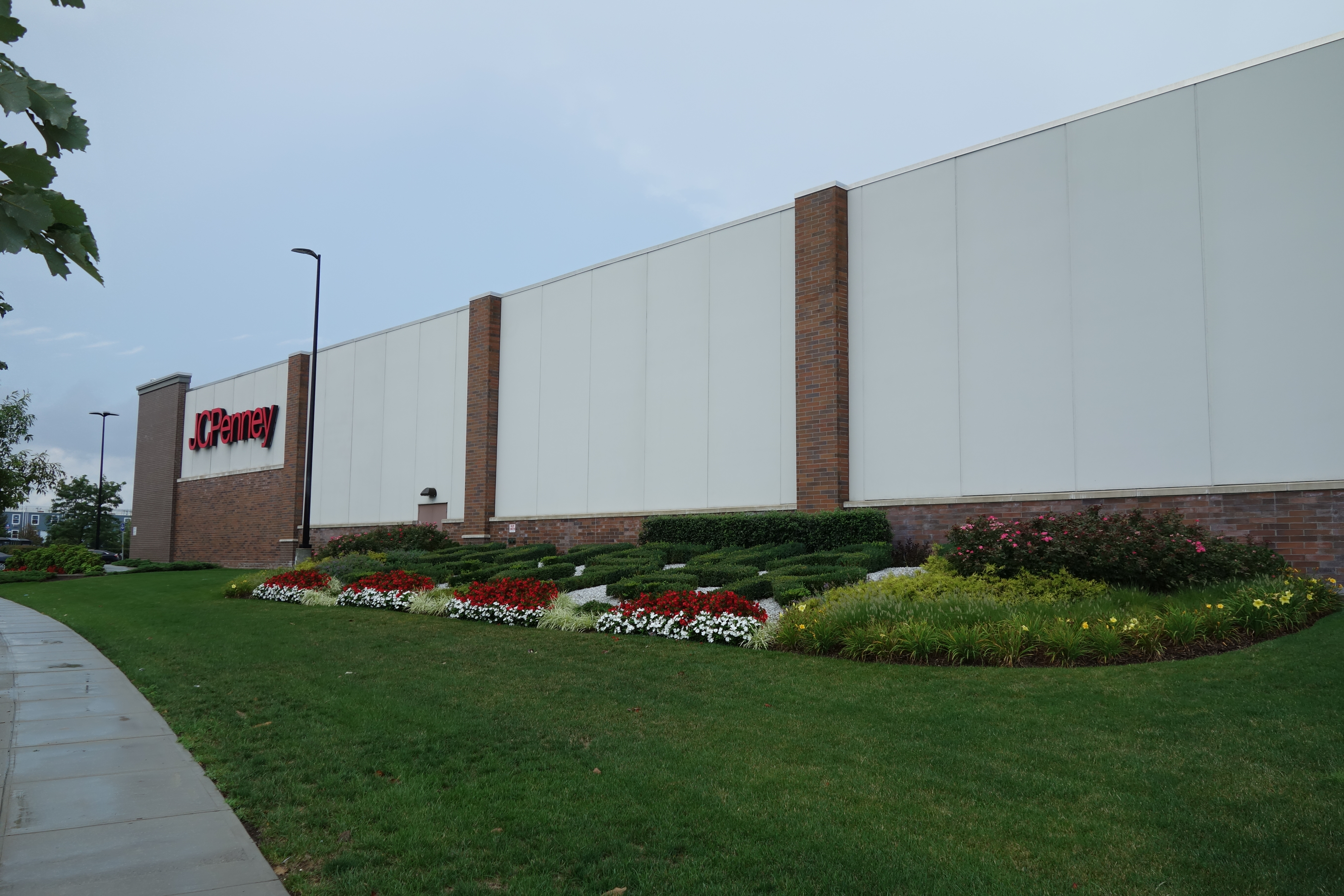
Gateway Center
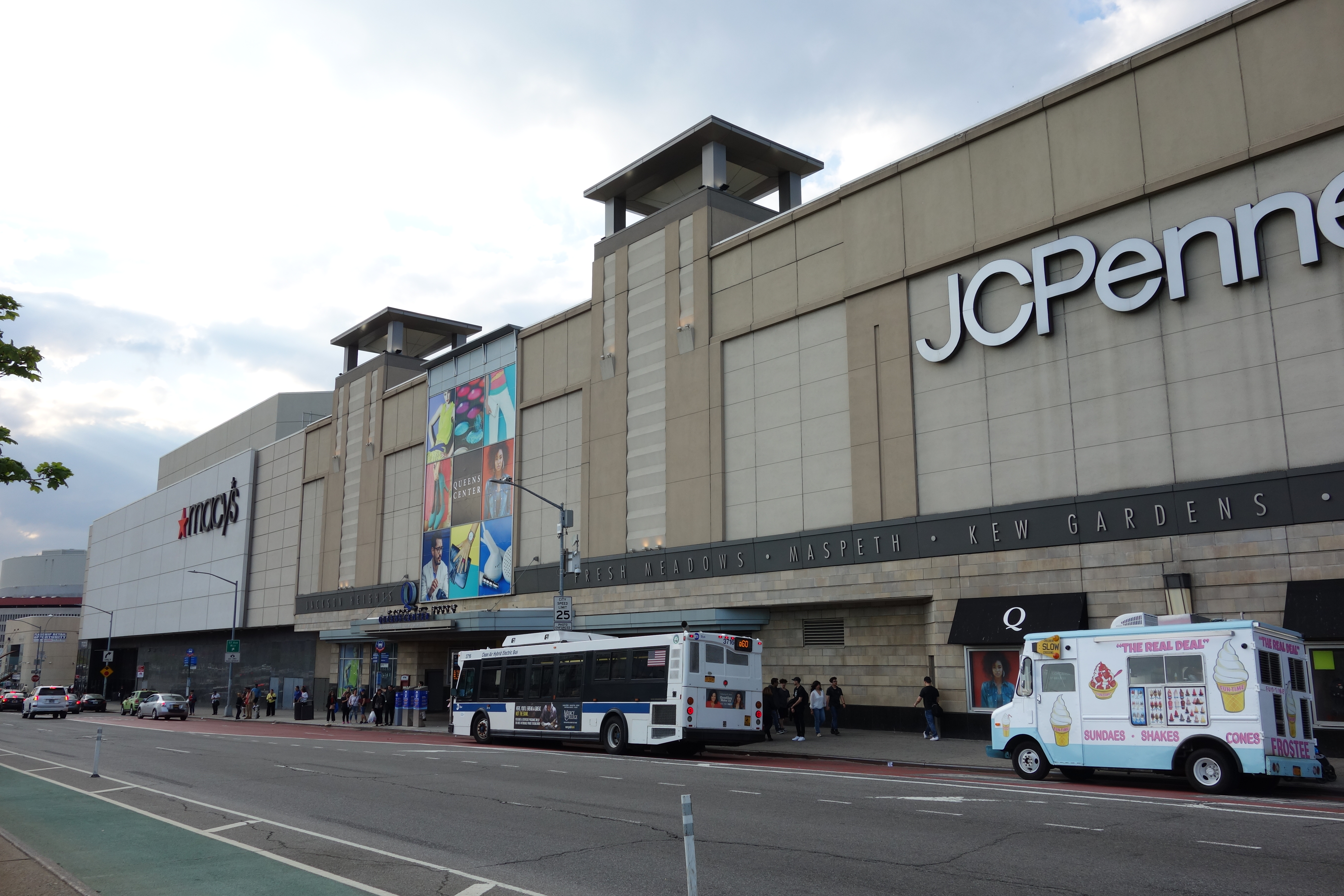
Queens Center
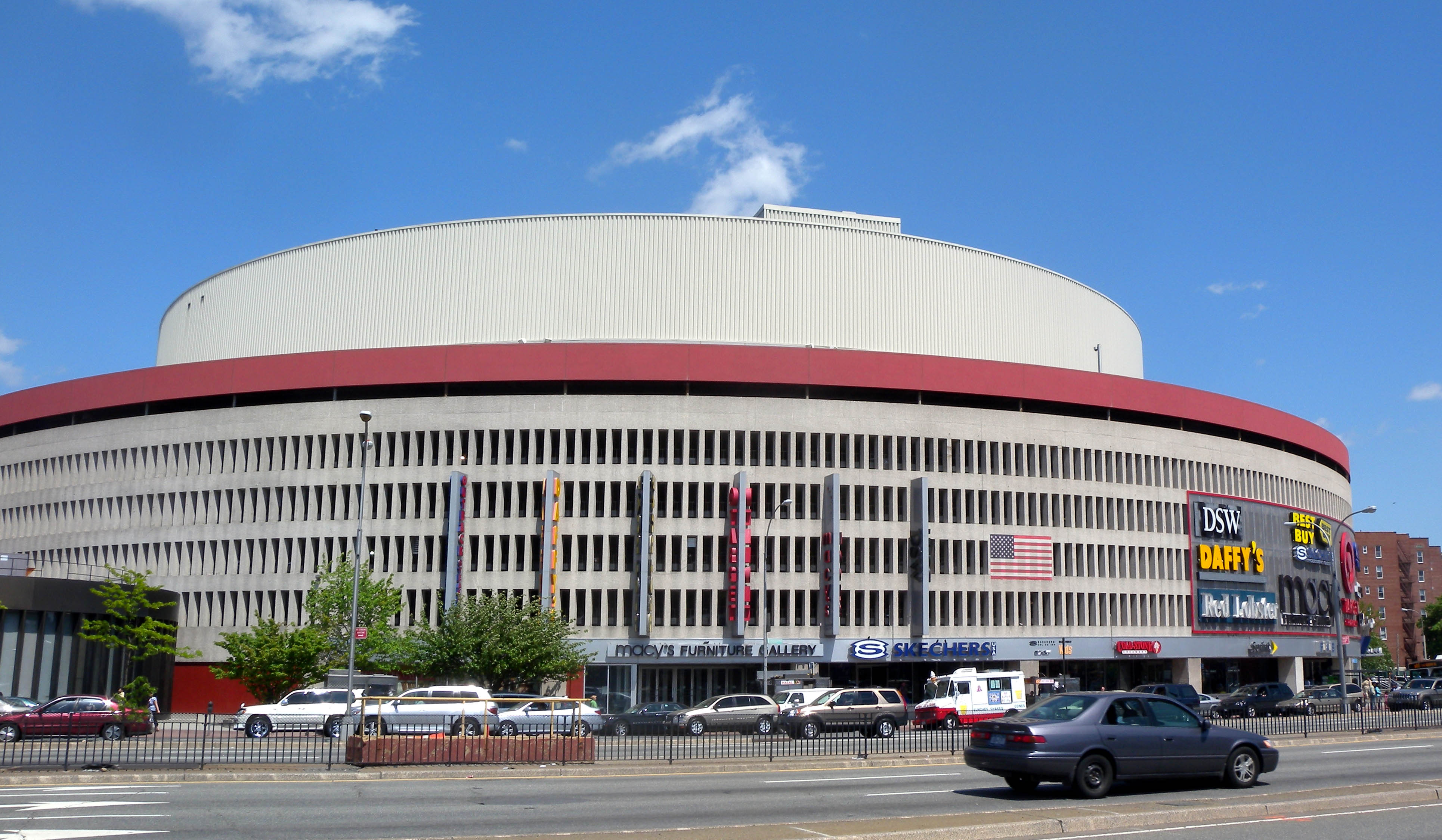
Queens Place
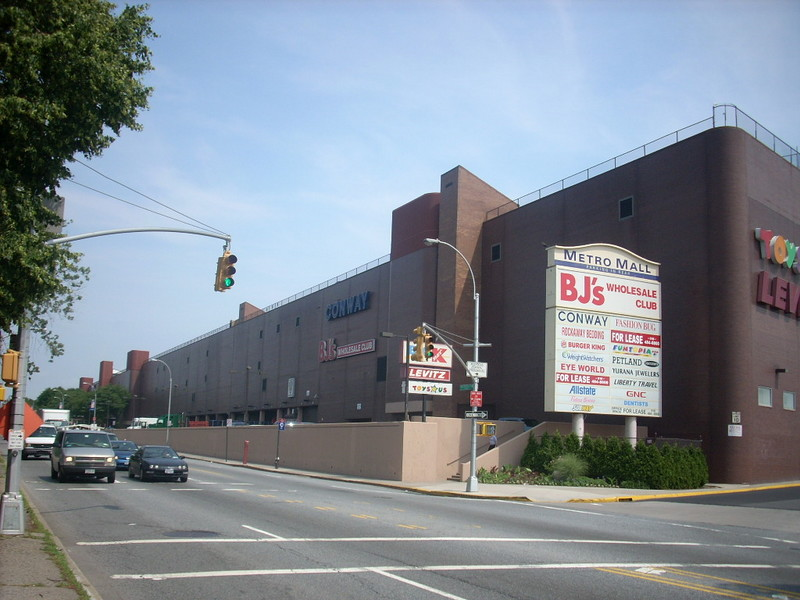
Metro Mall
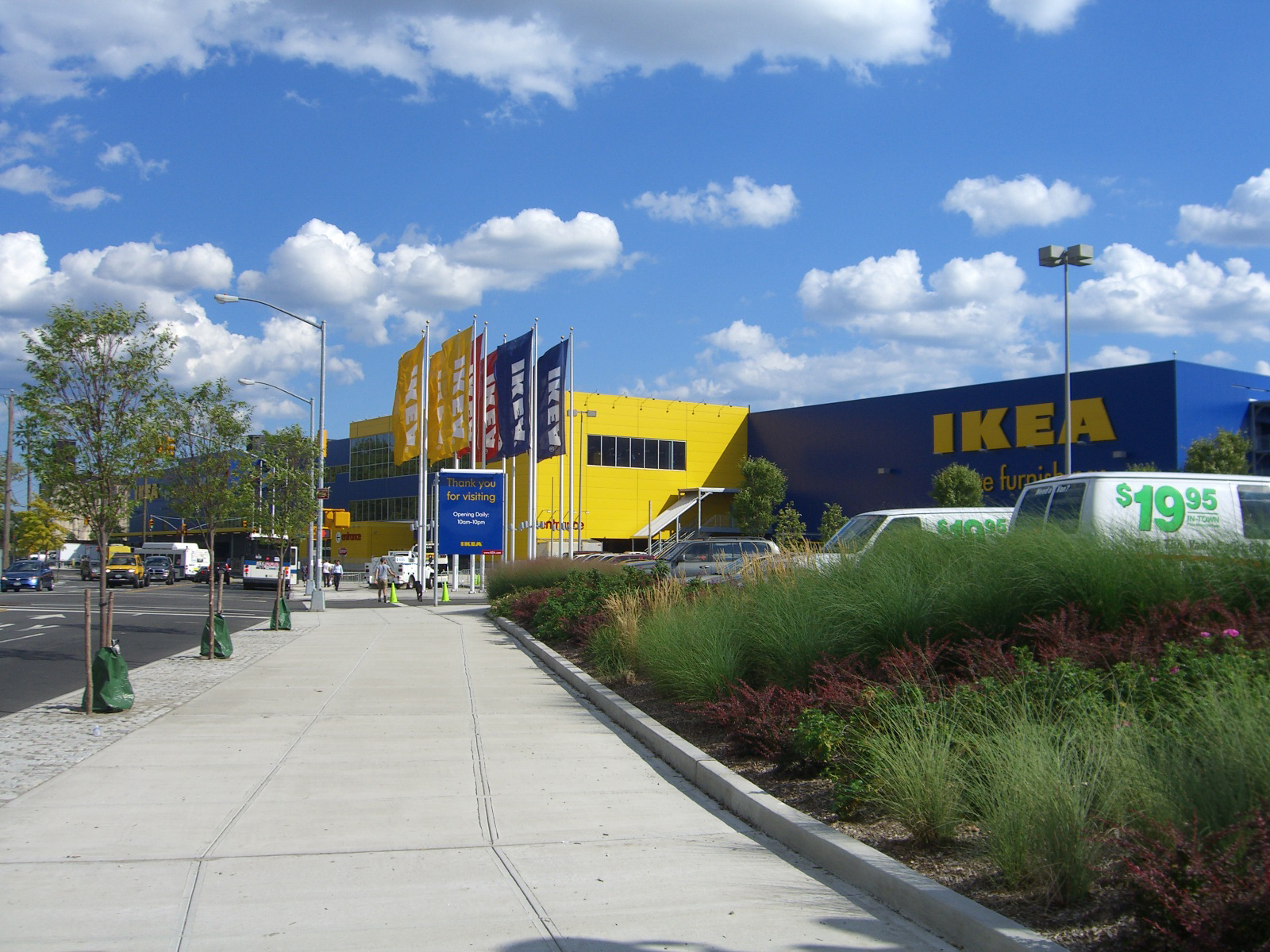
IKEA

Нью-Йорк ограничивает деятельность крупных продуктовых сетей, чтобы сохранить семейные бакалейные магазины и уличные рынки (например, Нью-Йорк является одним из немногих американских городов, где нет огромных супермаркетов Walmart). Сохраняют своё значение традиционные продуктовые рынки, такие как Гранд-Сентрал-маркет, Эссекс-стрит маркет, Ла-Маркуэта и рынок на Юнион-сквер (Манхэттен), Артур-авеню маркет и рыбный рынок Нью-Фултон в Бронксе, Мур-стрит маркет в Бруклине. Оптовый кооперативный рынок Хантс-Пойнт в Бронксе занимает 24 гектара и является крупнейшим поставщиком мяса для Большого Нью-Йорка.
Также Нью-Йорк знаменит своими антикварными, букинистическими, филателистическими и монетными магазинами, лавками по продаже винтажной одежды и грампластинок. Крупнейшие блошиные рынки расположены в районах Уильямсберг, Форт-Грин и Бушуик (Бруклин), Лонг-Айленд-Сити (Куинс), Челси и Адская кухня (Манхэттен).

## Недвижимость
Нью-Йорк является крупнейшим рынком коммерческой и жилой недвижимости США. По состоянию на 2017 год общая стоимость всей недвижимости Нью-Йорка оценивалась в 1,072 трлн долл. Недвижимость Манхэттена является самой дорогой в США, опережая ближайших конкурентов из Сан-Франциско и Силиконовой долины. По состоянию на 2018 год, Нью-Йорк вошёл в тройку мировых лидеров по привлекательности коммерческой недвижимости. Объём инвестиций в коммерческую недвижимость Нью-Йорка составлял 31,4 млрд долл., уступив лишь Лондону (36,4 млрд долл.) и опередив Париж (27,2 млрд долл.).

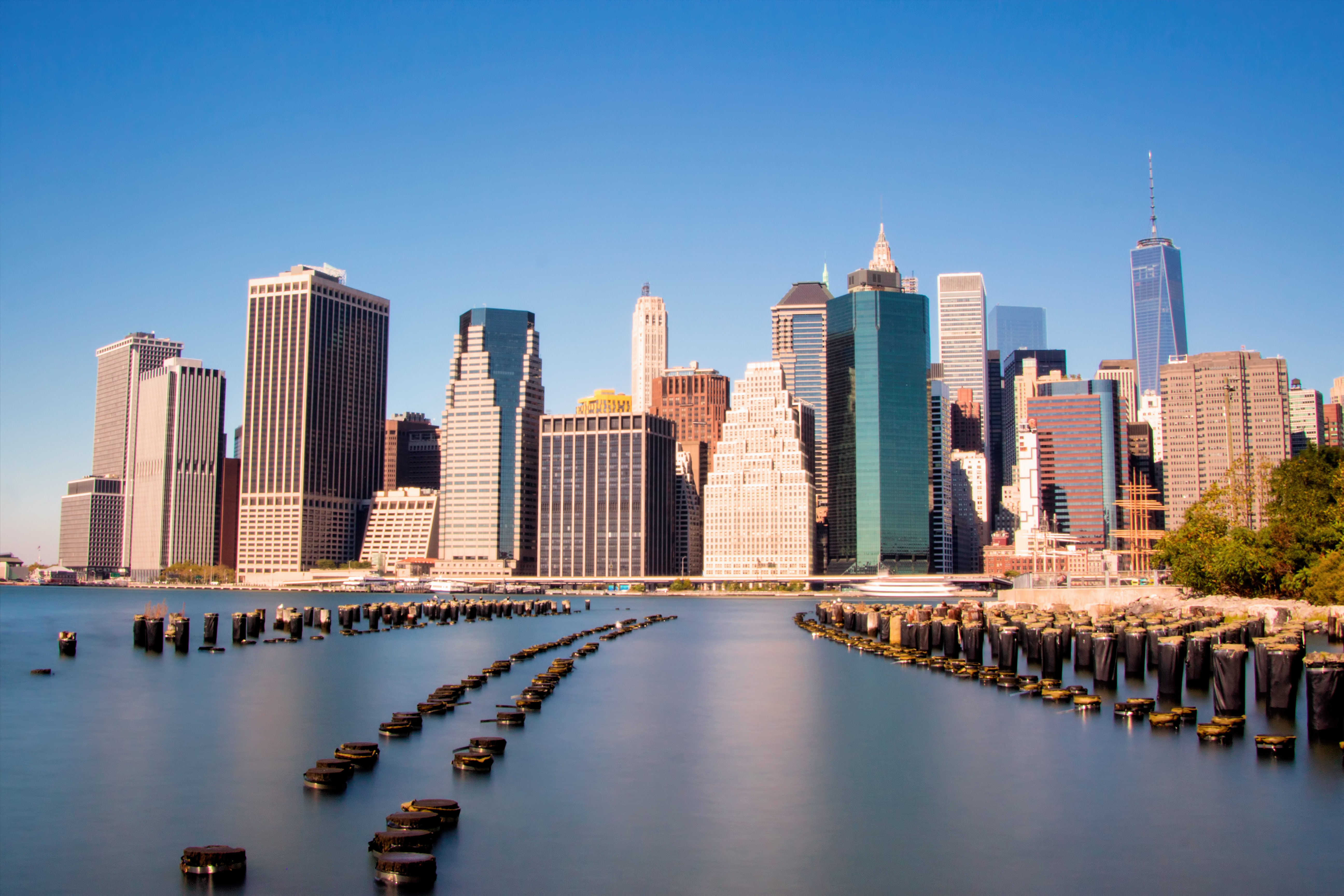
Нижний Манхэттен — второй по значимости финансовый центр Нью-Йорка

Наиболее дорогая жилая недвижимость сконцентрирована на Пятой авеню, Парк-авеню, Сентрал-Парк-Уэст и Западной 57-й улице, а также в Верхнем Вест-Сайде, вокруг Колумбус-Серкл, в Клинтоне, Трайбека и Сохо. Офисная недвижимость сконцентрирована в двух важнейших финансовых районах города — Мидтауне (Средний Манхэттен) и Даунтауне (Нижний Манхэттен).
Крупнейшим офисным и жилым комплексом Среднего Манхэттена является Hudson Yards, в состав которого входят башни 30 Hudson Yards, 35 Hudson Yards, 1 Manhattan West, 15 Hudson Yards, 10 Hudson Yards, 55 Hudson Yards и 3 Manhattan West. Также здесь расположены небоскрёбы Empire State Building, Bank of America Tower, Chrysler Building, The New York Times Building, 601 Lexington Avenue, 30 Rockefeller Plaza, CitySpire Center, 4 Times Square, MetLife Building, 731 Lexington Avenue, One Worldwide Plaza, Carnegie Hall Tower, 383 Madison Avenue, AXA Equitable Center, One Penn Plaza, 1251 Avenue of the Americas, Time Warner Center, One Astor Plaza, 1540 Broadway, Times Square Tower, 270 Park Avenue, General Motors Building, 500 Fifth Avenue, Americas Tower, Solow Building, 277 Park Avenue, Morgan Stanley Building.

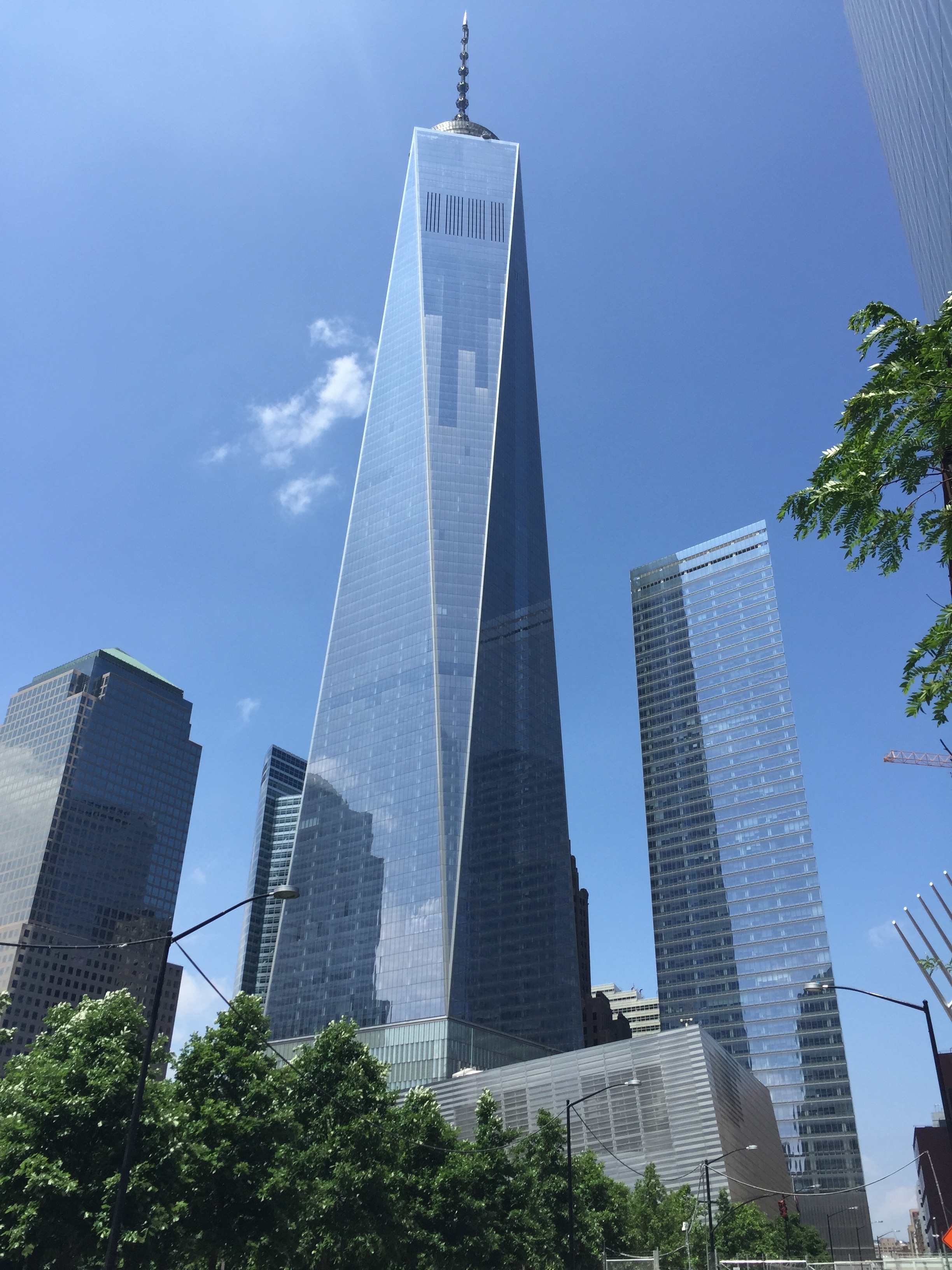
World Trade Center

Крупнейшими офисными комплексами Нижнего Манхэттена являются World Trade Center и Brookfield Place. В состав первого входят башни One World Trade Center, 3 World Trade Center, 4 World Trade Center и 7 World Trade Center, в состав второго — башни 200 Vesey Street и 225 Liberty Street. Также в районе расположены небоскрёбы 40 Wall Street, 28 Liberty Street, Woolworth Building, 200 West Street, 60 Wall Street, One Liberty Plaza, 20 Exchange Place, Marine Midland Building, 55 Water Street, 1 Wall Street.
Среди жилой и гостиничной недвижимости Нью-Йорка выделяются небоскрёбы 432 Park Avenue, 53W53, One57, 220 Central Park South, 70 Pine Street, 30 Park Place, 8 Spruce Street, Trump World Tower, One Manhattan Square, 56 Leonard Street, 111 Murray Street, 520 Park Avenue, 50 West Street, Madison Square Park Tower, 19 Dutch Street, 1717 Broadway, Metropolitan Tower, 252 East 57th Street, 100 East 53rd Street, Four Seasons Hotel New York, Sky Tower, Barclay Tower, Trump Tower, Silver Towers, The Langham New York.
Одним из крупнейших владельцев коммерческой недвижимости Нью-Йорка является Портовое управление Нью-Йорка и Нью-Джерси. Также в городе базируются крупные инвесторы в недвижимость Annaly Capital Management, Silverstein Properties, The Related Companies, Durst Organization, The Trump Organization, Tishman Speyer, Cushman & Wakefield, Fisher Brothers, Extell Development Company, SL Green Realty, Witkoff Group, The Continuum Company, Two Harbors Investment, New Residential Investment, Chimera Investment и Vornado Realty Trust. Среди других владельцев нью-йоркской недвижимости выделяются канадские Oxford Properties, Brookfield Asset Management и Ivanhoé Cambridge, японские Mitsubishi Estate и Mitsui Fudosan, бостонская Boston Properties, калифорнийские Irvine Company и CBRE Group, бельгийская AG Real Estate, китайские Fosun International и Langham Hospitality Group, сингапурская GIC Private, Abu Dhabi Investment Authority из ОАЭ, немецкая Union Investment.
За пределами Манхэттена престижная жилая недвижимость расположена в Бруклине (район Коббл-Хилл), Куинсе (район Лонг-Айленд-Сити) и вдоль северного побережья Статен-Айленда. Крупнейшими сделками с нью-йоркской недвижимостью последних лет являются покупка в 2018 году компанией Alphabet торгово-офисного комплекса Chelsea Market за 2,4 млрд долларов, приобретение в 2015 году китайской Anbang Insurance Group гостиницы Waldorf Astoria за 1,95 млрд долларов, покупка в 2015 году группой инвесторов офисного здания Crown Building за 1,8 млрд долларов и приобретение в 2015 году компанией RXR Realty офисного здания Helmsley Building за 1,2 млрд долларов. Среди индивидуальных покупок рекордным стало приобретение в начале 2019 года миллиардером Кеннетом Гриффином пентхауса за 238 млн долларов.
По состоянию на 2023 год в пятёрку крупнейших нью-йоркских магнатов недвижимости входили глава The Related Companies Стивен Росс (10,1 млрд долл.), глава Hartz Mountain Industries Леонард Штерн (8,1 млрд долл.), глава LeFrak Organization Inc. Ричард ЛеФрак (3,3 млрд долл.), глава Tishman Speyer Джерри Шпейер (3,1 млрд долл.) и глава Cohen Brothers Realty Чарльз Коэн (3 млрд долл.).

### Топ-10 небоскрёбов
- One World Trade Center (541 м, владелец — PANYNJ)
- Central Park Tower (472 м, владелец — Extell Development)
- 111 West 57th Street (435 м, владелец — JDS Development Group)
- One Vanderbilt (427 м, владелец — SL Green Realty)
- 432 Park Avenue (425 м, владелец — CIM Group / Macklowe Properties)
- 30 Hudson Yards (386 м, владелец — The Related Companies / Oxford Properties)
- Empire State Building (381 м, владелец — Empire State Realty Trust)
- Bank of America Tower (366 м, владелец — Durst Organization)
- 3 World Trade Center (329 м, владелец — PANYNJ / Silverstein Properties)
- 53 West 53 (320 м, Hines Interests / Pontiac Land Group)

## Здравоохранение

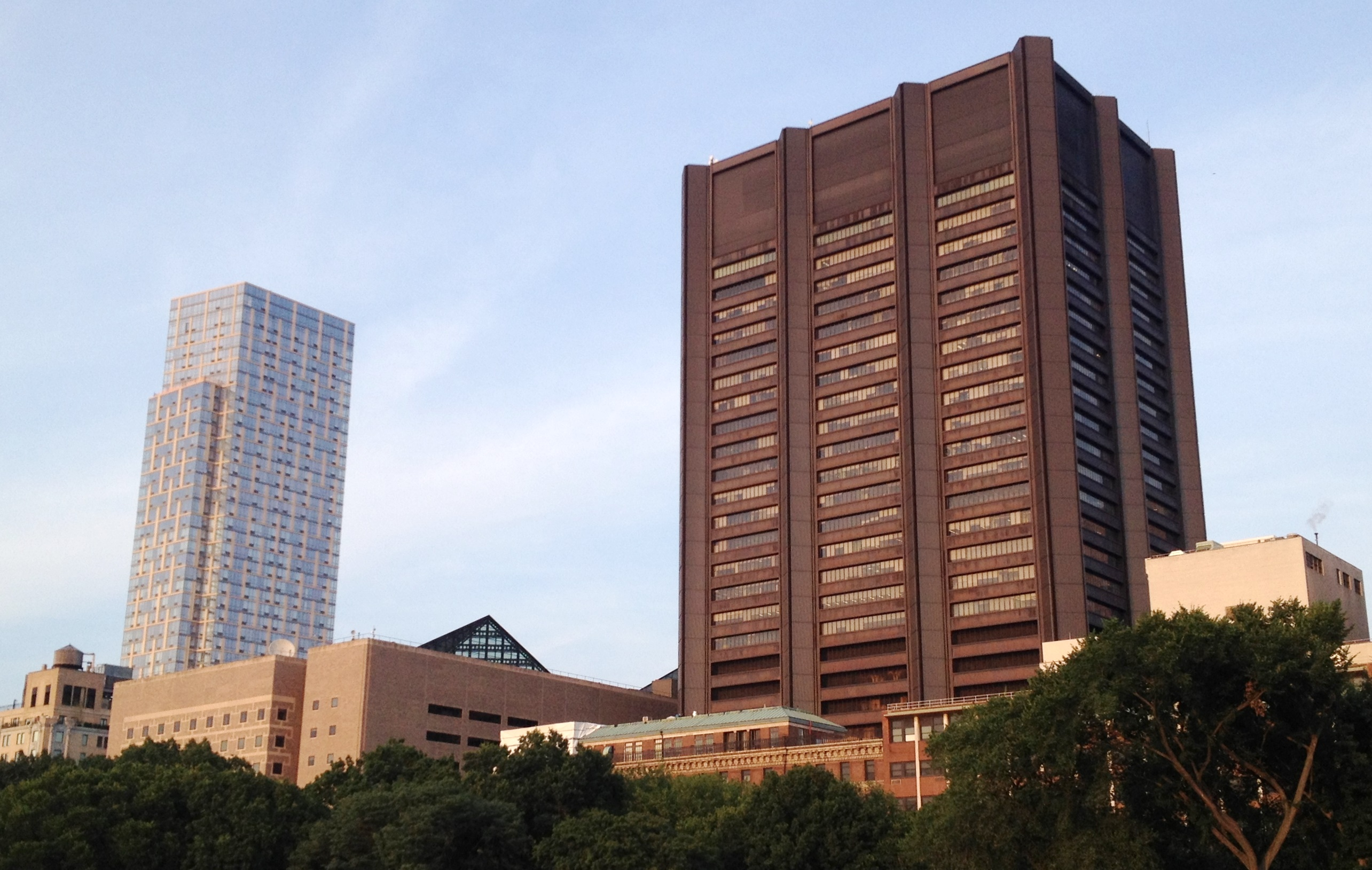
Маунт-Синай — крупнейшая больница Нью-Йорка

Нью-Йорк занимает важное место в сфере медицинских услуг, исследований и технологий. Здесь работают несколько крупных больничных сетей, в том числе государственные New York City Health and Hospitals Corporation (самая большая муниципальная система здравоохранения в США) и VA New York Harbor Healthcare System (подчиняется Министерству по делам ветеранов США), а также частные Northwell Health, Mount Sinai Health System и New York Presbyterian Healthcare System.
Многие больницы Нью-Йорка входят в число лучших медицинских учреждений США. Наиболее престижными являются Пресвитерианская больница на Манхэттене, медицинский центр Нью-Йоркского университета Лангоне на Манхэттене, больница Нью-Йоркского университета Лангоне в Бруклине, больница Маунт-Синай на Манхэттене, больница Ленокс-Хилл на Манхэттене, медицинский центр Монтефиоре в Бронксе, больница Маунт-Синай Сент-Люк на Манхэттене, больница Маунт-Синай Вест на Манхэттене, Методистская больница Бруклина, университетская больница Статен-Айленда, медицинский центр Маймонида в Бруклине, больница Бет-Изрейел на Манхэттене и Пресвитерианская больница Квинса.
Кроме вышеперечисленных, крупными медицинскими учреждениями Нью-Йорка являются больница Бельвью на Манхэттене, специализированная больница Коулера на острове Рузвельта, больничный центр округа Кингс в Бруклине, Еврейский медицинский центр Лонг-Айленда в Квинсе, университетская больница и медицинский центр Брукдейла в Бруклине, больничный центр Квинса, психиатрический центр Манхэттена, Мемориальный онкологический центр имени Слоуна — Кеттеринга на Манхэттене, больничный центр Бруклина, Еврейский медицинский центр Кингсбрук в Бруклине, медицинский центр Якоби в Бронксе, больница Святого Варнавы в Бронксе, больница Кони-Айленда в Бруклине, больница Линкольна в Бронксе, медицинский центр Уайкофф-Хайтс в Бруклине, медицинский центр Вудхолл в Бруклине, больничный центр Бронкс-Либанон, больница ветеранов в Бронксе, больничный центр Гарлема на Манхэттене, психиатрический центр Кридмур в Квинсе, медицинский центр Ричмондского университета на Статен-Айленде, медицинский центр университета штата Нью-Йорк в Бруклине, детская больница Морган-Стэнли на Манхэттене, больница ветеранов в Бруклине, Пресвитерианская больница Нижнего Манхэттена и женская больница Слоуна на Манхэттене.
По состоянию на 2013 год крупнейшими работодателями Большого Нью-Йорка в сфере здравоохранения и медицинских услуг были Northwell Health (48,6 тыс. сотрудников), New York City Health and Hospitals Corporation (35 тыс.), Mount Sinai Health System (32 тыс.), New York Presbyterian Healthcare System (21,8 тыс.), Montefiore Health System (18 тыс.), NYU Langone Health System (17,9 тыс.) и Мемориальный онкологический центр имени Слоуна — Кеттеринга (12,6 тыс.). Всего в секторе здравоохранения Нью-Йорка работает свыше 500 тыс. человек (врачи, фельдшеры, стоматологи, акушеры, фармацевты, лаборанты, медсёстры, санитары, технический персонал больниц).
По состоянию на начало 2019 года в Нью-Йорке имели лицензию врача 18,8 тыс. человек, а лицензию помощника врача — более 1 тыс. человек.

## Наука и образование
Нью-Йорк является общемировым центром науки и образования, здесь расположены такие престижные учебные и исследовательские заведения, как Нью-Йоркский университет (16 тыс. сотрудников), Колумбийский университет (15,6 тыс. сотрудников), Рокфеллеровский университет (1,3 тыс.), Фордемский университет, университет Пейс, Нью-Йоркский технологический институт, медицинская школа Вейлл-Корнелл, медицинский колледж имени Альберта Эйнштейна, университет Сент-Джонс, Барнард-колледж, колледж Купер-Юнион, колледж Мерси, Иешива-университет, университет Нью-скул, школа дизайна Парсонс, Технологический институт моды, институт Пратта, Джульярдская школа и Школа изобразительных искусств. Государственные колледжи объединены в Городской университет Нью-Йорка.
В биотехнологическом кампусе Alexandria Center for Life Science (Манхэттен) расположены научно-исследовательские подразделения корпораций Pfizer, Bristol-Myers Squibb, Johnson & Johnson, Eli Lilly and Company, Roche Holding и Kadmon Corporation. Другими биотехнологическими кампусами являются Harlem Biospace (Манхэттен), BioBAT (Бруклин) и Biotechnology Incubator при State University of New York Downstate Medical Center (Бруклин).

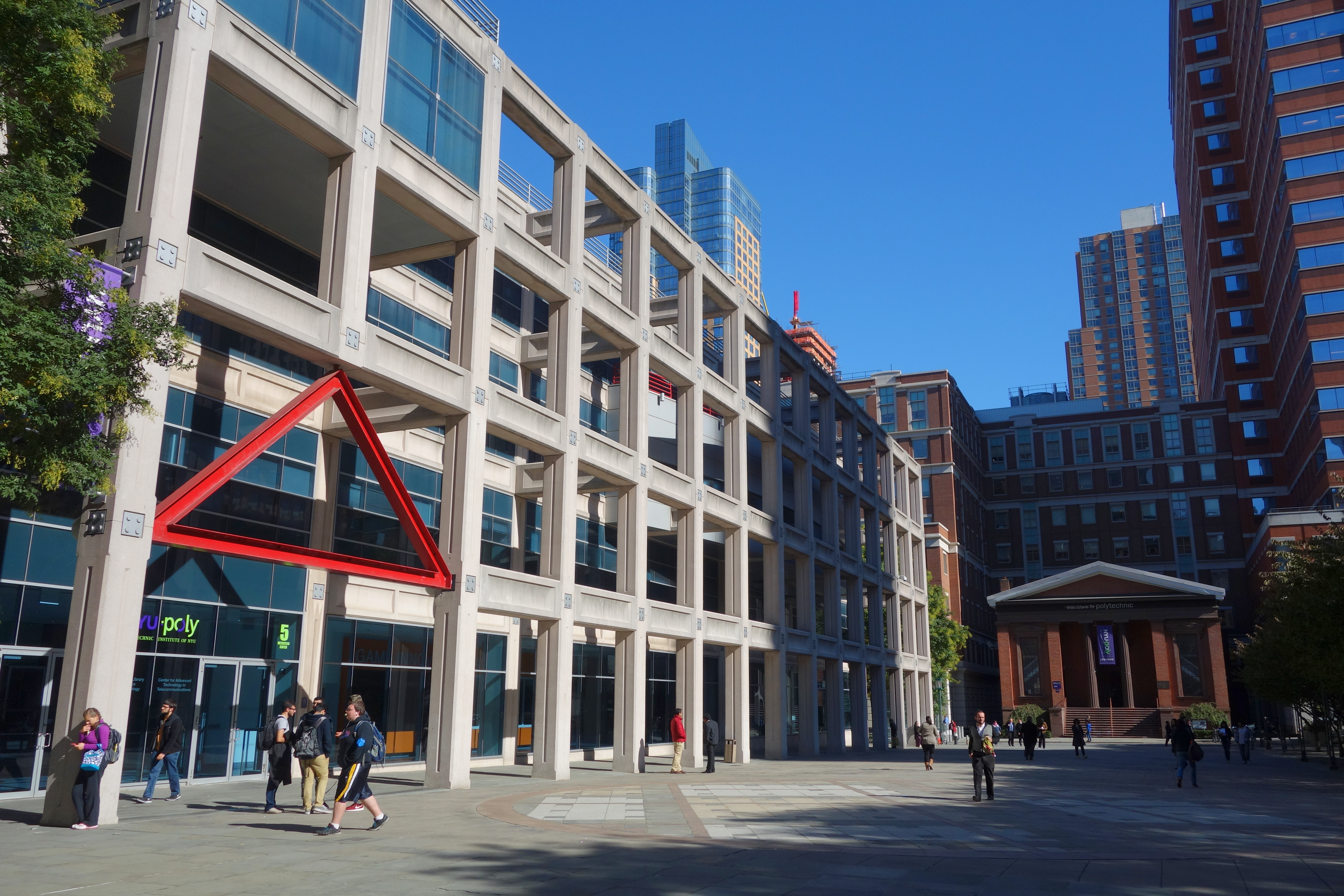
Нью-Йоркский университет
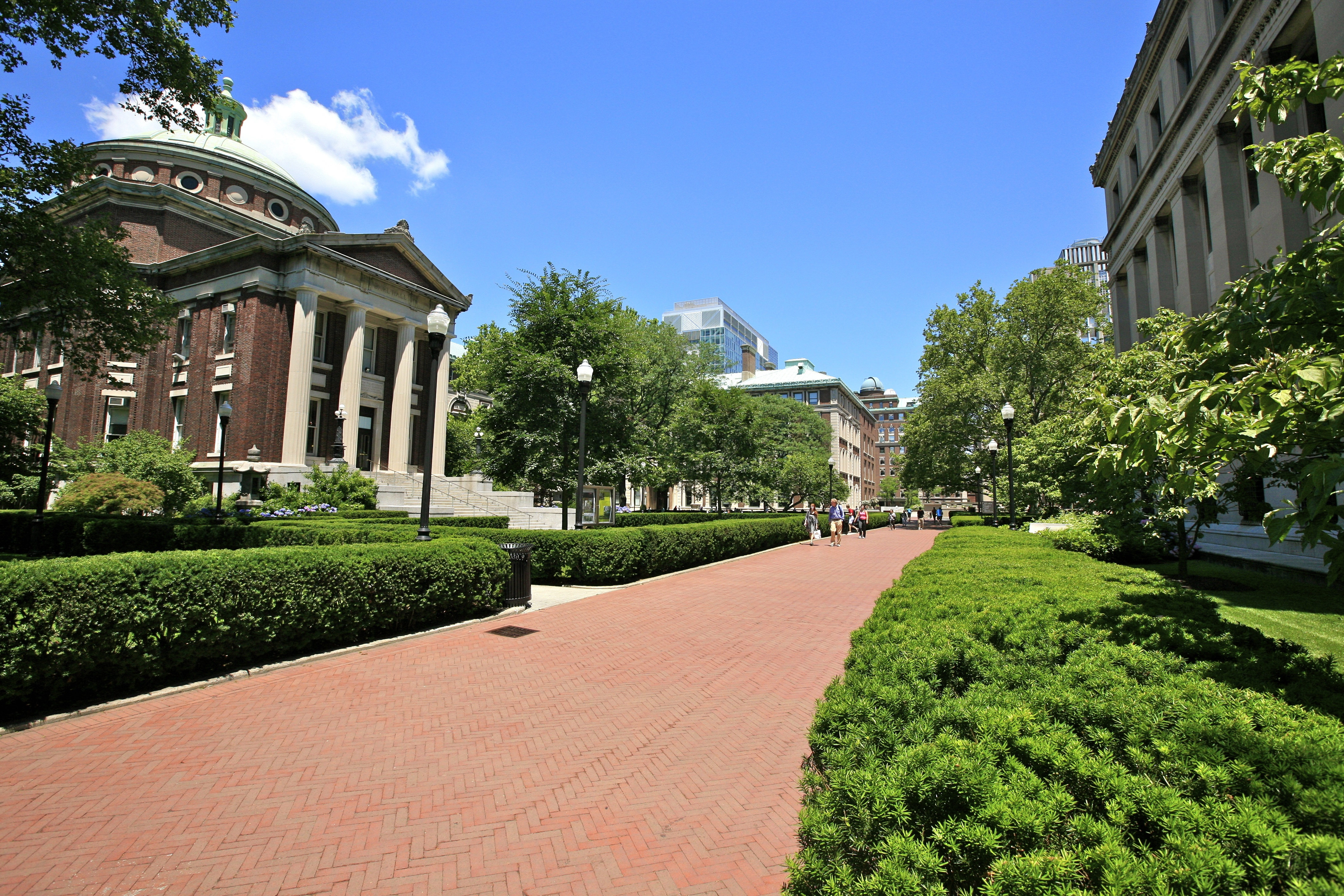
Колумбийский университет
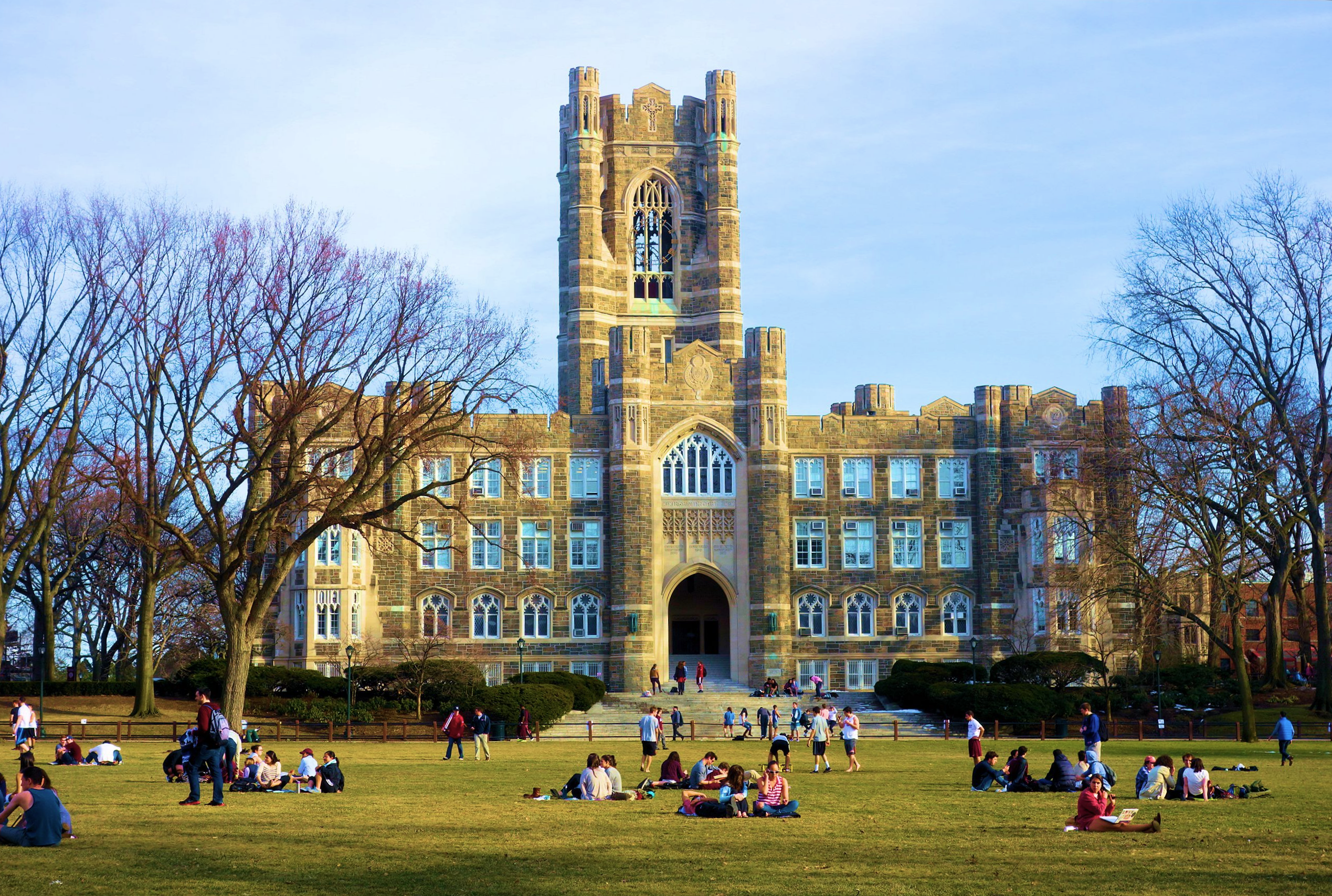
Фордемский университет
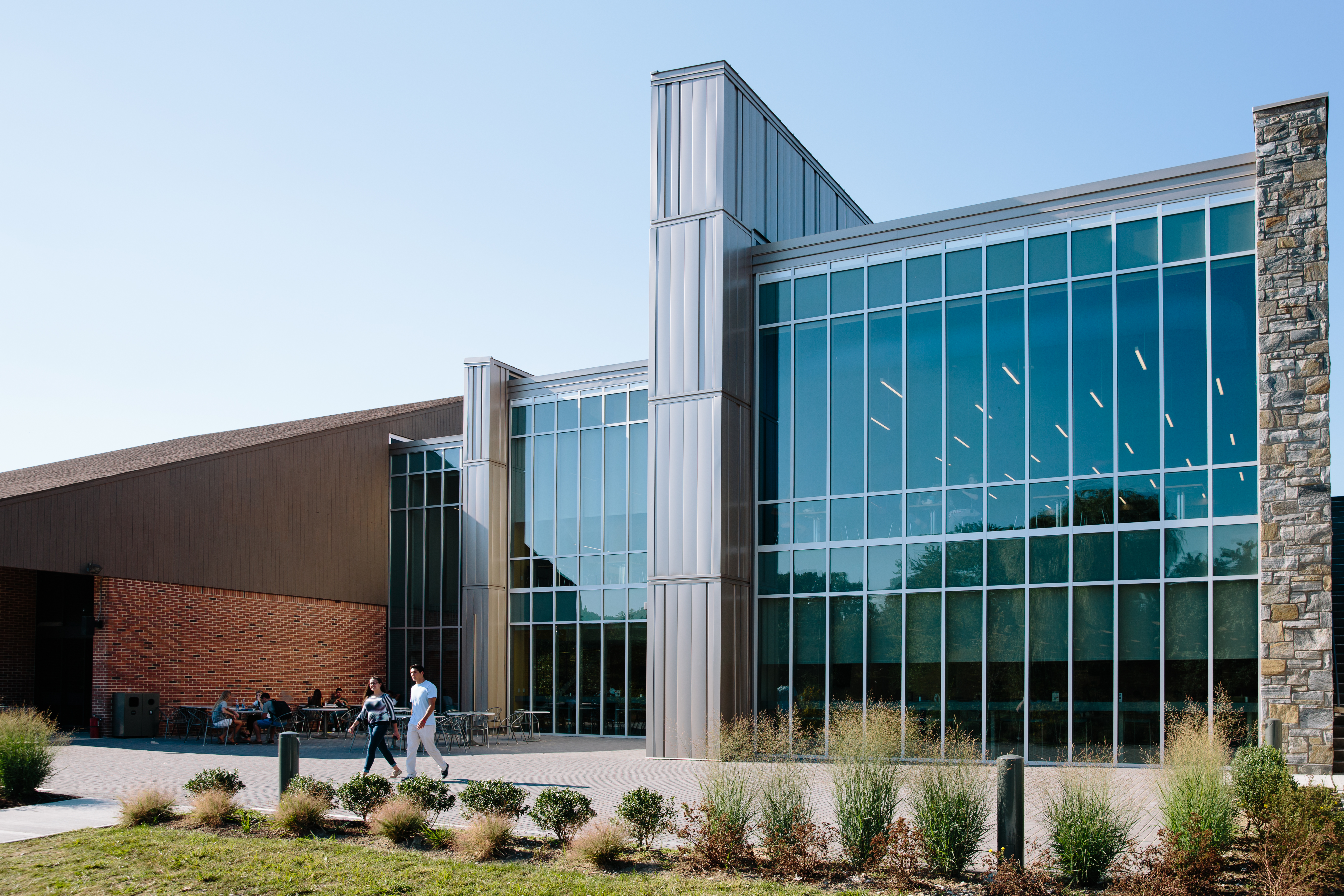
Университет Пейс

В Нью-Йорке базируются такие крупные научно-исследовательские учреждения, как Институт Земли, Институт теле-информации, Институт космических исследований Годдарда, Центр глобальной энергетической политики, Неврологический институт Нью-Йорка и Психиатрический институт штата Нью-Йорк (в составе Колумбийского университета), Центр юстиции Бреннана, Центр недвижимости и городской политики Фурмана и The GovLab (в составе Нью-Йоркского университета), Сейсмическая обсерватория (в составе Фордемского университета). Координирует и популяризирует научные исследования Нью-Йоркская академия наук.

## Энергетика и коммунальное хозяйство
В Нью-Йорке базируется одна из крупнейших энергетических корпораций США Consolidated Edison (13,3 тыс. сотрудников в Нью-Йорке). Она является основным поставщиком электроэнергии и природного газа городу, а также обеспечивает отопление домов на Манхэттене. Часть электроэнергии Consolidated Edison производит на собственных электростанциях, часть импортирует из Канады (Hydro-Québec), Нью-Джерси (Public Service Enterprise Group) и Лонг-Айленда (Long Island Power Authority).
Природный газ поступает в Нью-Йорк из зоны Мексиканского залива по газопроводам Transcontinental (принадлежит Williams Companies) и Texas Eastern (принадлежит Enbridge). Consolidated Edison поставляет природный газ в Бронкс, Манхэттен и часть Квинса. В Бруклине, Статен-Айленде и части Квинса поставки газа осуществляет нью-йоркская KeySpan Corporation (подразделение британской группы National Grid). Основная часть питьевой воды поступает в Нью-Йорк из района гор Катскилл (сложная система водоснабжения и водоотвода включает водохранилища в округах Уэстчестер, Патнам, Алстер и Нассо, фильтрационные и очистные станции, акведуки и туннели).
Власти Нью-Йорка поддерживают многочисленные проекты, которые способствуют джентрификации бедных кварталов и сохранению окружающей среды (сортировка мусора, переработка отходов, очистка сточных вод, очистка рек и проливов, солнечная энергетика, озеленение, расширение пешеходных зон и велодорожек, возведение зелёных офисов, таких как Hearst Tower, перевод такси и общественного транспорта на гибридные и электрические модели). Согласно плану «New York City Green New Deal», направленному на сокращение выбросов парниковых газов, городские власти ограничивают строительство в Нью-Йорке новых небоскрёбов, которые не соответствуют высоким стандартам энергоэффективности (именно на высотные здания приходится около трети всех выбросов парниковых газов в городе).
В декабре 2021 года городской совет Нью-Йорка поддержал запрет на использование природного газа для отопления и приготовления пищи в новых зданиях. Вместо газа для этих целей должна будет использоваться электроэнергия. Исключения будут сделаны для больниц, промышленных предприятий, коммерческих кухонь и прачечных.

## Транспорт и связь

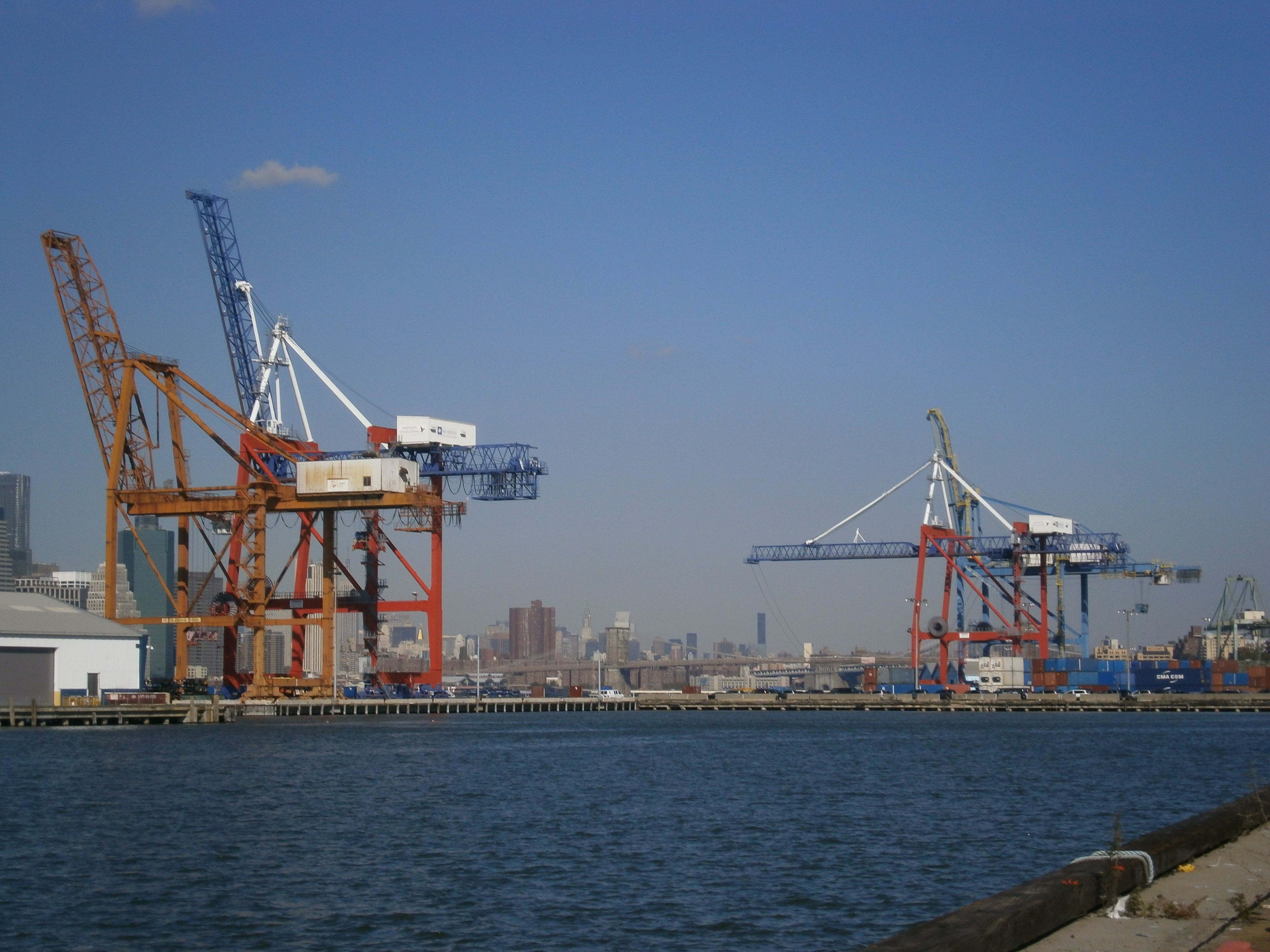
Порт в Бруклине

Порт Нью-Йорка и Нью-Джерси в 2017 году обработал свыше 6,7 млн TEU. Таким образом, он является третьим по грузообороту портом США (15,4 % всех морских перевозок, уступает лишь порту Южной Луизианы и порту Хьюстона) и крупнейшим портом Восточного побережья. Важнейшими участками порта в пределах Нью-Йорка являются Howland Hook Marine Terminal (Статен-Айленд), Red Hook Container Terminal (Бруклин), Brooklyn Cruise Terminal (Бруклин) и Manhattan Cruise Terminal (Манхэттен).
На территории Нью-Йорка, в Куинсе, расположено два аэропорта: международный аэропорт имени Джона Кеннеди (в 2017 году обслужил 59,3 млн пассажиров) и аэропорт Ла-Гуардия (в 2016 году обслужил 29,8 млн пассажиров). Часть пассажиропотока Большого Нью-Йорка обслуживает международный аэропорт Ньюарк Либерти в Нью-Джерси (в 2017 году — 43,4 млн пассажиров). В Нью-Йорке развиты пассажирские перевозки на вертолётах. 
Нью-Йоркский метрополитен является самым популярным общественным транспортом города, в 2017 году он перевёз более 1,7 млрд пассажиров. За ним следуют сети пригородных электричек Long Island Rail Road (355 тыс. пассажиров в будний день), NJ Transit Rail (307 тыс. пассажиров в будний день) и Metro-North Railroad (298 тыс. пассажиров в будний день), а также линии PATH, связывающие Манхэттен с соседними городами штата Нью-Джерси (284 тыс. пассажиров в будний день), и линия AirTrain JFK, ведущая в международный аэропорт имени Кеннеди (15 млн пассажиров в год).
На Статен-Айленде работает отдельная линия Staten Island Railway (4,6 млн пассажиров в 2017 году). Компания Amtrak осуществляет дальние пассажирские железнодорожные перевозки в Бостон, Филадельфию, Балтимор, Вашингтон, Чикаго и другие города. Внутригородские и пригородные автобусные перевозки осуществляют MTA Regional Bus Operations (более 5 млн пассажиров в день), NJ Transit Bus Operations (почти 570 тыс. пассажиров в день), Bee-Line Bus System (более 110 тыс. пассажиров в день), Nassau Inter-County Express (85 тыс. пассажиров в день) и небольшие автобусные операторы, входящие в состав группы Coach USA. Наиболее загруженными транспортными узлами Нью-Йорка являются Пенсильванский вокзал (почти 70 млн пассажиров в 2017 году), вокзал Гранд-Сентрал (почти 67 млн пассажиров в 2017 году), автобусный терминал Портового управления на Манхэттене (более 65 млн пассажиров в 2017 году) и вокзал Джамейка в Куинсе.
Портовое управление Нью-Йорка и Нью-Джерси управляет морскими портами, международными аэропортами, а также некоторыми железнодорожными линиями, автобусными терминалами, мостами и тоннелями Большого Нью-Йорка. Под управлением Metropolitan Transportation Authority находятся метро, пригородные электрички и основная часть автобусных маршрутов Нью-Йорка. Также в Нью-Йорке базируются Verizon Communications (крупнейшая телекоммуникационная группа США), Altice USA (оператор кабельного телевидения, интернета и телефонной связи), JetBlue Airways (бюджетная авиакомпания), Staten Island Ferry (оператор паромных линий) и американское отделение Mediterranean Shipping Company (морские грузоперевозки). В городе расположены сотни отделений почтовых компаний FedEx и UPS.
По состоянию на 2013 год крупнейшими работодателями Большого Нью-Йорка в транспортном, логистическом и телекоммуникационном секторах были Metropolitan Transportation Authority (67,4 тыс. человек), Verizon Communications (18,6 тыс.), American Airlines (9,3 тыс.), чьи хабы расположены в аэропортах Кеннеди и Ла-Гуардия, и UPS (8,1 тыс.). В Нью-Йорке работает более 13 тыс. жёлтых такси и около 100 тыс. такси, которые заказывают через мобильные приложения Uber, Lyft, Juno и Via.

## Промышленность и строительство
Нью-Йорк, а особенно Манхэттен, во второй половине XX века подверглись значительной деиндустриализации. В городе остались преимущественно офисы и научно-исследовательские подразделения промышленных компаний, а сами предприятия были выведены за пределы Нью-Йорка. Этому способствовало как ужесточение экологических норм и дешёвая рабочая сила в странах Азии, так и рост цен на недвижимость (бизнесменам было выгоднее продать землю под жилую или коммерческую застройку, чем модернизировать «грязное» и устаревшее производство). Сегодня сохраняют своё значение лишь полиграфическая, пищевая и швейная промышленность (преимущественно в Бруклине), а также производство металлических и деревянных изделий для строительства. Практически потеряли свою былую профессиональную специализацию такие районы, как Швейный квартал, Дамская миля и Мясной квартал. Несмотря на сокращение, в производственном секторе Нью-Йорка всё ещё работают 2 % всех занятых в частном бизнесе города (для сравнения, в 1950 году промышленность давала 33 % всех рабочих мест города).

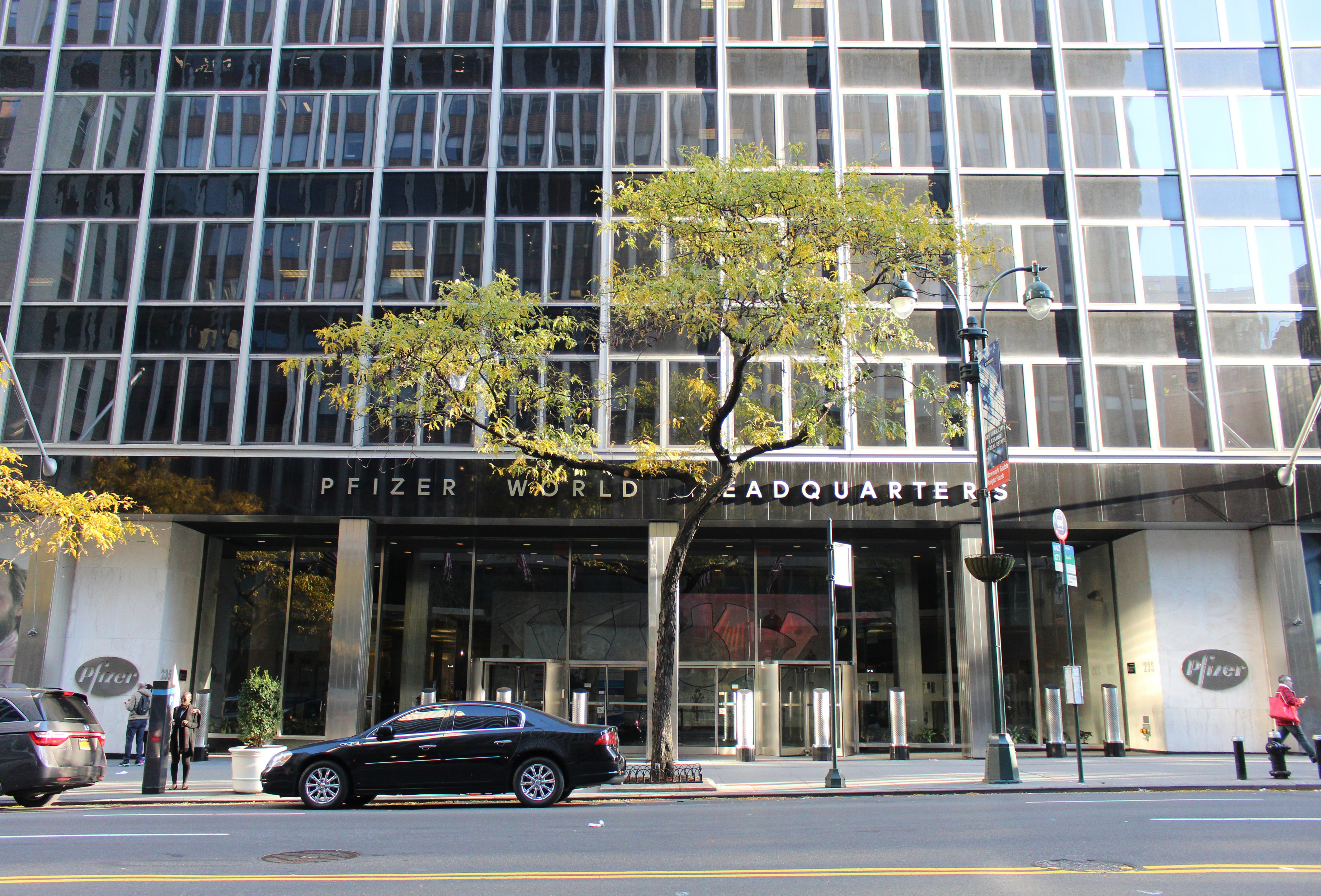
Штаб-квартира Pfizer на Манхэттене

В Нью-Йорке расположены штаб-квартиры крупных промышленных корпораций Pfizer (крупнейшая фармацевтическая корпорация США), Philip Morris International (крупнейшая табачная компания страны), Bristol-Myers Squibb (фармацевтика), Coty (косметика и парфюмерия), Hess Corporation (нефть и газ), Arconic (цветные металлы), Colgate-Palmolive (моющие и гигиенические средства, корма для домашних животных), L-3 Communications (электроника и средства связи), Estée Lauder (косметика и парфюмерия), PVH (модная одежда, обувь и аксессуары под марками Van Heusen, Tommy Hilfiger и Calvin Klein), Tapestry (модная одежда, обувь и аксессуары под марками Coach, Kate Spade и Stuart Weitzman), Renco Group (автомобильные комплектующие и металлы), Structure Tone (строительство), Continental Grain Company (мясные продукты и корма), Revlon (косметика и парфюмерия), Icahn Enterprises (многопрофильный конгломерат), MacAndrews & Forbes (многопрофильный конгломерат), Maybelline (производитель косметики, входящий в состав L’Oréal).
Нью-Йорк является крупным центром индустрии моды, в которой занято свыше 180 тыс. человек (ежегодно они получают 11 млрд долл. заработной платы, в 2012 году оборот отрасли составлял 98 млрд долл.). В городе базируется около 900 знаменитых домов моды, модных брендов и ритейлеров, в том числе Capri Holdings, Ralph Lauren Corporation, Calvin Klein, DKNY, Tommy Hilfiger, Coach, Marc Jacobs, Diane von Fürstenberg, Carolina Herrera, Liz Claiborne, Brooks Brothers, Club Monaco, Milly, Theory и WestPoint Home, влиятельный модный журнал Vogue, крупные модельные агентства Ford Models, IMG Models, Next Model и Elite Model, здесь дважды в год проходит представительная Неделя моды в Нью-Йорке. Главным управленческим и дизайнерским кластером индустрии моды продолжает оставаться Швейный квартал на Манхэттене. Кадры для индустрии моды поставляют Технологический институт моды, школа дизайна Парсонс и институт Пратта.
Также в Нью-Йорке базируются компании International Flavors & Fragrances (ароматизаторы), Griffon Corporation (многопрофильный конгломерат), Bulova (часы и точные приборы), Steinway & Sons (музыкальные инструменты), Topps (жевательная резинка и конфеты), Fodera (музыкальные инструменты), Grado Labs (аудиотехника), Sadowsky (музыкальные инструменты), J. Sussman (окна и металлоконструкции). По состоянию на 2018 год в Нью-Йорке имелись следующие промышленные зоны: Батгейт, Порт-Моррис, Истчестер, Зерега и Хантс-Пойнт в Бронксе; Бруклин-Нави-Ярд, Гринпойнт, Ист-Нью-Йорк, Норт-Бруклин, Саутвест-Бруклин и Флетлендс в Бруклине; Джамейка, Маспет, Вудсайд, JFK, Риджвуд, Лонг-Айленд-Сити и Стейнвей в Куинсе; Норт-Шор, Россвилл и Вест-Шор на Статен-Айленде.

## Индустрия развлечений, издательский и медиа-бизнес

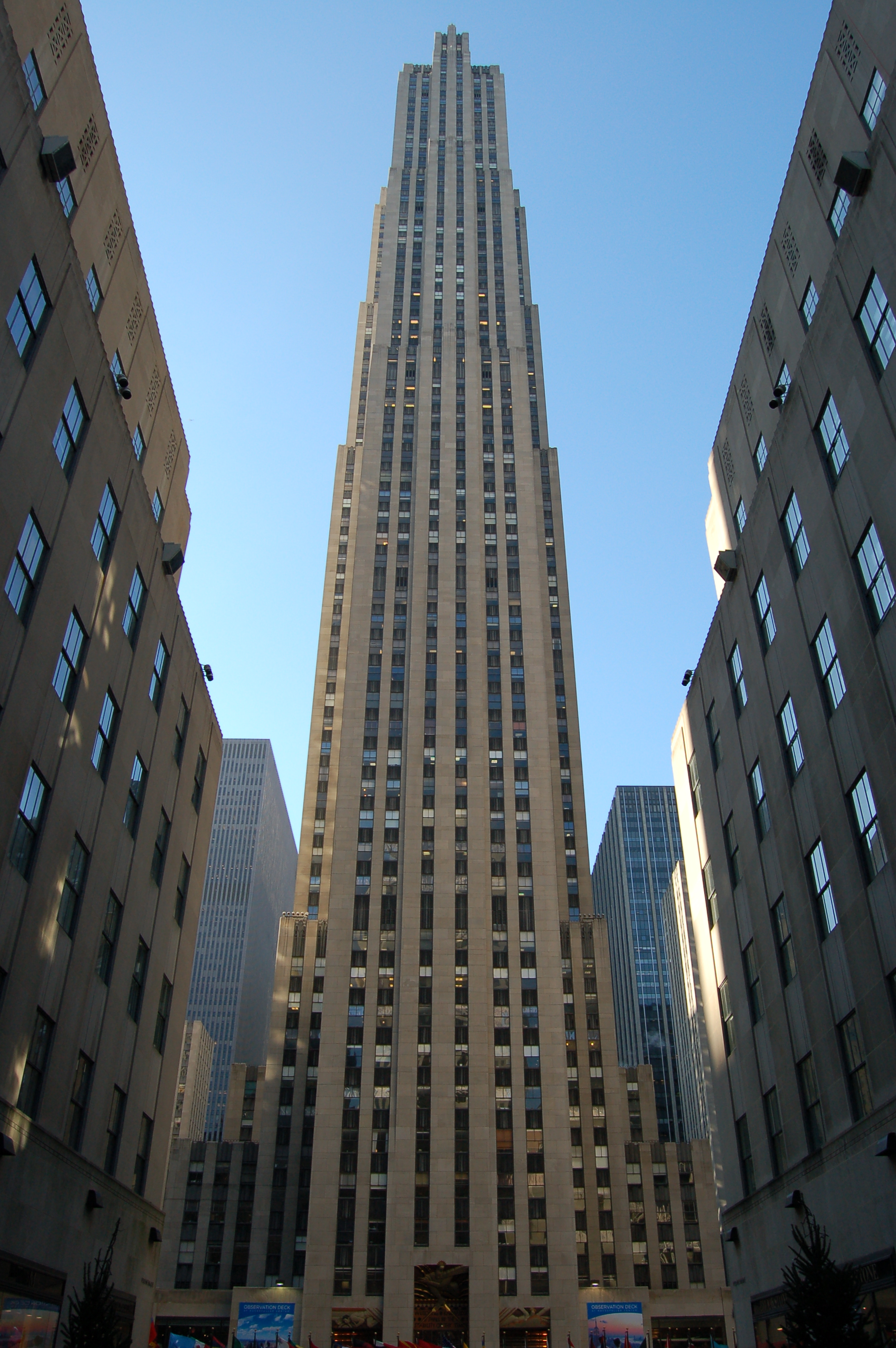
30 Rockefeller Plaza, где расположена штаб-квартира NBCUniversal

Нью-Йорк является крупнейшим рынком СМИ в Северной Америке, важным центром индустрии развлечений, телевизионного, музыкального, издательского и рекламного бизнеса, а также цифровых СМИ. Нью-Йорк — второй после Лос-Анджелеса центр кинопроизводства в США и мировой лидер в сфере независимого кинематографа (в 2015 году оборот кинопроизводства составлял 8,7 млрд долл., в индустрии работало свыше 100 тыс. человек). Также здесь создают различные телевизионные сериалы, шоу и программы, рекламные видео, музыкальные произведения и радиопередачи, издают популярные газеты, журналы и книги.
В Нью-Йорке базируются такие крупнейшие медиа-конгломераты США, как WarnerMedia (кино, телевидение, музыка, парки развлечений и издательское дело), 21st Century Fox (кино и телевидение), Viacom (кино, телевидение и парки развлечений), CBS Corporation (телевидение, радио, музыка, реклама и издательское дело), NBCUniversal (телевидение, кино, музыка и парки развлечений), Hearst Corporation (издательское дело и телевидение), Bloomberg (телевидение и издательское дело), Univision Communications (телевидение, радио и цифровые медиа), Advance Publications (издательское дело), News Corp (издательское дело), The New York Times Company (издательское дело), Penguin Random House (издательское дело), Sony Music Entertainment (музыка и развлечения), Associated Press (информационное агентство). В Нью-Йорке выходят самые популярные в стране печатные СМИ — The New York Times, The Wall Street Journal, Time, Forbes, Fortune и Businessweek, а также таблоиды Daily News и New York Post.
В Нью-Йорке расположены штаб-квартиры всех трёх крупнейших американских телевизионных сетей — ABC (входит в состав The Walt Disney Company), CBS (входит в состав National Amusements) и NBC (входит в состав NBCUniversal), а также кабельных и спутниковых каналов MTV, Comedy Central, TV Land, BET и Nickelodeon (входят в состав Viacom), Fox News (входит в состав 21st Century Fox), HBO и Cinemax (входят в состав WarnerMedia), Showtime, The Movie Channel и Flix (входят в состав CBS Corporation), Bravo (входит в состав NBCUniversal), AMC (входит в состав Madison Square Garden Company), Epix (входит в состав MGM Holdings), Food Network (совместное предприятие Discovery Inc. и Tribune Media).
В Нью-Йорке базируются самые известные книжные издательства США — Penguin Random House (входит в состав Bertelsmann), Simon & Schuster (входит в состав CBS Corporation), HarperCollins (входит в состав News Corp), а также Hachette Book Group (входит в состав Hachette), Tor Books, Farrar, Straus and Giroux, Henry Holt and Company и St. Martin's Press (входят в состав Macmillan Publishers). В книгоиздательском секторе Нью-Йорка работает свыше 25 тыс. человек и он является одним из крупнейших в мире.
В Нью-Йорке расположены штаб-квартиры наиболее влиятельных и «кассовых» спортивных организаций США — Национальной футбольной лиги, Главной лиги бейсбола, Национальной баскетбольной ассоциации, Национальной хоккейной лиги и Главной лиги соккера. Важное место в индустрии развлечений занимают нью-йоркские спортивные клубы «Нью-Йорк Янкис» и «Нью-Йорк Метс» (бейсбол), «Нью-Йорк Джайентс» и «Нью-Йорк Джетс» (американский футбол), «Нью-Йорк Никс», «Бруклин Нетс» и «Нью-Йорк Либерти» (баскетбол), «Нью-Йорк Рейнджерс» и «Нью-Йорк Айлендерс» (хоккей), «Нью-Йорк Сити» (европейский футбол). На арене Мэдисон-сквер-гарден проводятся наиболее титульные боксёрские поединки мира, а на стадионе Артура Эша в Куинсе — теннисные матчи одного из самых престижных турниров US Open.

## Туризм и гостиничный бизнес

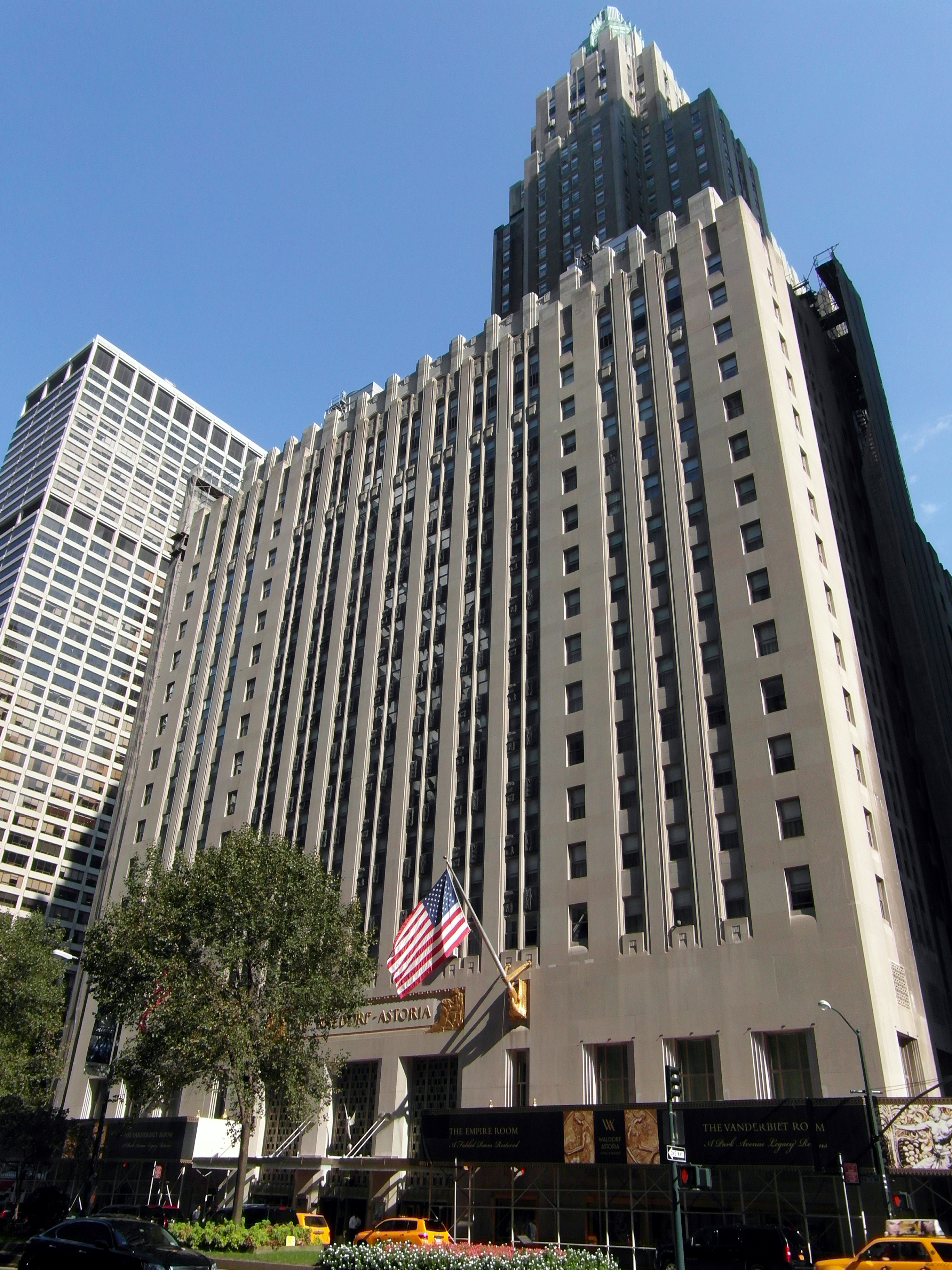
Waldorf Astoria — самая знаменитая гостиница Нью-Йорка

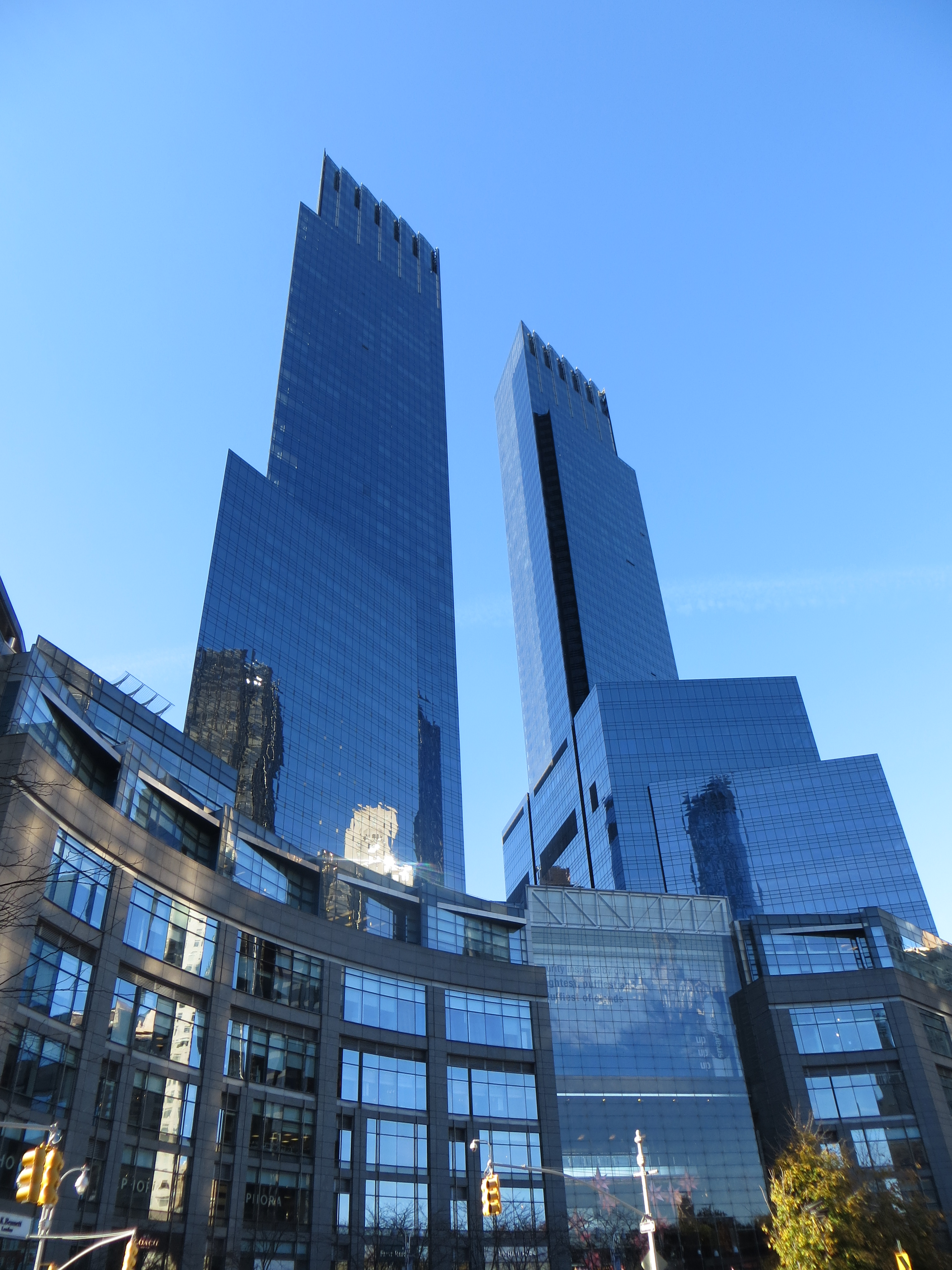
Отель Mandarin Oriental занимает одну из башен комплекса Time Warner Center

Туризм является одним из важнейших секторов сферы услуг Нью-Йорка. В 2017 году город посетило 62,8 млн туристов, в том числе 49,7 млн внутренних и 13,1 млн иностранных (крупнейшими группами являются граждане Великобритании, Канады, Бразилии, Франции, Германии, Австралии, Италии, Китая и Испании). Годом ранее Нью-Йорк принял 60,5 млн туристов, в том числе 47,8 млн внутренних и 12,7 млн иностранных. Важное место занимает деловой туризм: в 2017 году город посетило 13 млн бизнес-путешественников, в том числе 6,2 млн туристов, посетивших конференции и выставки. По состоянию на 2017 год в Нью-Йорке имелось 116,5 тыс. гостиничных номеров. Город имеет один из самых высоких показателей заполняемости отелей в стране.
Манхэттен является сосредоточением люксового сегмента гостиничного фонда Нью-Йорка, здесь располагаются такие известные отели, как Waldorf Astoria, The Plaza, The Ritz-Carlton Central Park, Four Seasons New York, Baccarat Hotel, Mandarin Oriental New York, St. Regis New York, The Peninsula New York, Park Hyatt New York, The Pierre, Crosby Street Hotel, The Lowell New York, The Mark, The Mercer, The Whitby, The Carlyle, The Greenwich, The Chatwal, Lotte Palace, Trump International New York, Four Seasons Downtown, Plaza Athenee, The Langham New York, Gramercy Park Hotel, Conrad New York, The Surrey, The NoMad, The Knickerbocker, Viceroy Central Park, The Quin Central Park, The Dominick, JW Marriott Essex House, The Roosevelt, Hilton Midtown, Grand Hyatt New York, Crowne Plaza Times Square, Millennium Hilton, Marriott East Side, Sofitel New York, Warwick New York, Sheraton Times Square, Park Central, The Westin Times Square, Park Lane, InterContinental Barclay и Wyndham New Yorker.
Главным туристическим логотипом является I Love New York, известный во всём мире. Наиболее популярными туристическими локациями Манхэттена являются Таймс-сквер (около 50 млн), Центральный парк (около 40 млн), Большой Центральный вокзал (21,6 млн), бродвейские театры, сосредоточенные в Театральном квартале (13,8 млн), Саут-Стрит-Сипорт (12 млн), Метрополитен-музей (6,7 млн), Эмпайр-стейт-билдинг, штаб-квартира ООН, Рокфеллеровский центр, Пятая авеню, Мэдисон-авеню, Вашингтон-Сквер-парк, Чайна-таун, Финансовый квартал, музей 11 сентября и Музей моря, воздуха и космоса «Интрепид».
За пределами Манхэттена наиболее популярными локациями являются Статуя Свободы (3,5 млн), Бронксский зоопарк (2,2 млн), Кони-Айленд, Флашинг-Медоус — Корона-парк, остров Эллис, Нью-Йоркский ботанический сад, Проспект-парк и Брайтон-Бич.
Среди наиболее массовых уличных мероприятий выделяются Нью-Йоркский марафон, парад на Хеллоуин в Гринвич-Виллидже, парад Macy’s на День благодарения, парад на День святого Патрика, карнавал на День труда в Бруклине и Рождественская ёлка в Рокфеллеровском центре. Также в Нью-Йорке проводятся Нью-Йоркский международный автосалон и кинофестиваль Трайбека.
Крупнейшим в Нью-Йорке центром выставок и конференций является Javits Center на Манхэттене площадью 170 тыс. м². С туризмом тесно связаны многие смежные сектора — рестораны, магазины, сувенирные лавки, транспорт (особенно двухэтажные туристические автобусы, прогулочные суда, велорикши и легендарные нью-йоркские конные экипажи). В Нью-Йорке работает около 25 тыс. ресторанов, кафе и закусочных. Нью-Йоркская кухня впитала в себя гастрономические традиции множества иммигрантов, которые волнами оседали в городе. К традиционным нью-йоркским блюдам относятся хот-дог, гамбургер, сэндвич, кныш, бейгл, чизкейк, пицца, пастрома, солонина, фалафель и кебаб.
Значительную конкуренцию гостиничному бизнесу составляет краткосрочная сдача жилья через сервисы Airbnb и HomeAway, однако власти города борются с собственниками, которые нарушают городской закон и не платят налоги.

## Информационные технологии

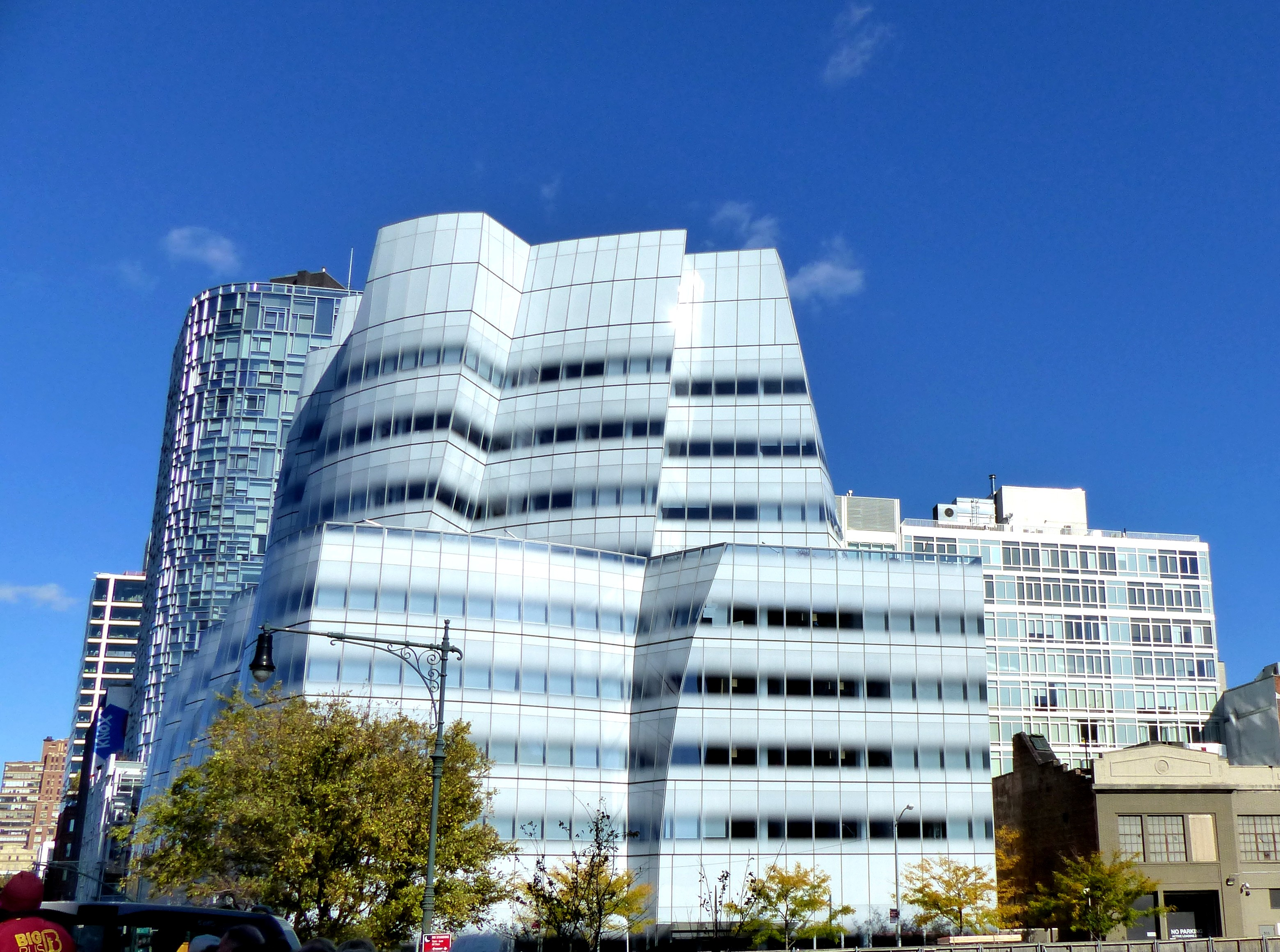
Штаб-квартира InterActiveCorp

По состоянию на 2018 год в технологическом секторе Нью-Йорка было занято свыше 320 тыс. человек (основные отрасли: разработка программного обеспечения и игрового дизайна, телекоммуникации, цифровые медиа, в том числе социальные сети, электронная коммерция, финансовые интернет-технологии, кибербезопасность, облачные технологии и энергоэффективность). В районе Флэтайрон расположена «Силиконовая аллея» — нью-йоркский кластер высоких и информационных технологий, названный так по подобию калифорнийской Силиконовой долины. Другими технологическими узлами являются район Челси (здесь базируется главный кампус Google в Нью-Йорке), New York Digital District в бруклинском районе DUMBO и остров Рузвельта.
В Нью-Йорке базируются интернет-корпорации AOL и InterActiveCorp (в состав последней входят популярные сервисы Tinder и Vimeo), крупные производители программного обеспечения Infor, CA Technologies, Medidata Solutions и LivePerson, крупный разработчик компьютерных игр Rockstar Games, разработчики финансовых технологий R3 и ConsenSys, краудфандинговая платформа Kickstarter, оператор облачных технологий DigitalOcean, сервис интернет-рекламы DoubleClick, сервис стоковых фотографий, видео и музыки Shutterstock, служба микроблогов Tumblr, а также офисы и исследовательские центры компаний Google (более 11 тыс. сотрудников), VMware, Cisco, Adobe Systems, Amazon, Microsoft, Oracle, SAP, Salesforce, Symantec.
Крупнейшими работодателями в сфере информационных технологий и цифровых медиа являются Bloomberg (9 тыс. человек), Oath Inc. (1,4 тыс.), CA Technologies (1,2 тыс.), Vice Media (1,2 тыс.), Blue Apron (0,9 тыс.), E-Trade (0,8 тыс.) и BuzzFeed (0,7 тыс.).